# Stift Rein

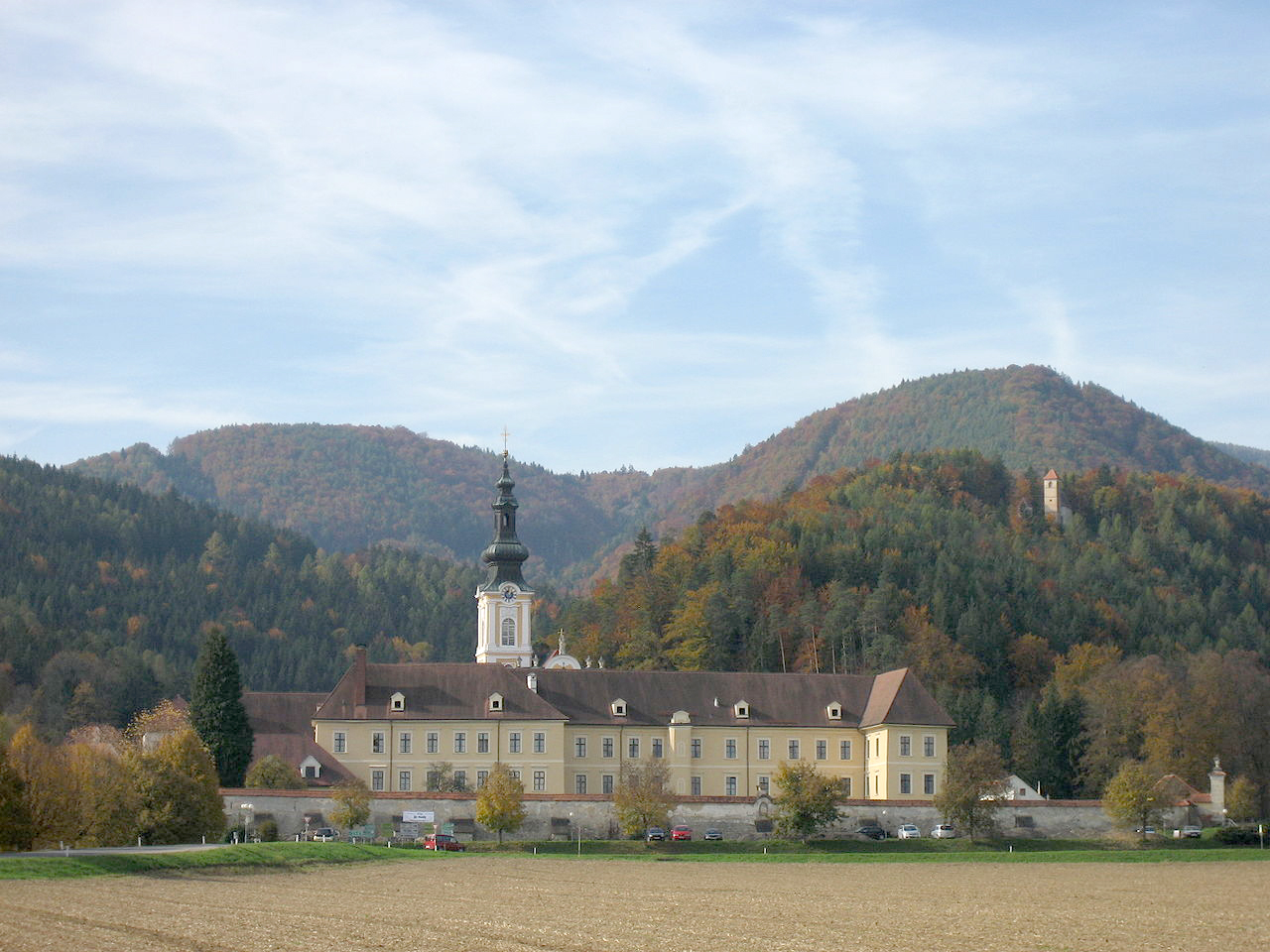
Stift Rein im Oktober 2006

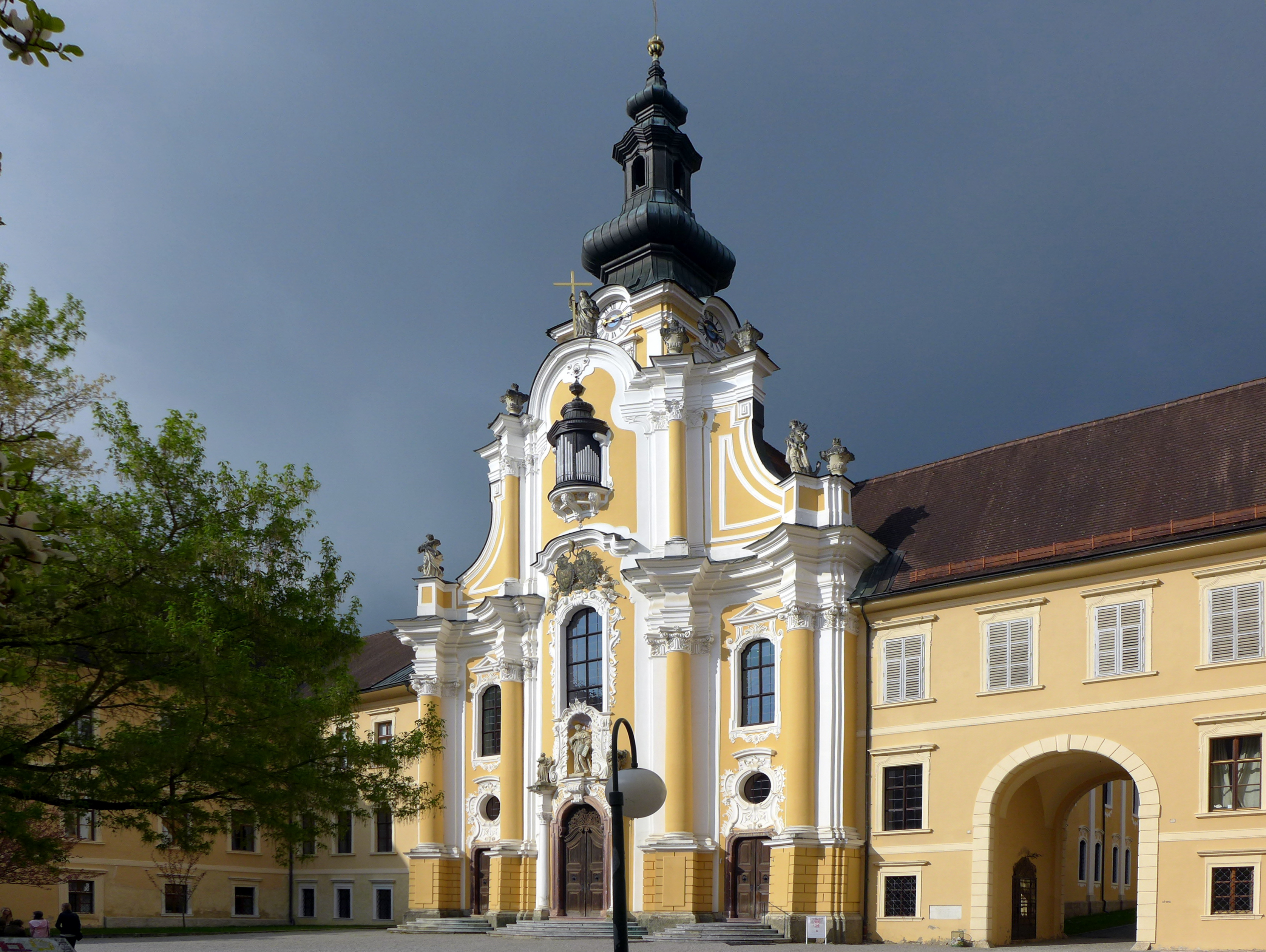
Großer Stiftshof mit Basilika

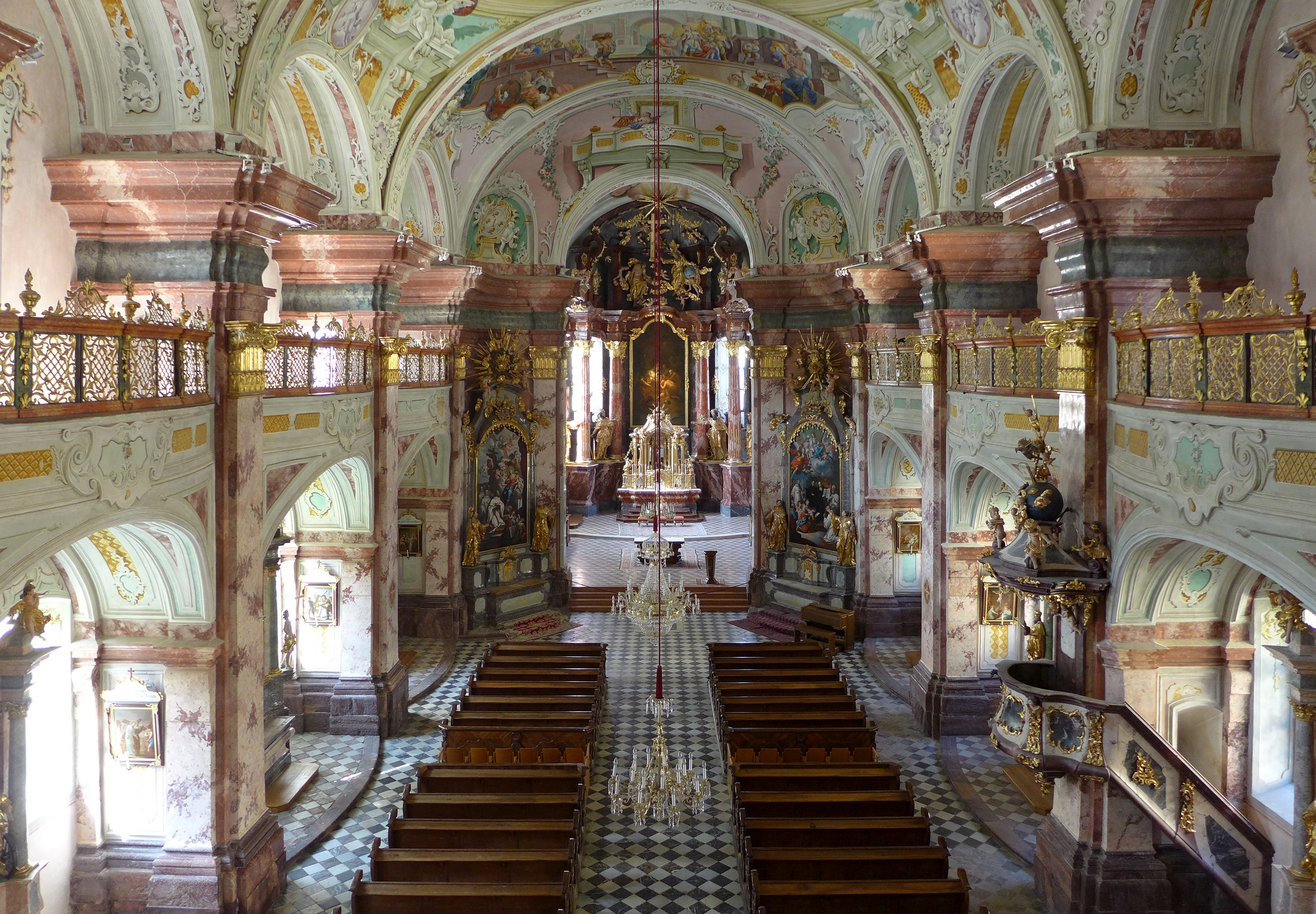
Barocker Innenraum der Stiftskirche (von der Orgel aus gesehen)

Das Stift Rein (lateinisch Abbatia B.[eatae] M.[ariae] V.[irginis] de Runa) ist eine Zisterzienserabtei in der Gemeinde Gratwein-Straßengel in der Steiermark. Es wurde im Jahr 1129 von Markgraf Leopold dem Starken von Steyr als 38. Kloster des Ordens gegründet und ist das älteste bestehende Zisterzienserstift der Welt, da alle früher errichteten durch die Französische Revolution oder in Deutschland durch die Säkularisation aufgelöst und verweltlicht wurden.
Im Jahr 1276 leisteten steirische und Kärntner Adelige den für die österreichische Geschichte Weichen stellenden Reiner Schwur. Dabei ging es um die Lösung der Frage, wer das Reich regieren sollte. Ottokar II. Premysl, der durch die Heirat mit einer der letzten zwei Babenbergerinnen an die Herrschaft gelangt war, oder der aus der Schweiz gekommene Aufsteiger Rudolf von Habsburg. Im Schwur von Rein stellten sich die Aristokraten auf die Seite Rudolfs, woraufhin er Landesherr wurde und damit am Anfang der 640 Jahre währenden Habsburger Herrschaft stand.
Ende des 15. Jahrhunderts ging die Anzahl der Mönche zunächst wegen der Pest und später infolge der sich rasch ausbreitenden Reformation stark zurück. Erst im ausgehenden 16. Jahrhundert stieg die Anzahl der Ordensbrüder wieder an. Die Äbte des Stiftes waren in der Gegenreformation wichtige Berater der Landesfürsten. Außerdem gründeten Reiner Patres zwischen dem 12. und 17. Jahrhundert vier neue Klöster.
Zwischen 1959 und 1990 beherbergte das Stift den aus der Tschechoslowakei vertriebenen Konvent des Klosters Hohenfurth und führte während dieser Zeit den Doppelnamen „Stift Rein-Hohenfurt“.
Die Stiftskirche wurde 1979 von Papst Johannes Paul II. zu einer Basilica minor erhoben. Bis 2019 war sie Dekanatskirche des ehemaligen Dekanats Rein, zu dem 14 Pfarren gehörten.
Des Weiteren stellt das Stift seine Räumlichkeiten dem Bundesgymnasium Rein zur Verfügung.

## Namensherkunft und Lage

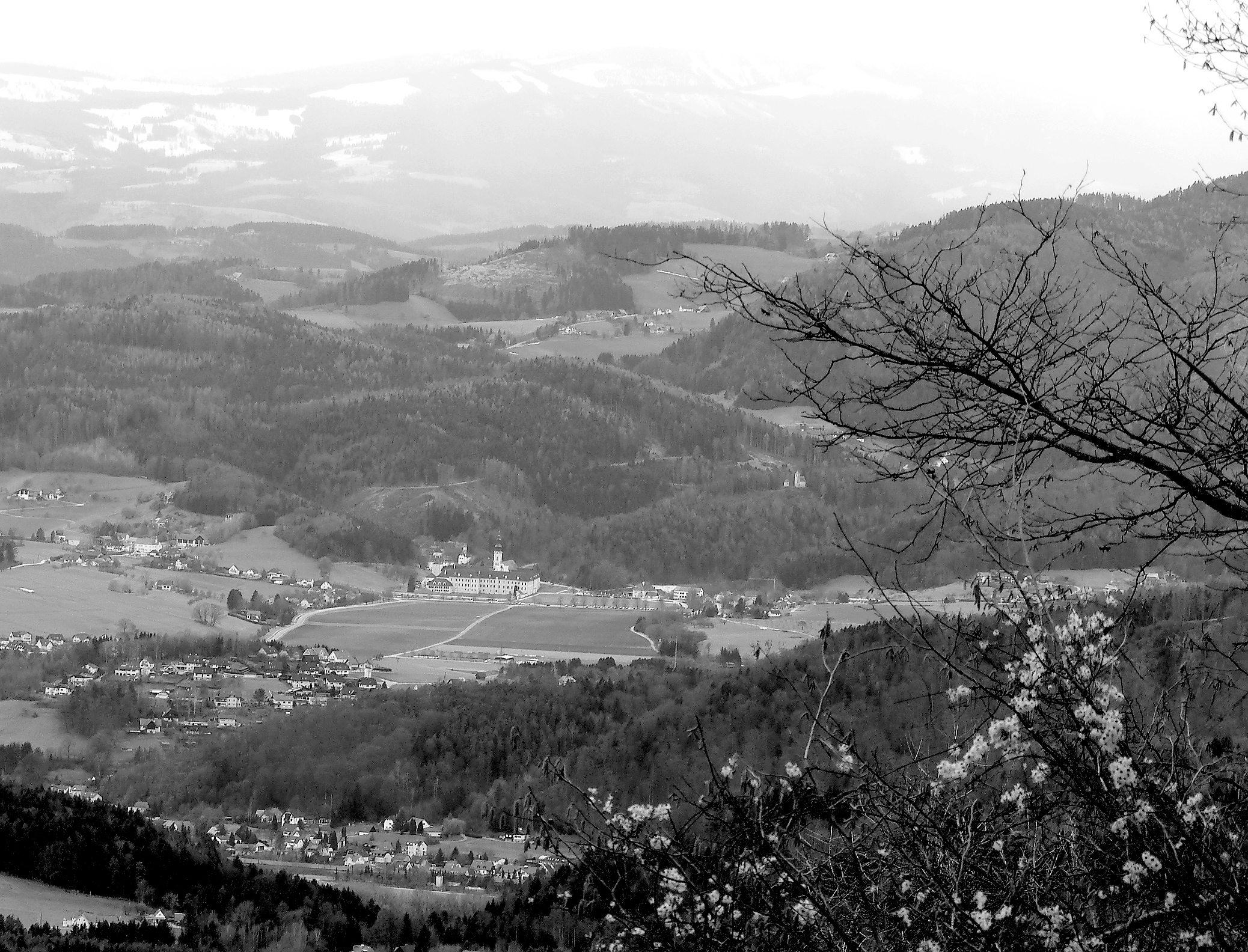
Blick von Osten

Der Name „Rein“ leitet sich vom slowenischen Wort rauna ab, das übersetzt „Talebene“ bedeutet. Ob dieses Wort mit einem vorslawischen Gewässernamen *Rīn
verbunden werden kann, ist nicht sicher. Für eine Ableitung vom Flussnamen Rhein (keltisch Rhenos) gibt es keine Hinweise. Der Name wird auch auf indogermanisch *rū- (= „aufreißen, graben“) zurückgeführt.
Das Stift befindet sich im Ortsteil Rein, etwa 15 Kilometer nordwestlich von Graz. Es wurde in einem Seitental der Mur am Fuß des Ulrichsberges errichtet, der vom Pleschkogel überragt wird.

## Geschichte

### Gründung und Herrschaft der Traungauer

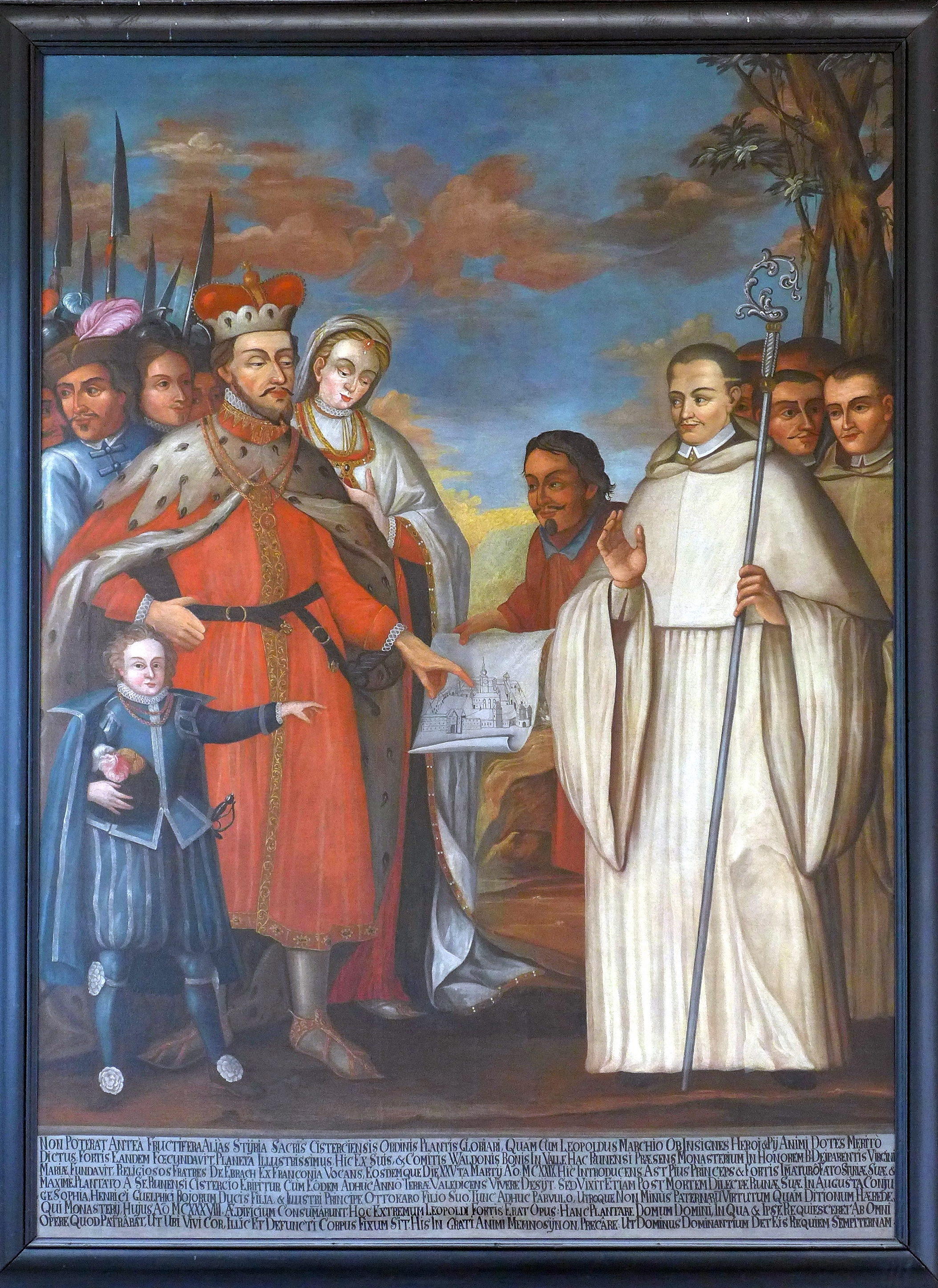
Markgraf Leopold der Starke überreicht die Stiftungsurkunde

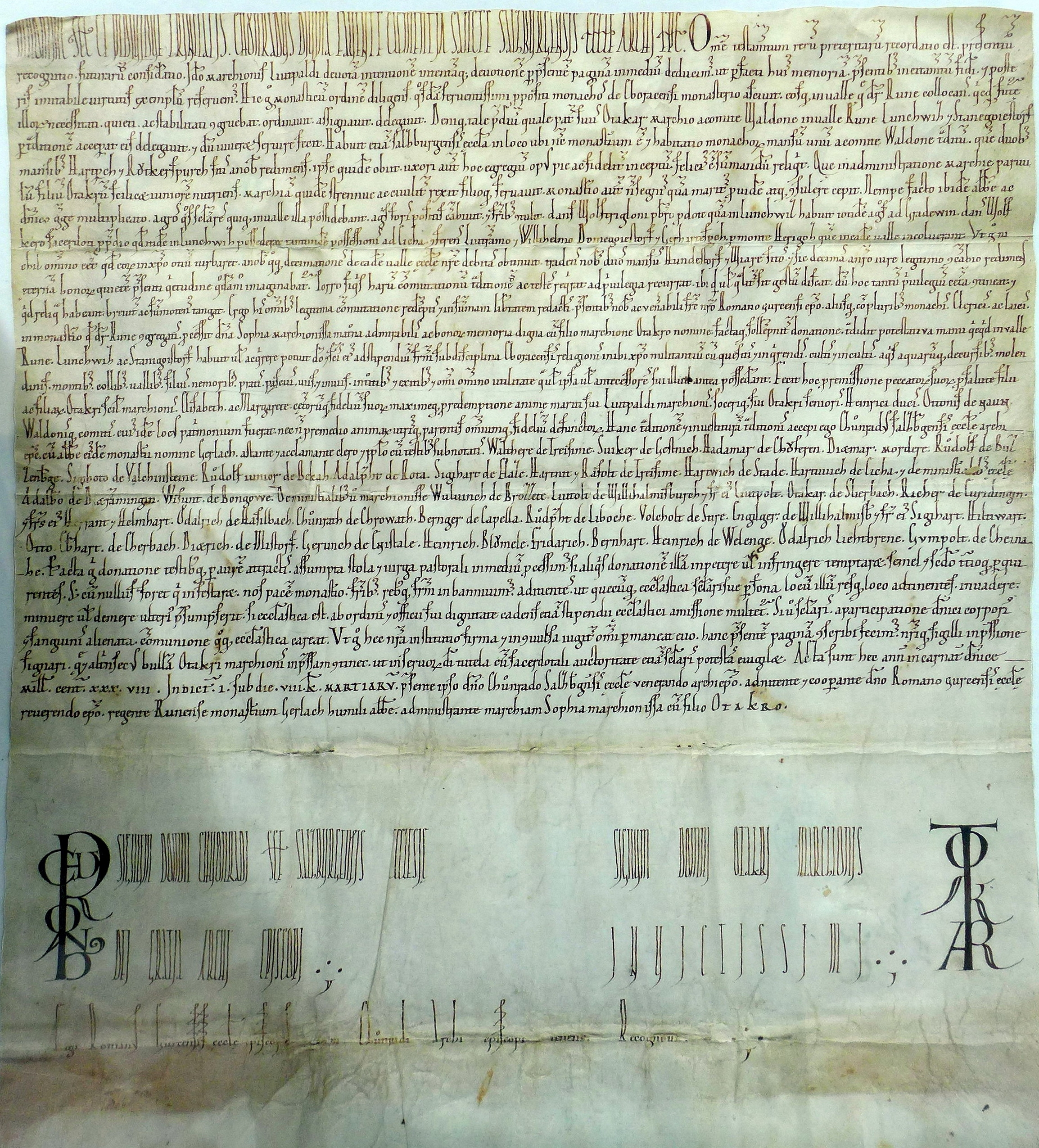
Stiftungsurkunde vom 22. Februar 1138, Stiftsarchiv Rein (hier als Faksimile); deutsche Übersetzung in der Datei-Beschreibung des Bildes

Das Kloster Rein wurde im Jahr 1129 von Markgraf Leopold dem Starken aus dem Geschlecht der Traungauer gegründet; sein Grab (2006 aufgefunden) befindet sich unter der heutigen Marienkapelle. Leopold ließ das Kloster als Hauskloster der Traungauer und als religiöses Zentrum seiner Mark errichten. Als materielle Basis für die Gründung dienten jene Güter, die Leopolds Vater Ottokar II. aus dem Erbe des Grafen Waldo erhalten hatte. Dazu gehörte auch der Wehrhof Reun. Als die Antwort des Traungauers auf die Frage, welcher Orden das zukünftige Kloster bewohnen sollte, der Zisterzienser-Orden lautete, nahm dieser Kontakt mit dem Kloster Ebrach in Bayern auf. Damit gehörte das Stift Rein zur Filiation der Primarabtei Morimond. Die Mönche aus dem Kloster Ebrach kamen am 25. März 1129 zum Fest der Verkündigung des Herrn nach Rein und konnten am 8. November 1130 unter Abt Gerlach (1129 bis ca. 1164) ein provisorisches Kloster beziehen. Bereits 1136 wurde von Rein aus das Kloster Sittich in Slowenien besiedelt. Da Leopold im Gründungsjahr starb, vollendete seine Witwe Sophie die Klostergründung. Am 22. Februar 1138 beurkundete Erzbischof Konrad I. von Salzburg die Gründungsgeschichte und die ersten Schenkungen, die das Reintal umfassten, an das Kloster. Bereits in den ersten Jahrzehnten seines Bestehens erlebte das Kloster einen kulturellen und wirtschaftlichen Aufschwung, der sich in der Schaffung verschiedener Werke der Schreibstube, wie dem Reiner Musterbuch aus dem 13. Jahrhundert, äußert. Des Weiteren waren die von den Mönchen bewirtschafteten Grangien für die Erschließung und Kultivierung des Umlandes bedeutend.
Im Jahr 1140 fand die Konsekration der Stiftskirche statt. 1144 schenkte König Konrad III. dem Kloster das Dorf Werndorf. 1146 wurde von Rein aus das Stift Wilhering in Oberösterreich besiedelt. Da zwischen dem Markgrafen Ottokar III. und dem Kloster eine enge Beziehung bestand, kam es zu einigen Schenkungen von dem Markgrafen – wie etwa im Jahr 1164 drei Hofstätten unter der Burg am Grazer Schloßberg, aus denen später der heutige Reinerhof in der Sackstraße entstand. Im selben Jahr kam es zu einer weiteren Schenkung durch Konrad III., die jenes Gebiet zwischen den Flüssen Feistritz, der Söding und dem Alpenkamm umfasste. Es diente vormals als Lehen. Herzog Ottokar IV., der letzte der Traungauer, überließ 1192 dem Stift die Alm Gottenfeld bei Hirschegg. Diese Schenkung wurde im selben Jahr von Herzog Leopold V. und nochmals 1210 von Herzog Leopold VI., beide aus dem Geschlecht der Babenberger, bestätigt.

### Herrschaft der Babenberger, Erbstreit und Reiner Schwur
Obwohl die Babenberger Rein mit einigen Schenkungen bedachten, entstand nie eine engere Beziehung zwischen dem Stift und dem Herrschaftsgeschlecht. Im Jahr 1205 ließ Leopold VI. dem Stift größere Mengen an Eisen vom Erzberg sowie 1210 vier Huben in Premstätten zukommen. 1217 verzichtete er zu Gunsten des Klosters auf das Weinzehent in Weikersdorf. Leopolds Frau Theodora ließ in der Stiftskirche einen dem Apostel Thomas geweihten Altar und davor ein ewiges Licht errichten. Herzog Friedrich II. schenkte im Jahr 1243 den Grundbesitz der von ihm zerstörten Burg Helfenstein.
Neben den Babenbergern traten zu jener Zeit auch die Stubenberger, die Stadecker, die Herren von Plankenwarth, die Krottendorfer, die Herren von Walsee, die Herren von Wildon, die Herren von Kranichberg, die Murecker sowie die Emmerberger als bedeutende Stifter auf. Die Stadecker stellten auch mit Ludwig I. (ca. 1227 bis vor 1243) den siebten Abt des Stiftes.
Im Jahr 1265 wurde Abt Amelrich zum Bischof des Salzburger Eigenbistums Lavant ernannt. Als der Habsburger Rudolf I. 1273 zum deutschen König gewählt wurde, kam es zu einem Konflikt mit Ottokar II., da Rudolf die Herausgabe der vormals babenbergischen und spanheimerschen Ländereien forderte. Aufgrund dieses Konfliktes trafen sich am 19. September 1276 steirische und Kärntner Adelige, um einstimmig den Reiner Schwur zu leisten, in dem sie Rudolf Treue und Gefolgschaft schworen. Das Kloster bot damit den Feinden des bisherigen Landesfürsten Ottokar II. eine Möglichkeit, sich gegen ihn erfolgreich zu verbünden.

### Herrschaft der Habsburger, Luthertum und Gegenreformation
Der Reiner Abt Heinrich von Admont diente Herzog Albrecht von der Steiermark als Landesschreiber und später Landeshauptmann. Der am 7. Juni 1399 zum Abt gewählte, aus dem Bistum Meißen stammende Angelus Manse diente dem 1411 als steirischer Herzog angetretenen Ernst dem Eisernen als enger Ratgeber und ab 1415 als Rat und Hofkaplan. Im Jahr 1414 wurde Angelus vom Landesfürsten zum Konzil von Konstanz geschickt und wirkte später an der Melker Klosterreform mit. Ernst der Eiserne wurde im Chor der Reiner Stiftskirche begraben. Auch seine erste, 1407 verstorbene Frau Margarethe wurde in Rein begraben.
Im 15. Jahrhundert erlebte das Kloster eine Glanzzeit seiner Entwicklung. Um 1450 gehörten 48 Mönche zum Konvent; zwischen 1441 und 1482 waren 13 Reiner Mönche als Studiosi im Wiener Ordenskolleg St. Nikolaus wohnhaft. Dem damaligen Reiner Abt Hermann Molitor (1439–1470) wurde 1444 vom Basler Konzil und 1445 von Papst Eugen IV. das Pontifikalrecht verliehen. Auf Aufforderung von Kaiser Friedrich III. wurde Rein 1444 Mutterkloster von Stift Neukloster in Niederösterreich. Friedrich III. unterstellte 1473 das Stift Lilienfeld der Reiner Filiation. Im Übrigen war die Amtszeit von Molitor eine Zeit von politischen Streitereien, welche unter anderem in der Baumkircher Fehde gipfelten.
Bei einem Türkeneinfall Im Jahr 1480 entstanden schwerere Schäden an der Bausubstanz. In der Folge der Reparatur wurden Befestigungsanlagen mit Wehrmauern und Wehrtürmen ausgebaut. Im selben Jahr kam es zu einem Ausbruch der Pest im Kloster, der unter anderem der Abt Christian Ganser (1472–1480) zum Opfer fiel. Die Amtszeit seines Nachfolgers Wolfgang Schrötl (1481–1515) war vom Wiederaufbau und der wirtschaftlichen Festigung des Klosters geprägt. Die Befestigungsanlagen wurden weiter ausgebaut. Abt Johannes Lindenlaub (1515–1529) wurde vom Erzherzog und späteren Kaiser Ferdinand I. zum Rat berufen.
Anfang des 16. Jahrhunderts begann die Anzahl der Mönche im Kloster auf etwa 12 zu sinken. Der Grund für den Rückgang lag vor allem an der Ausbreitung des Luthertums. 1534 wurde der bisherige Vikar von Gratwein, Hippolyt Huettensteiner zum Abt gewählt. Er hatte diese Funktion allerdings nur ein paar Monate inne, da er als Platzhalter für den jungen Ludwig Ungnad Freiherr von Sonnegg, dem Sohn des Landeshauptmanns Hans Ungnad, agierte. Ungnad war im Dezember 1533, obwohl er damals nicht vogtbar war, zum Koadjutor bestellt worden. Unter der Führung des Kommendatarabts Ludwig Ungnad erlebte das Kloster seinen personellen und wirtschaftlichen Tiefpunkt. Ungnads Vater war zugleich Oberhaupt der steirischen Protestanten. Sowohl der Landesfürst als auch der Papst billigten aber den Übergang des Stiftes an Ungnad. Erst 1549 bewirkte Kaiser Ferdinand Abt Ludwig Ungnads Rücktritt.
Der Kaiser ernannte den Pfarrer von Cilli Martin Duelacher zum neuen Abt. Obwohl die beiden Ungnad noch immer Einfluss auf die Klosterführung nahmen, kam es unter Duelacher zu einem erneuten Aufschwung. Für das Jahr 1556 sind 24 Konventualen belegt, während in anderen steirischen Klöstern die Anzahl der Mönche sank. In den Jahren 1551, 1553, 1557, 1559 und 1568 wurden Geistliche des Klosters als Äbte an das Stift Neukloster postuliert. Dasselbe geschah 1557 für das Kloster Topusko und 1580 für das Kloster Sittich.
Dem Abt Bartholomäus von Grudenegg (1559–1577) wurde vom Landesfürsten der Auftrag erteilt, Geld für den Bau eines Jesuitenkollegs in Graz, dem heutigen Akademischen Gymnasium am Tummelplatz zu sammeln. Unter Abt Georg Freyseisen (1577–1605) wurde mit durchgreifenden Veränderungen an der mittelalterlichen Bausubstanz begonnen. Ihm kam bei der Durchsetzung der Gegenreformation unter Karl II. und Ferdinand II. als Visitator und Generalvikar eine besondere Bedeutung zu. Weiters wurde er zum Erzherzoglichen Rat, zum Vizestatthalter und zum Hofkammerpräsidenten bestellt. Im Jahr 1600 wurde das Stift Rein zu einem Landesgericht erhoben und erhielt damit die hohe Gerichtsbarkeit mit der Richtstätte „Breites Kreuz“ in Gratwein. Der unter Freyseisen belegte Aufschwung setzte sich bis in die zweite Hälfte des 17. Jahrhunderts fort. Im Jahr 1607 kam die Pfarre Gratwein mit sieben Vikariaten an das Stift. Aus den Vikariaten entstanden später 13 inkorporierte Pfarren.
Im Jahr 1620 wurde von Rein aus das vormalige Benediktinerinnen-Stift Schlierbach mit Mönchen besiedelt. In den Jahren 1618 und 1622 wurden erneut Geistliche von Rein als Äbte nach Neukloster berufen. Das Gleiche geschah in den Jahren 1601, 1621 und 1631 für das Kloster Landstraß/Kostanjevica, im Jahr 1615 für das Stift Baumgartenberg sowie 1621 und 1627 für das Kloster Schlierbach. Abt Matthäus Mayerle ließ zwischen 1628 und 1632 den neuen Konvent errichten. Im Jahr 1640 lebten mehr als 60 Ordensleute im Kloster. Kaiser Leopold I. besuchte in den Jahren 1660 und 1673 das Stift.

### Barockisierung und josephinische Reformen

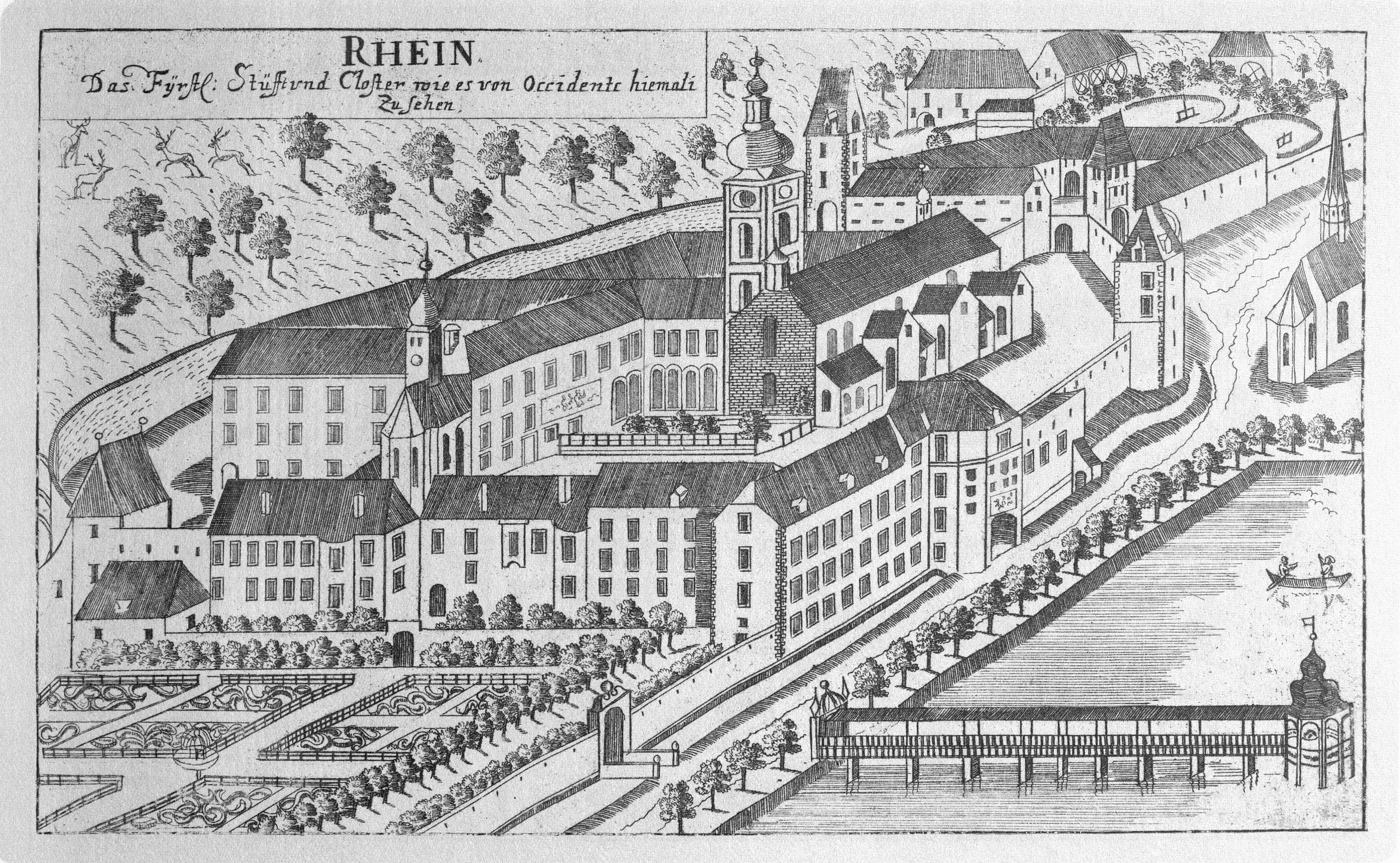
Ansicht des Stiftes aus Richtung Osten auf einem Stich aus dem Jahr 1681

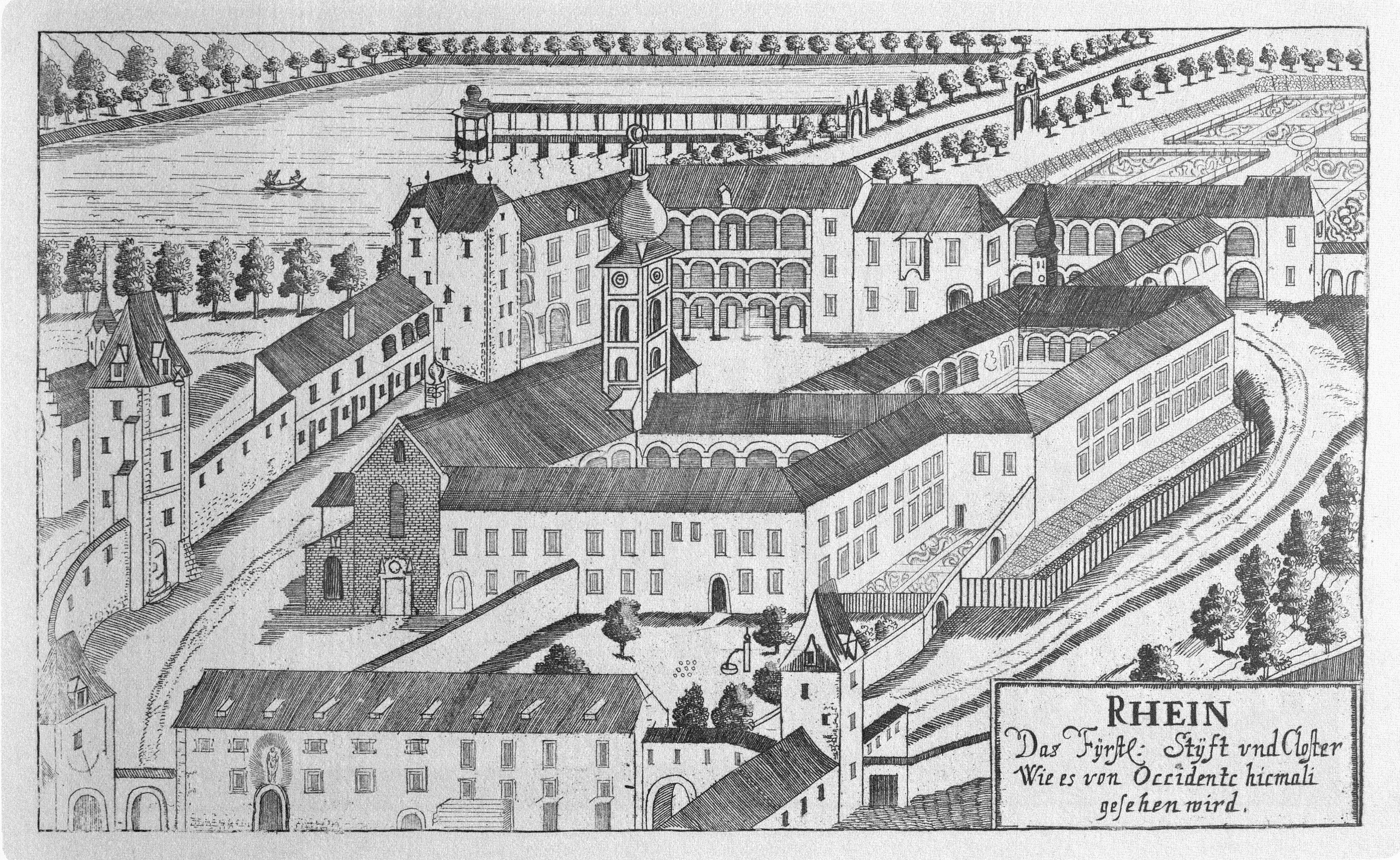
Ansicht des Stiftes aus Richtung Westen auf einem Stich aus dem Jahr 1681

Abt Placidus Mally (1710–1745) begann das Stift als letztes der steirischen Klöster zu barockisieren. 1720 fand der Umbau des östlichen Klosterteils und der Bau des Bibliothekstraktes statt. Ab 1737 wurde die romanische Stiftskirche zum großen Teil abgetragen und durch den heutigen, spätbarocken Kirchenbau ersetzt. Das Grab von Herzog Ernst dem Eisernen wurde 1746 im Zuge der Umbauten vom damals östlichen Chor der Kirche in seine westlich gelegene, heutige Grabkapelle überstellt. 1747 vollendete der Grazer Hofbaumeister Johann Georg Stengg unter Abt Marian Pittreich (1745–1771) das Werk; am 5. November 1747 erfolgte die Kirchweihe. Im Jahr 1753 wurde die Bibliothek in den neuen Nordtrakt verlegt. Pittreich kaufte 1759 einen Teil der Ferdinandeischen Bibliothek aus der Grazer Kunst- und Wunderkammer. Der Großteil dieses Erwerbs sowie der mitgekaufte „Keplertisch“ – ein „ewiges“ Kalendarium – befinden sich heute im Stift. Außerdem erwarb Pittreich im Jahr 1760 Reste aus der Grazer Kunstkammer, die unter anderem einige Reliquien umfassten.
Die von Kaiser Joseph II. durchgeführten Reformen führten zur Auflösung von 19 steirischen Klöstern. Stift Rein wurde nicht aufgehoben, musste jedoch die seelsorgliche Verantwortung für weitere Pfarren übernehmen. Die Stiftskirche wurde der Gerichtsbarkeit des Bischofs von Seckau unterstellt und die Zahl der Mönche festgelegt. Unter Abt Abundus Kuntschak (1795–1822) sank die Zahl der Klosterbewohner auf acht Priester. Weitere 17 Geistliche dienten in den Pfarren als Seelsorger.

### 19. Jahrhundert bis heute
Vor der Wahl des Abtes Ludwig Crophius (1823–1861) wurde von einigen Professen aufgrund der geringen Anzahl an Ordensmitgliedern erwogen, die Aufhebung des Stiftes zu beantragen. Während der Amtszeit von Crophius stieg die Anzahl von Konventsmitgliedern allerdings auf unerwartete 37 an. Abt und Erzherzog waren eng miteinander verbunden: Crophius diente ab 1826 als Kurator des Joanneums und wurde 1828 Studiendirektor der technischen Lehranstalt am Museum. Dem Wunsch des Erzherzogs folgend betreute er ab 1829 auch das Archiv, die Bibliothek sowie den an das Joanneum angeschlossenen Leseverein. 1859 wurde Crophius erster Generalvikar der neu errichteten österreichischen Ordensprovinz der Zisterzienser. Im Jahr 1883 besuchte Franz Joseph I. als letzter Kaiser das Kloster.
Während des Zweiten Weltkrieges wurde das Stift trotz des nationalsozialistischen Engagements von Abt Ernst Kortschak beschlagnahmt und enteignet. In den 1950er-Jahren wurden unter Abt Aelred Pexa in den Stiftsräumen – nach einem kurzlebigen Sängerknaben-Institut – dislozierte Klassen des II. Bundesgymnasiums – später das Carnerigymnasium – eingerichtet. In den 1970er Jahren wurde die Schule ein eigenständiges Bundesgymnasium mit Tagesheimschule.
Abt Paulus Rappold (1973–1986) setzte sich energisch für Bauarbeiten und Renovierungen ein, brachte das Stift jedoch bald in eine finanzielle Notlage. Im Jahr 1985 entdeckte der zisterziensische Abtpräses bei einer Visitation, dass das Stift Rein durch die unübersichtliche Wirtschaftsführung am Rand der Zahlungsunfähigkeit stand. Rappold hatte weder Buch über Ein- und Ausgaben noch über die Verwendung der erhaltenen Spendengelder geführt. Er wurde 1986 seines Postens enthoben, aus dem Orden entlassen und von der staatlichen Justiz wegen Veruntreuung zu einer Gefängnisstrafe verurteilt. Als Prior Administrator wurde von 1986 bis 1991 Gregor Henckel-Donnersmarck aus dem Stift Heiligenkreuz eingesetzt. Erst im Jahr 1994 durfte der Konvent einen Abt aus den eigenen Reihen wählen; die Wahl fiel auf den von Heiligenkreuz übergetretenen Robert Beigl.
Nachdem Beigls Nachfolger, der vom Stift Lilienfeld postulierte Abt Petrus Steigenberger, 2008 mit Erreichen des 75. Lebensjahres sein Amt niedergelegt hatte, postulierte das Kapitel den Novizenmeister Maximilian Geier als Nachfolger. Die Religiosenkongregation des Vatikans bestätigte die Wahl nicht. Im Jahr 2010 wurde Christian Feurstein aus dem Stift Heiligenkreuz zum 57. Abt von Rein. Feurstein trat am 9. März 2015 aufgrund einer schweren Herzerkrankung als Abt zurück.
Am 5. Mai 2015 wurde Pater Benedikt Fink zum Administrator gewählt, der 2017 aus gesundheitlichen Gründen zurücktrat. Am 25. September wurde der Abtpräses und Abt des Stiftes Heiligenkreuz Maximilian Heim zum neuen Administrator gewählt. Am 24. September 2018 wurde Philipp Helm einstimmig zum 58. Abt des Stiftes gewählt.

## Reiner Schule und Stiftsbibliothek
Die Schreibschule des Stiftes Rein wurde in der Mitte des 12. Jahrhunderts gegründet und war den Stilen anderer Schulen gegenüber sehr aufgeschlossen, beeinflusste diese aber wiederum zum Teil auch selbst. Die während der Gründungsphase angefertigten Handschriften wurden im Stil von Schulen aus dem Rhein-Main-Gebiet beeinflusst, was auch auf die Filiation des Klosters zurückzuführen ist. Der Inhalt dieser Handschriften beschäftigt sich neben den traditionellen Vätertexten auch mit den Werken zeitgenössischer Autoren wie Otto von Freising und Boto von Prüfening. Ein besonderes Augenmerk wurde auf hagiografische Schriften gelegt. Unter dem Salzburger Erzbischof Eberhard I. kam es zu einer Zusammenarbeit mit Salzburger Schreibern.
Zu den bekannteren Werken der Reiner Schule zählt das Reiner Musterbuch, das vermutlich zwischen 1208 und 1230 entstand. Einige Schriften aus dem späten 12. Jahrhundert deuten auf Übernahmen von französischen und englischen Stilformen hin. In ihnen werden unter anderem Hugo von St. Viktor, Bernhard von Clairvaux und Beda Venerabilis rezipiert. Die Werke der Reiner Schreibschule befinden sich heute großteils in der eigenen Stiftsbibliothek und in der Österreichischen Nationalbibliothek.
In der Stiftsbibliothek befinden sich heute etwa 100.000 Objekte wie Bücher, Zeitschriften, Einzelblätter und Musikalien. 390 der Handschriften stammen aus dem Mittelalter; 150 sind Inkunabeln.

Bilder-Galerie Stiftsbibliothek
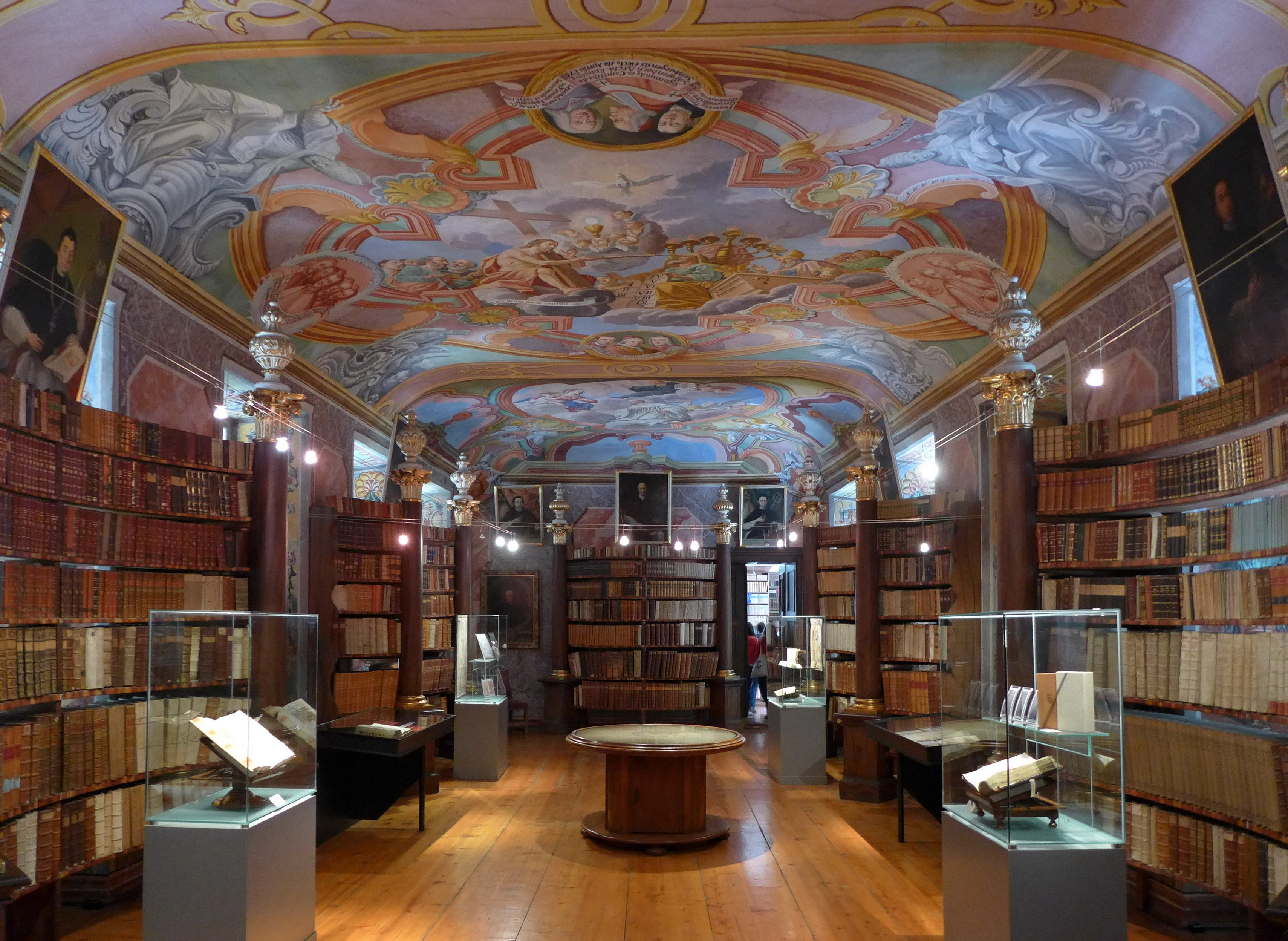
Bibliothekssaal mit Deckenfresken von Joseph Amonte
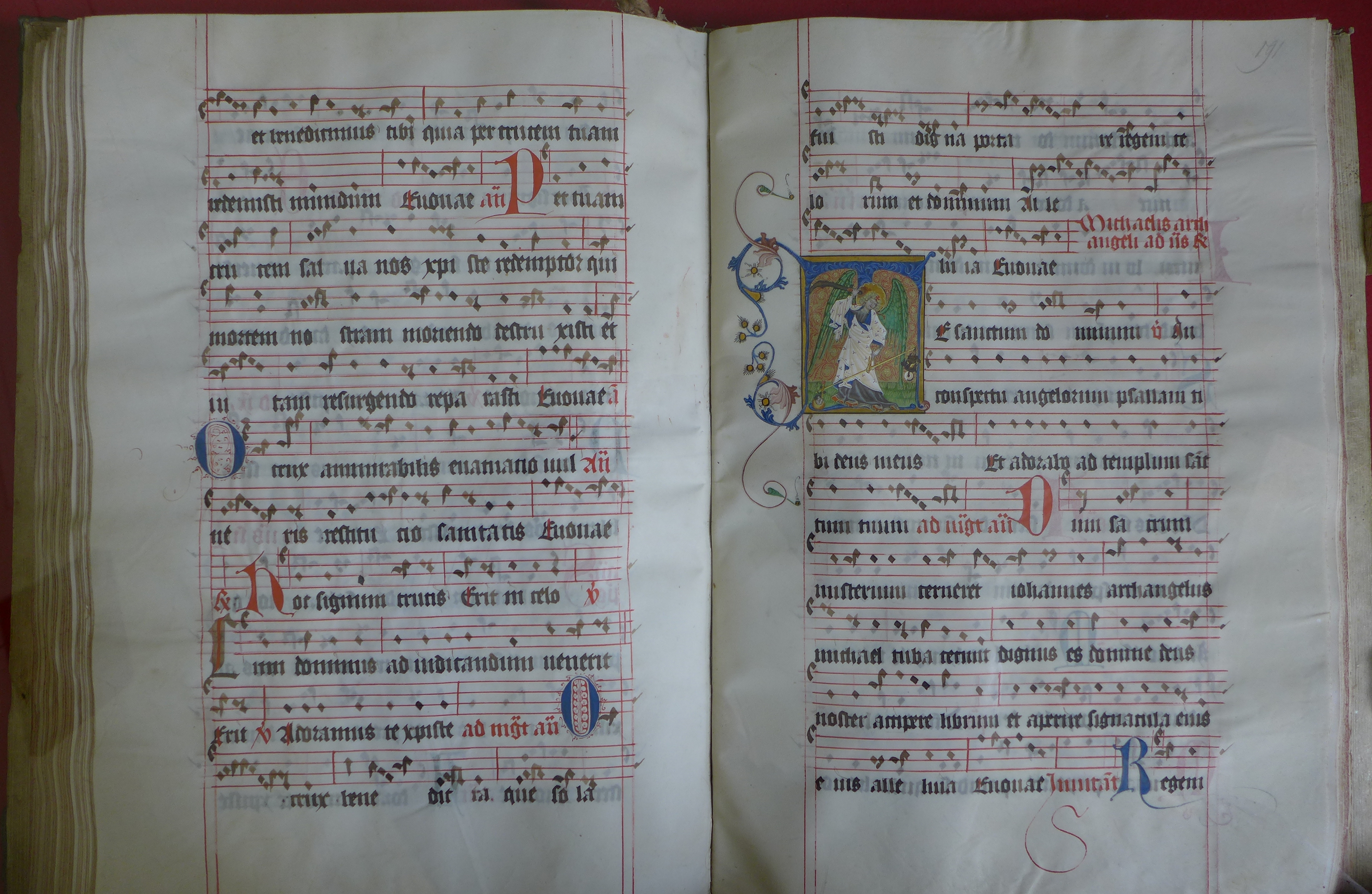
Antiphonale Cisterciense
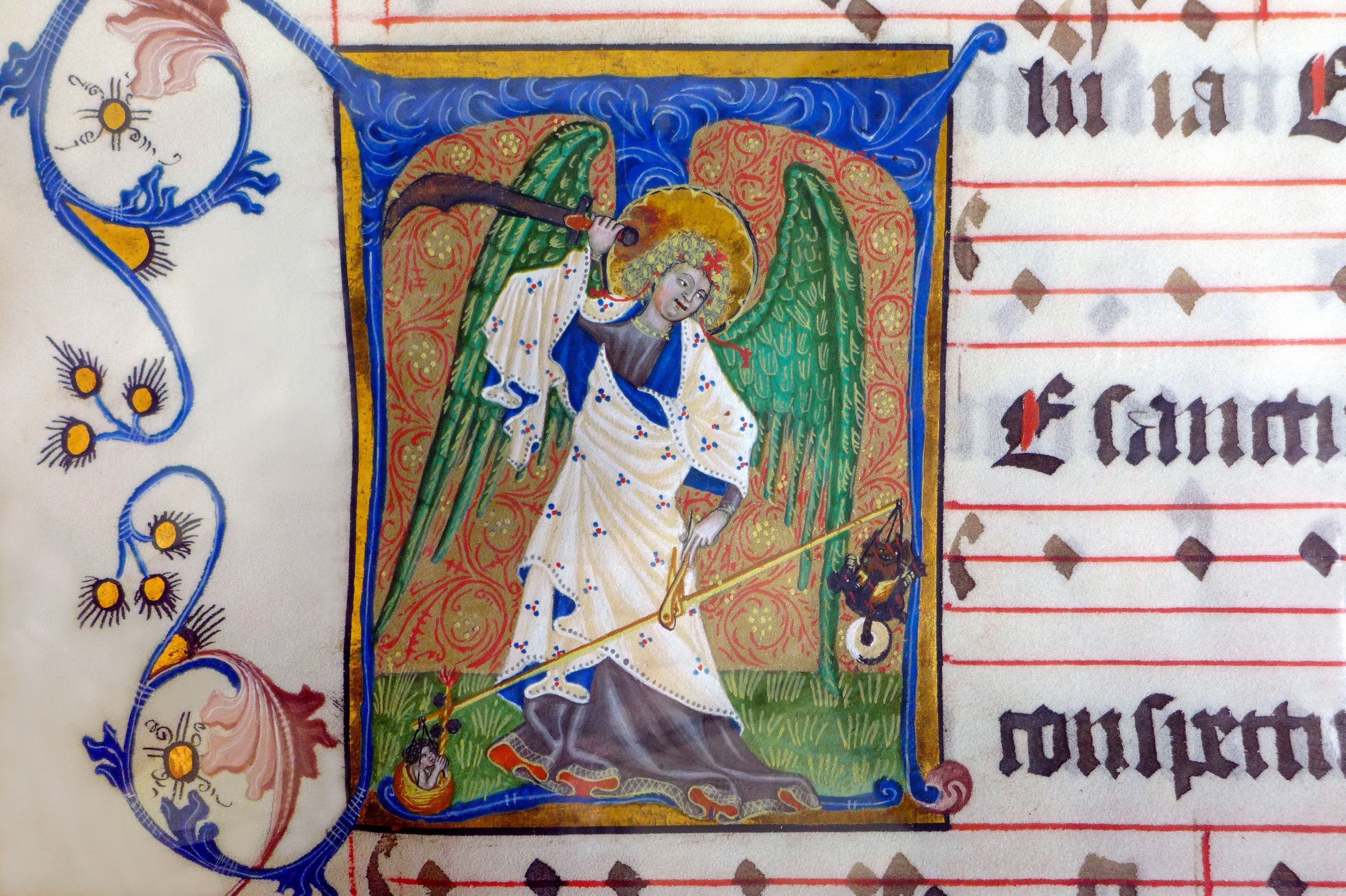
Antiphonale Cisterciense, Erzengel Michael
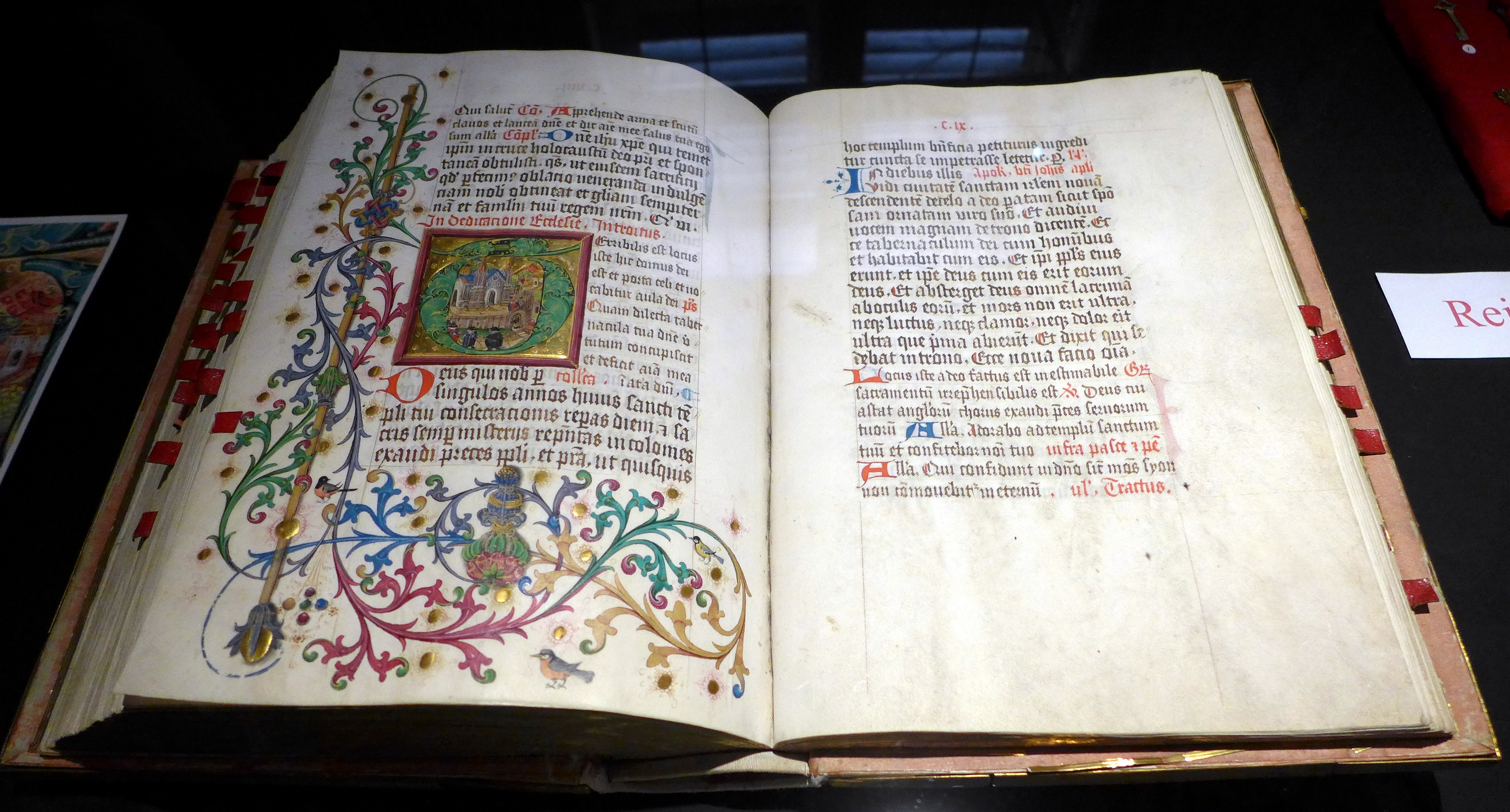
Wolfgang-Missale
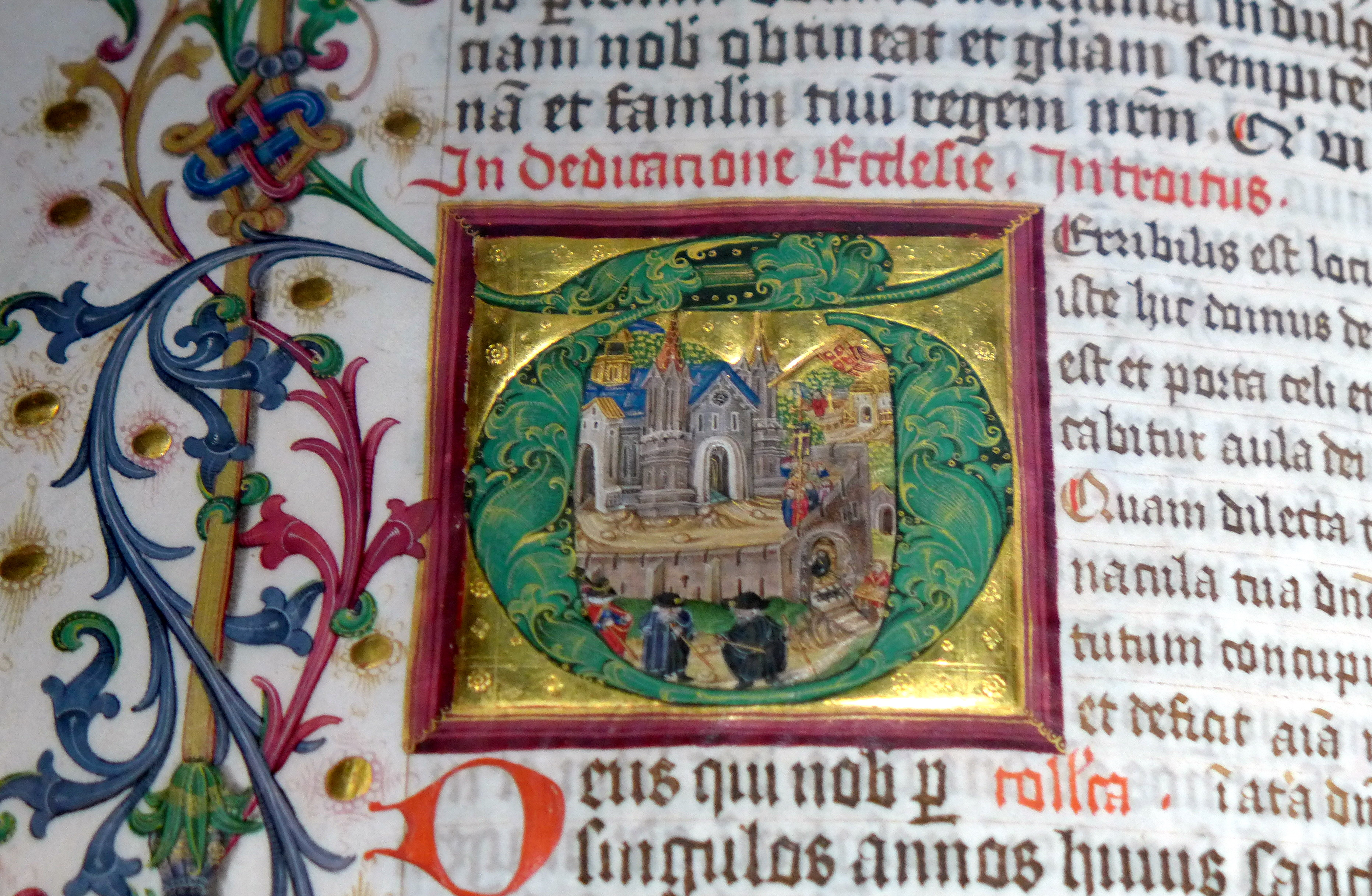
Wolfgang-Missale, Initiale

## Architektur

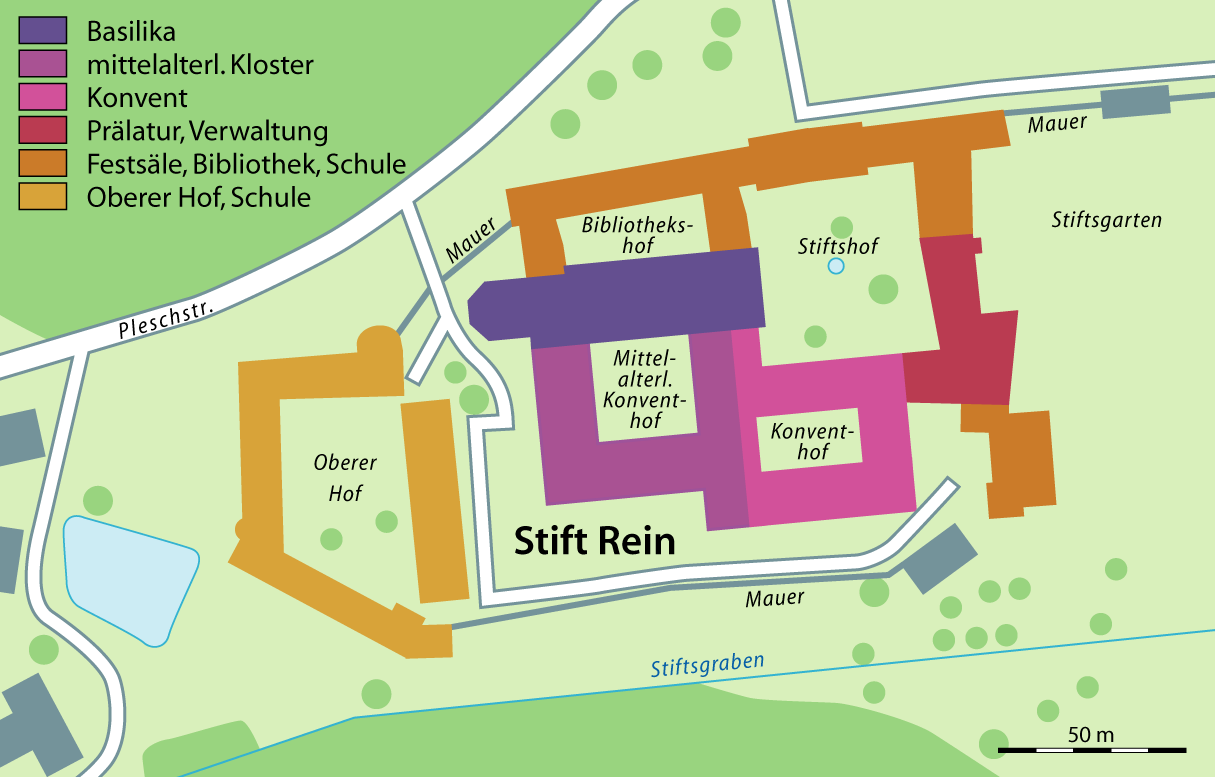
Eine Übersichtskarte des Stiftes

### Stiftskirche
Grundlage des heutigen Kirchenbaues ist eine romanische Basilika, deren Ausrichtung (Kirchenachse) beim Umbau in der Barockzeit beibehalten wurde. Allerdings bilden einige Querachsen der Joche mit der Kirchenachse keine rechten Winkel, sondern sind mit unterschiedlichen Werten gering nach Norden verdreht, ebenso die romanische Ostfassade. Das wird auf absichtlich unterschiedliche Orientierungstage zu Beginn des romanischen Kirchenbaues zurückgeführt. Es wird daraus ein ursprüngliches, beim barocken Umbau jedoch weitgehend verlorengegangenes Baukonzept mit Hinweisen auf theologische Aspekte der Karwoche bzw. Tod und Auferstehung Jesu Christi abgeleitet. Dabei wäre einerseits das Langhaus auf den Sonnenaufgang des Mittwoch, 26. März 1130 ausgerichtet, andererseits andere Bauteile auf drei folgende Tage der Karwoche des Jahres 1130 (Gründonnerstag 27. März, Karfreitag 28. März und Ostersonntag 30. März, somit auf das triduum paschale). Das ist im Zusammenhang mit dem Kirchenbau nur für das Jahr 1130 in dieser Form möglich, in anderen Jahren liegen die Wochentage anders. Die Orientierung des Kirchenbaues mit der Ausrichtung nach den Sonnenaufgängen an mehreren heiligen Tagen zu Ostern 1130 wird als untrennbarer Teil der Klostergründung gesehen.

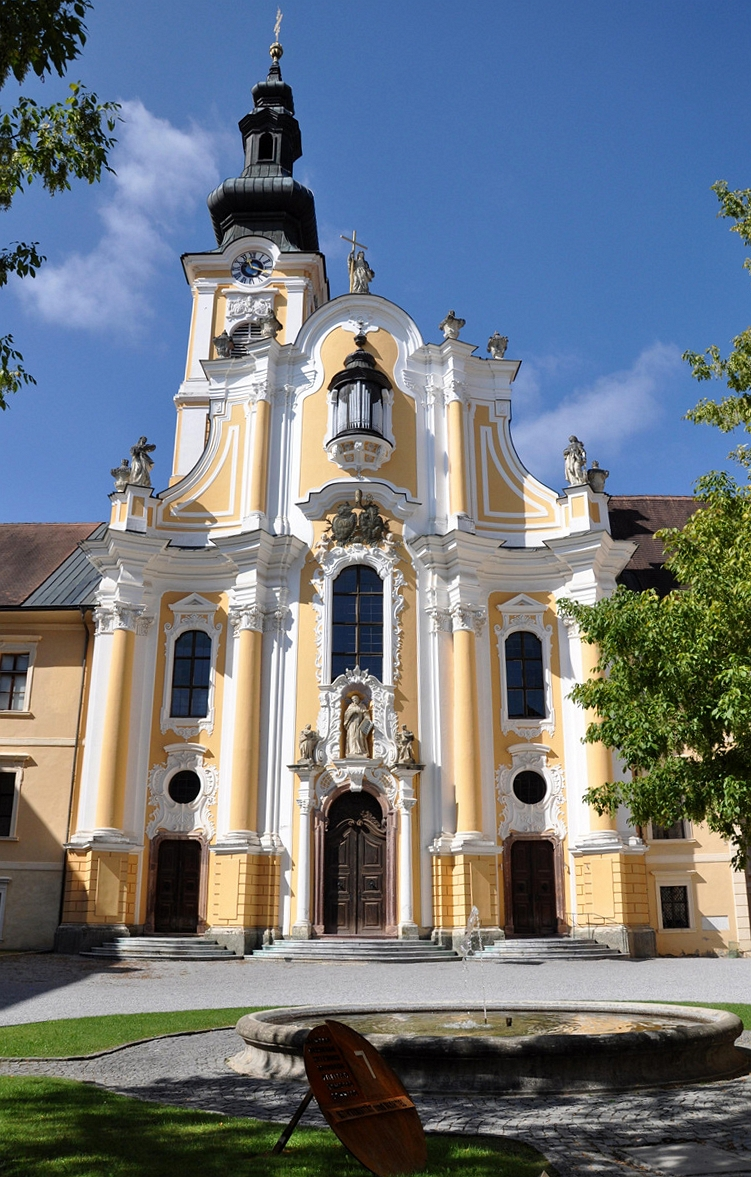
Die östliche Fassade der Stiftskirche

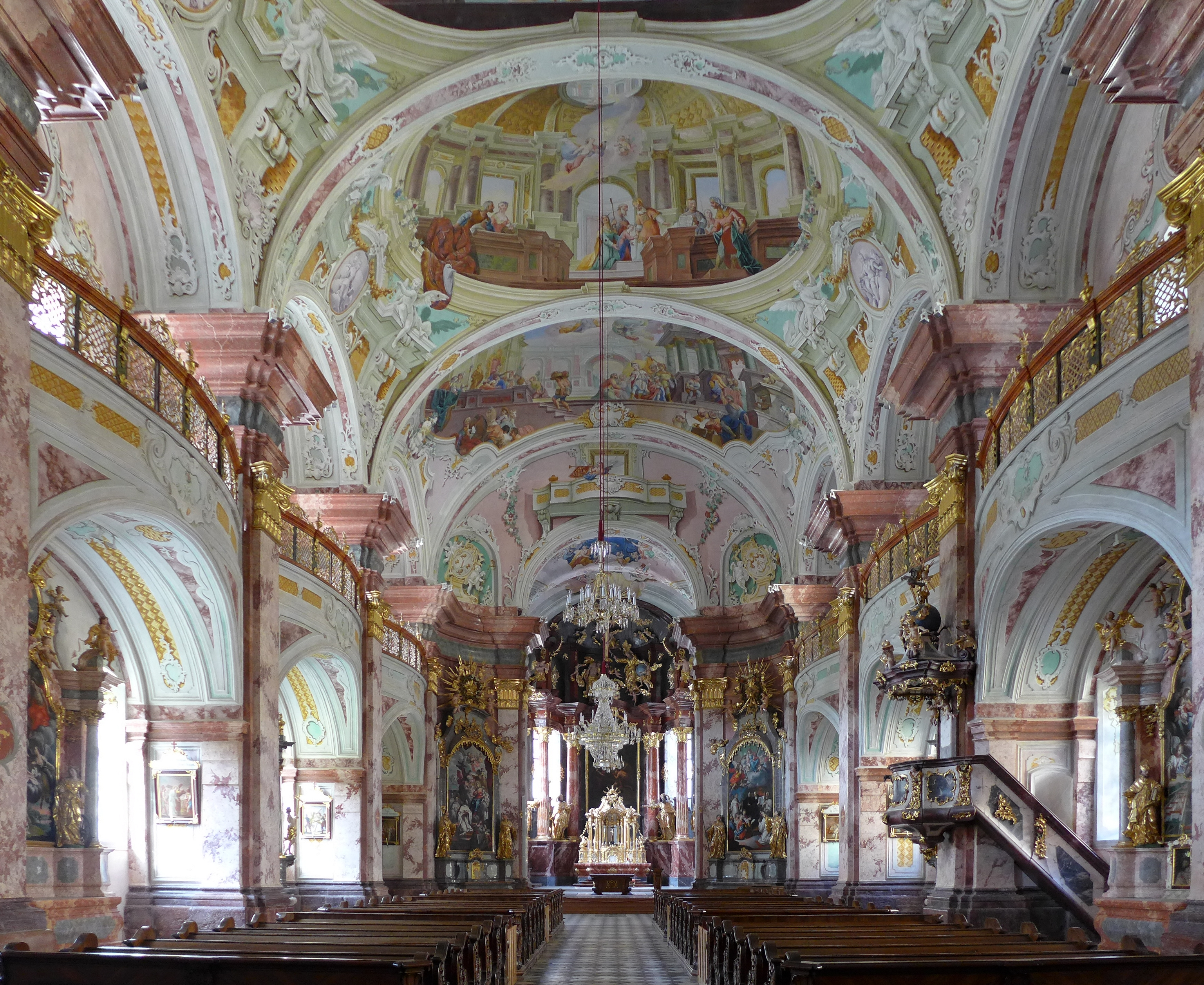
Innenraum der Stiftskirche

Die Weihe der ursprünglich romanischen Basilika fand 1140 statt. Um 1300 und gegen Ende des 17. Jahrhunderts wurden einige Kapellen an das Kirchenschiff angebaut. Von 1738 bis 1747 kam es zur Barockisierung der gesamten Kirche durch den Baumeister Johann Georg Stengg. Die Weihe des Chors erfolgte bereits 1742, jene der restlichen Kirche im Jahre 1747 von Abt Marian Pittreich. Die ältere romanische, dreischiffige und achtjochige Pfeilerbasilika wurde während der Barockisierung durch Entfernung der Pfeiler zu einer einschiffigen Wandpfeilerkirche mit lichter Weiträumigkeit umgebaut. Vor dem Umbau war das Kirchenschiff im Westen und Osten gerade geschlossen, etwa 57 Meter lang und zirka 19 Meter breit. Heute sind nur mehr die Umfassungsmauern, der frühere im Osten gelegene Chorraum mit den zwei Pfeilerpaaren in der Vorhalle und der Eingang zur heutigen Sakristei von diesem Bau erhalten geblieben. Während des Umbaus wurde ein eingezogener, etwa 16 Meter langer, zweijochiger Chorraum mit Fünfachtelschluss an der ehemaligen Eingangsfront im Westen der Kirche angebaut. Mit seiner Errichtung wurde die Ostung des Gebäudes aufgegeben.

#### Fassade
Die östliche, zweigeschoßige Fassade der Kirche beherrscht den davor liegenden großen Stiftshof. Sie wurde zwischen 1742 und 1747 von Johann Georg Stengg gestaltet. Die mittlere und breitere der insgesamt drei Achsen ist konvex vorgeformt und die zwei seitlichen Achsen sind konkav zurückschwingend und werden durch kräftige, auf hohen Sockeln stehenden Säulen getrennt. Die Wölbung der Achsen klingt im Giebelgeschoß harmonisch aus. In jeder Achse befindet sich ein Portal, wovon das mittlere das größte ist. Zu den Portalen führt eine konvex geformte Treppe hinauf. Über dem Mittelportal befindet sich eine mit Stuck verzierte Nische, in der eine 1743 von Johann Matthias Leitner angefertigte Statue des heiligen Bernhard steht, die von zwei Engeln flankiert ist. Über der Statuennische befindet sich ein stuckgerahmtes, mit den Wappen des Stiftes und dem Wappen des Abtes Placidus Mally versehenes Fenster, das von einer geschwungenen Verdachung überdeckt ist. Im Giebel befindet sich ein vorkragendes Hornwerk. Auch befinden sich auf die Giebelfassade aufgesetzt drei ebenfalls von Leitner stammende Figuren, die den Glauben, die Liebe und die Hoffnung darstellen. Der Kirchturm ist an der Südseite des Kirchenbaues zurückgesetzt. Der erste Turm wurde 1267 errichtet und 1650 durch einen barocken Turm ersetzt, der 1782 von Josef Stengg in seine heutige Form gebracht wurde. Er trägt das Wappen des Abtes Gerhard Schobinger. Die nördliche und südliche Fassade und der Chorschluss sind durch Pilaster gegliedert. Die Kirchenfenster haben außen eine Verdachung.

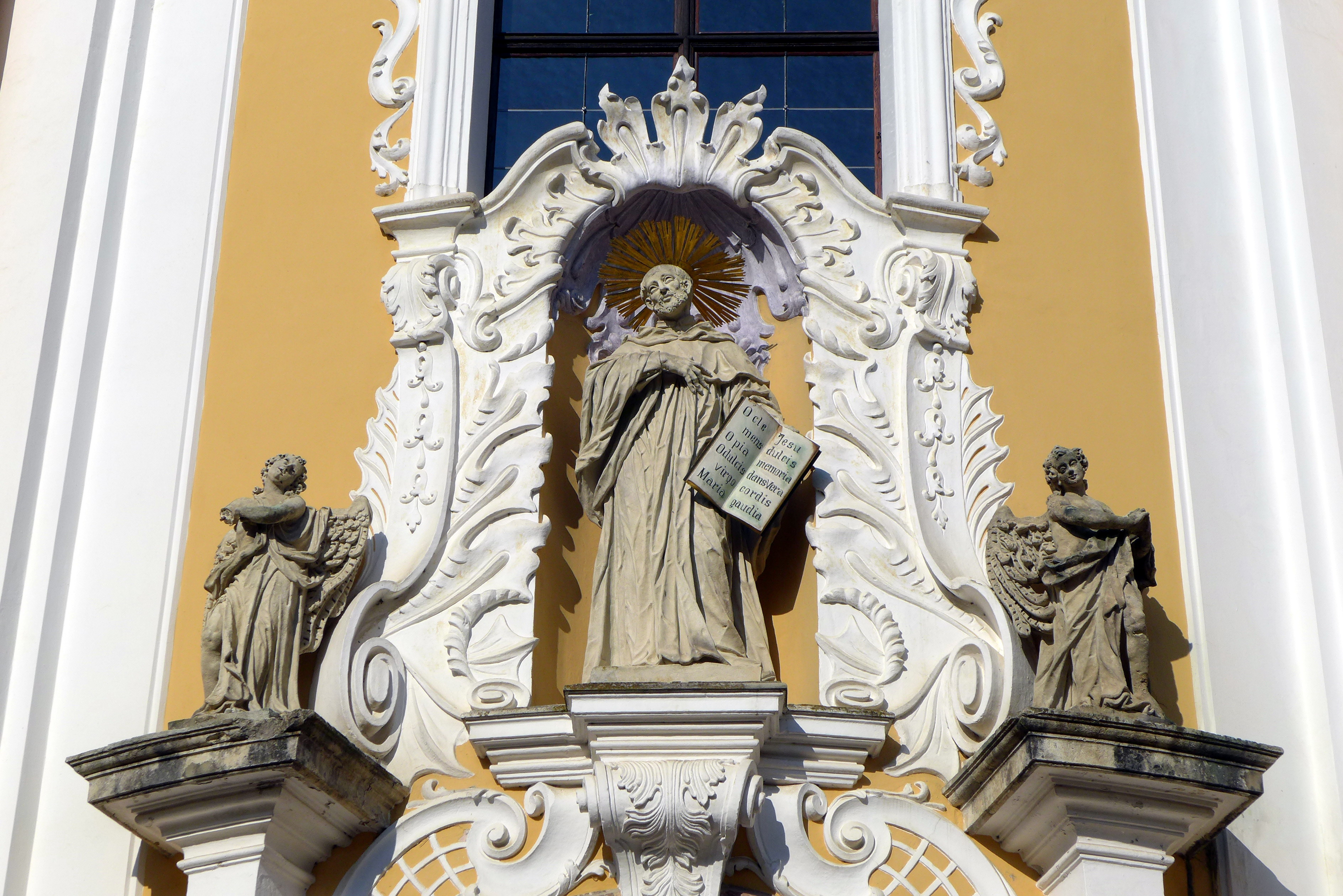
Fassadenstatue des hl. Bernhard
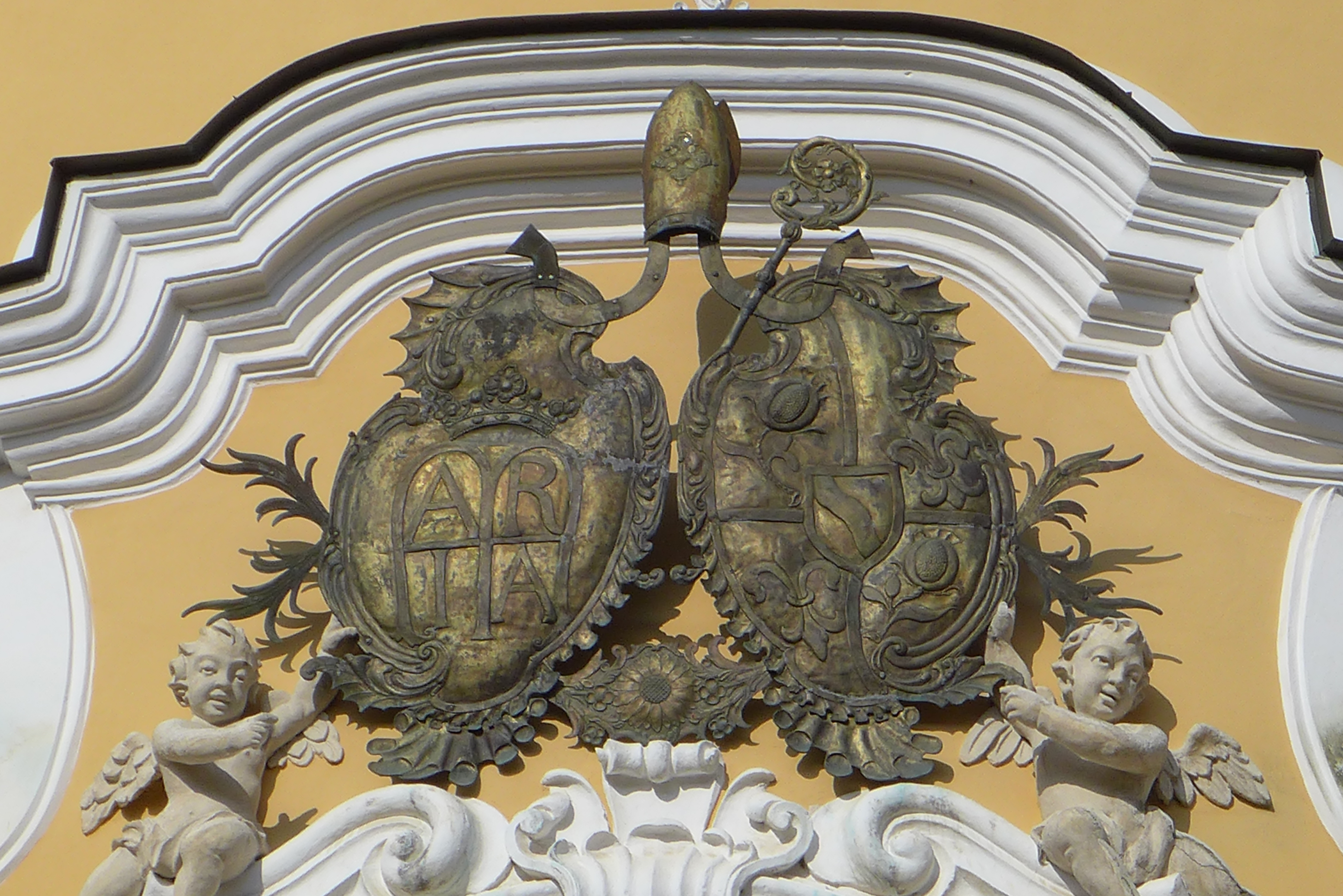
Wappen des Stiftes und des Abtes Placidus Mally
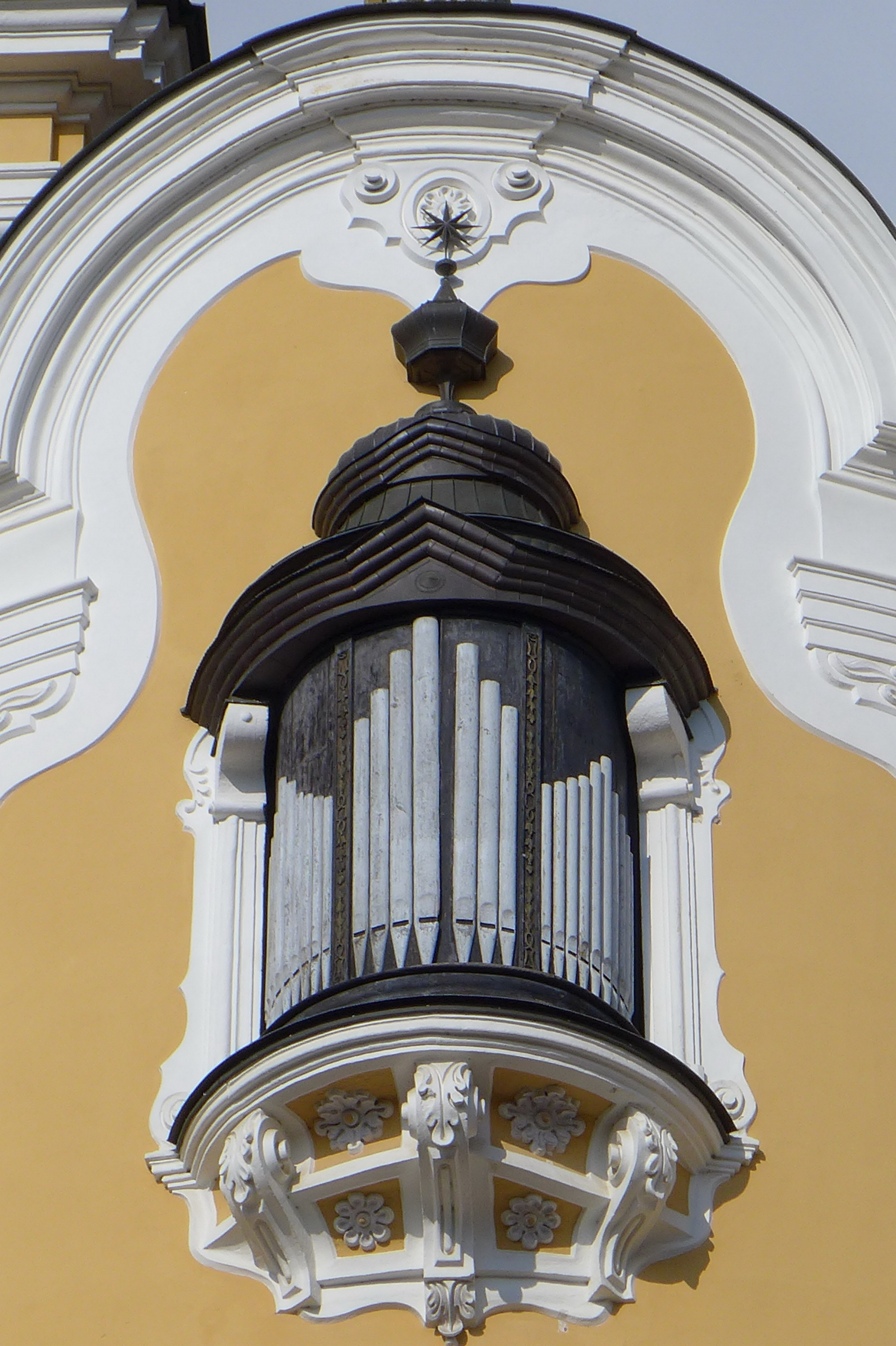
Hornwerk

#### Innenraum und Ausstattung

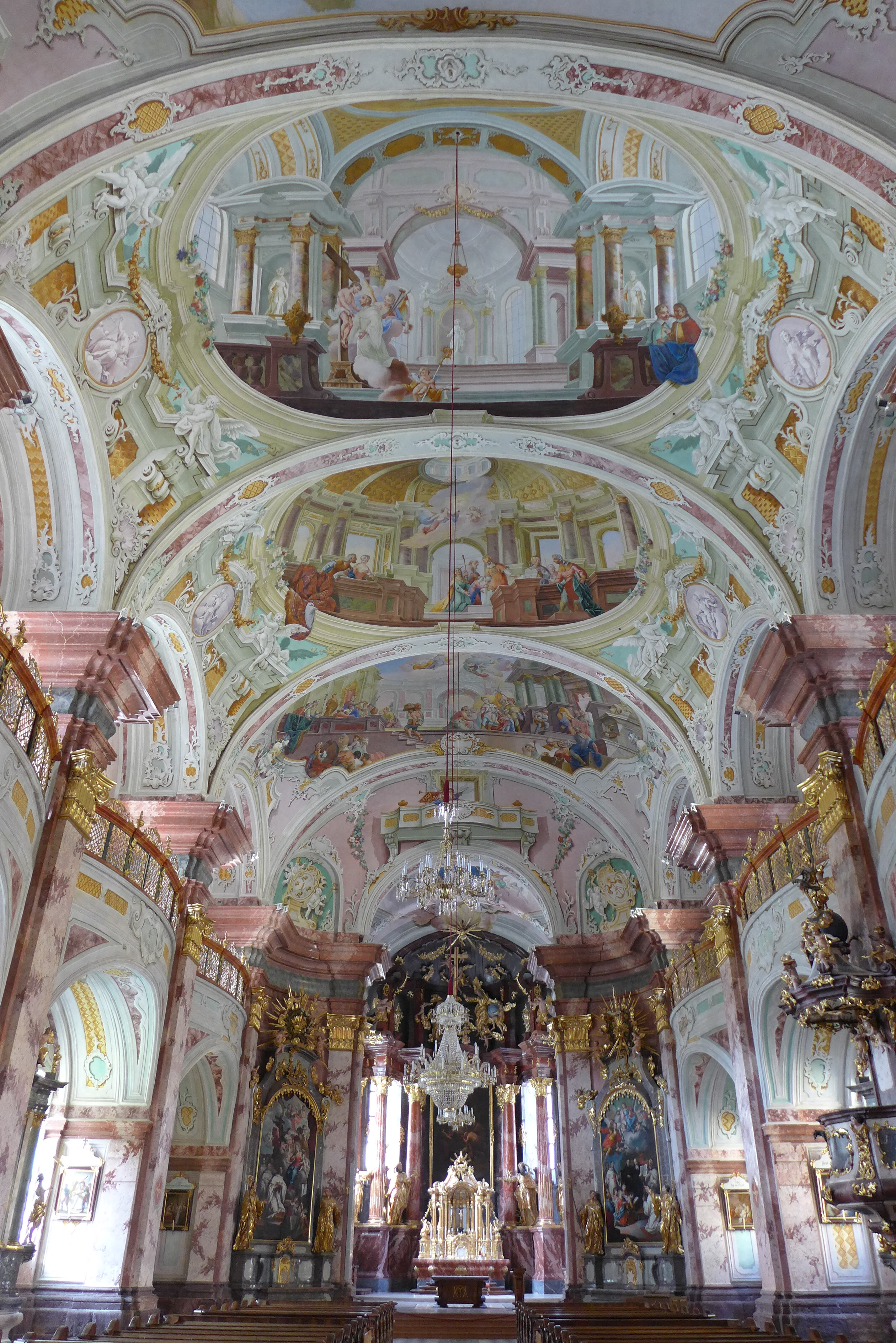
Die Deckenmalereien in Blickrichtung zum Hochaltar

Das barock gestaltete Langhaus wird von einem vierjochigen Platzlgewölbe überspannt. Unter dem tiefen Emporenjoch im Osten befindet sich die zweijochige und dreiachsige Vorhalle. Über den Seitenkapellen wölben sich konvex Emporen vor, die wie die Kapellen selbst ein Quertonnengewölbe haben. Der konkav eingezogene Fronbogen weist Altarnischen auf. Der Chor hat ein Platzlgewölbe mit verschliffenen Gurten. Das Kirchenschiff wird durch kräftige Wandpfeiler gegliedert, die mächtige, rötlich marmorierte Gebälkstücke tragen und auf denen die Gurte des Langhausgewölbes sowie die Quertonnen der Emporen aufliegen. Vorgelegt vor den Pfeilern stehen flache Pilaster aus Stuckmarmor mit Kompositkapitellen. Die Emporen haben ein reich verziertes, durchbrochenes Brüstungsgitter, das unterhalb des Gebälkes verbleibt. Die unter den Emporen liegenden Kapitelle der Pilaster schließen mit ihrer oberen Kante auf einer Ebene mit den Emporengittern ab. Sowohl am Fronbogen, als auch im Chorraum selbst stehen wie im Langhaus flache Pilaster mit Kompositkapitellen, auf denen Gebälkstücke ruhen.
Die gesamten Wandmalereien im Kircheninnenraum wurden im Jahr 1766 von Joseph Adam von Mölk gemalt und haben bis heute ihre ursprüngliche Färbung erhalten. An den Wänden sind ornamentale Dekorationsmalereien und in den Feldern des Gewölbes sind figurale Szenen mit illusionistischer Scheinarchitektur zu sehen. Über der Orgel befindet sich eine Abbildung des Königs David. Wenn man das Kirchenschiff an der Ostseite betritt, sieht man zuerst eine Darstellung des heiligen Benedikt in Subiaco. Auf diese Abbildung folgt die Darstellung der Kreuzvision des heiligen Bernhard, die von zwei Medaillons mit den Allegorien der Justitia und der Temperantia flankiert ist. Daran angeschlossen ist die Gottesmutter Maria als Tempeljungfrau, ebenfalls von zwei Medaillons mit Fortitudo und Prudentia flankiert. Zusammen stellen die Medaillons die vier Kardinaltugenden dar.
Das westliche Gewölbefeld weist eine Darstellung des ägyptischen Josef als Vorbild für den heiligen Josef von Nazaret auf. Am Fronbogen befindet sich eine gemalte Empore mit einem eine Posaune blasenden Engel, der von den Wappen der Äbte Placidus Mally und Marian Pittrich flankiert ist. Im Chor findet man eine Darstellung des leeren Throns Mariens und zwei Medaillons mit den mittelalterlichen Allegorien von Ecclesia und Synagoge.

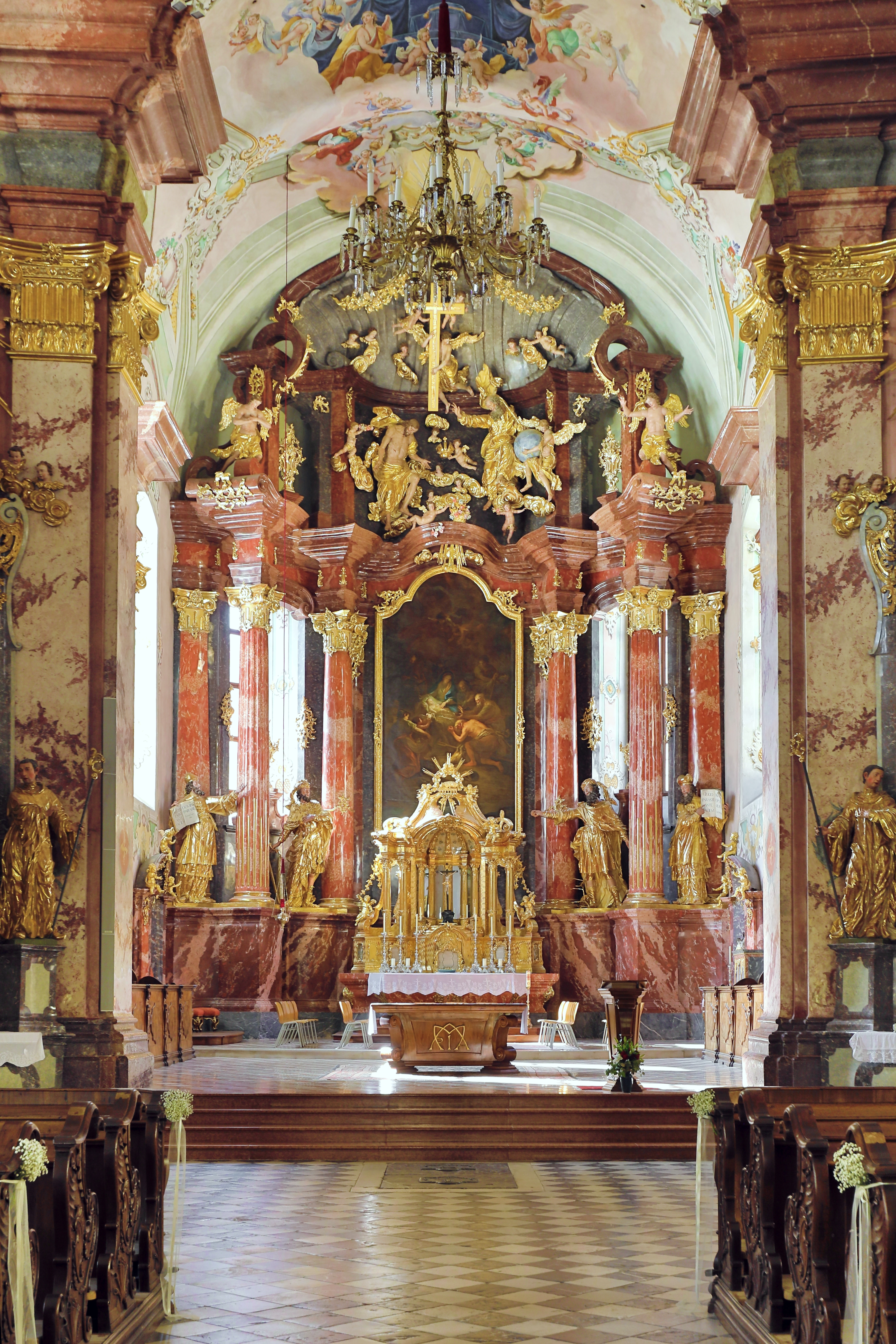
Der Hochaltar

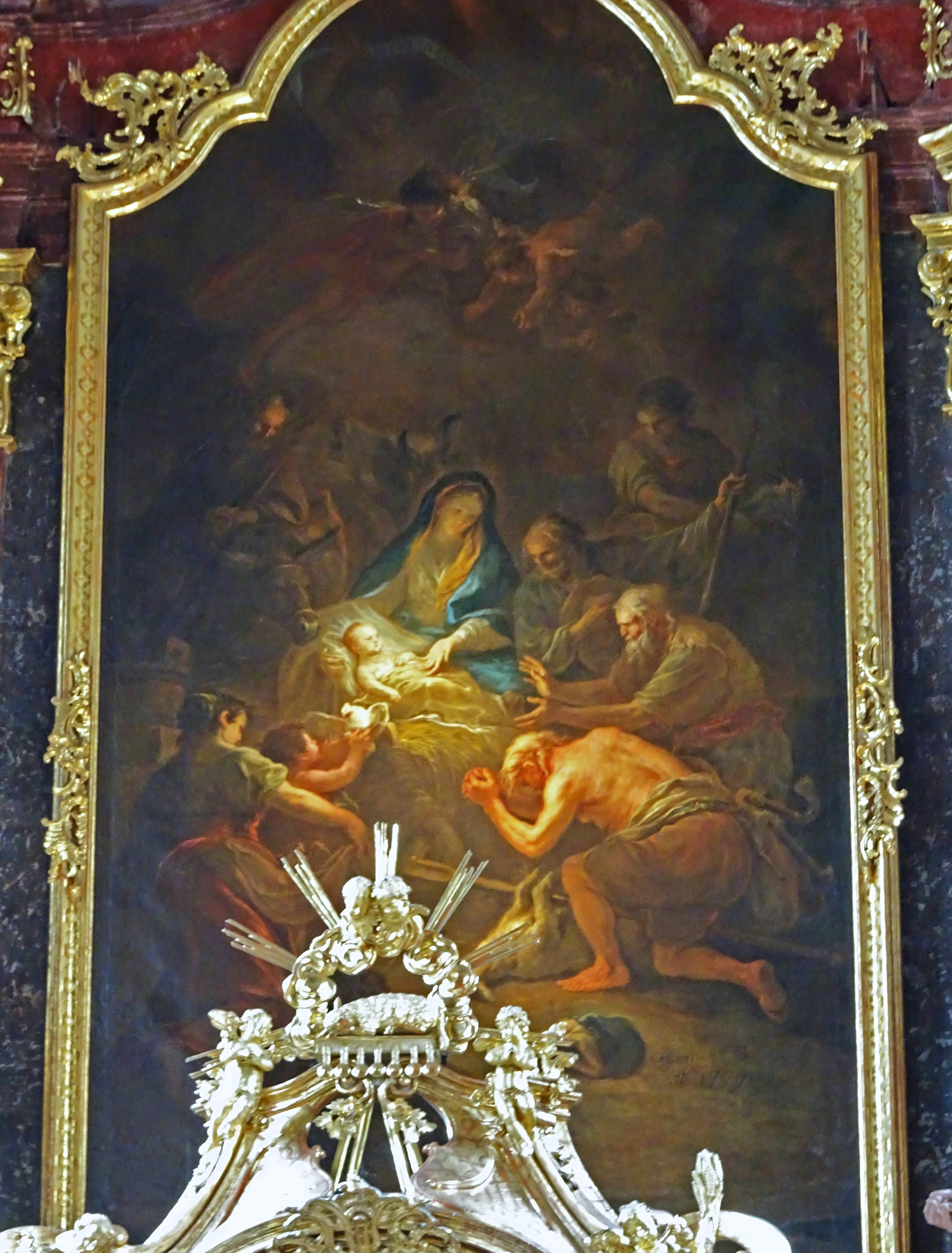
Das Hochaltarbild zeigt die Anbetung der Hirten

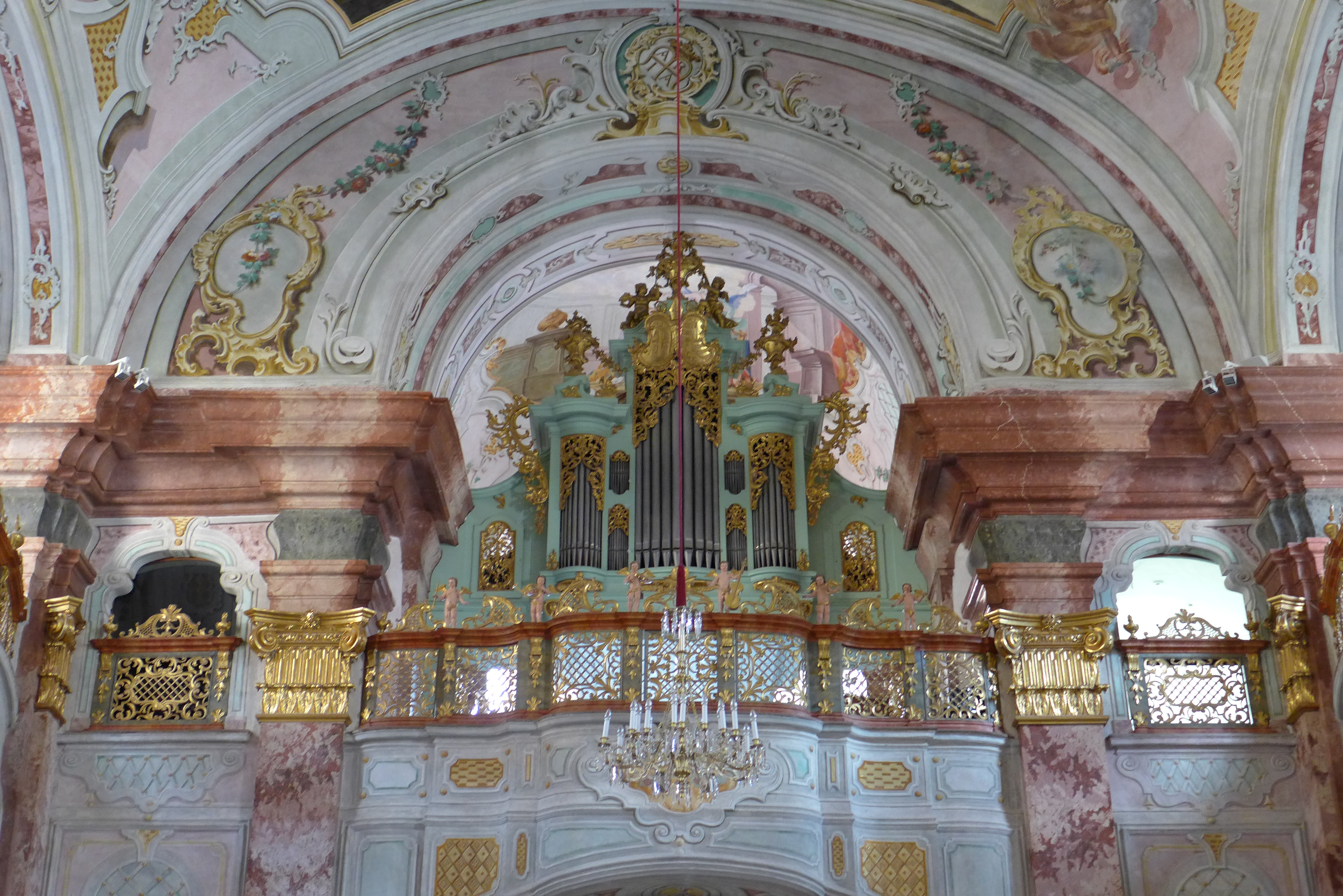
Die Orgelempore der Stiftskirche

Die aus Stuckmarmor gefertigten Altäre wurden nach Entwürfen von Johann Georg Stengg gestaltet. Der mächtige und an den Chorschluss angepasste Säulenhochaltar wurde 1768 aufgestellt. Die von Jakob Peyer angefertigten Statuen stellen Zacharias, David, Abraham und Simeon dar. Im Aufsatz befindet sich eine Darstellung der Dreifaltigkeit. Das 1779 von Martin Johann Schmidt gemalte Altarbild zeigt die Geburt Christi und die Anbetung durch die Hirten. Auf dem Altar steht das Hochaltarbild mit einer Darstellung von Marias Aufnahme in den Himmel, das 1819 von Maria Straßengel ins Stift überstellt wurde. Die schlanken Seitenaltäre sind am Fronbogen eingepasst. Der linke Seitenaltar zeigt ein Bildnis des heiligen Bernhard und der rechte eines des heiligen Benedikt, der von Mitgliedern verschiedener, der Regula Benedicti verpflichteter Orden umgeben ist. Beide Bilder wurden von Joseph Amonte gemalt und die Statuen auf den Altären stammen von Johann Matthias Leitner.
Die Kanzel wurde im Jahr 1763 von Jakob Peyer aufgestellt. Am Schalldeckel befindet sich eine Darstellung der vier damals bekannten Erdteile. Die Orgel im Stil des Rokoko wurde 1772 von Anton Römer angefertigt, die Erneuerung ihres Werkes erfolgte 1963. Der mit Gestühl versehene Betchor auf der Orgelempore stammt aus dem Jahr 1749. An der östlichen Mauer der Kirche ist eine Bauinschrift angebracht, die darauf hinweist, dass das Chorgestühl und die Kirchenbänke aus dem Jahr 1743 stammen. Die Beichtstühle und die Kirchentüren sind barock gestaltet.

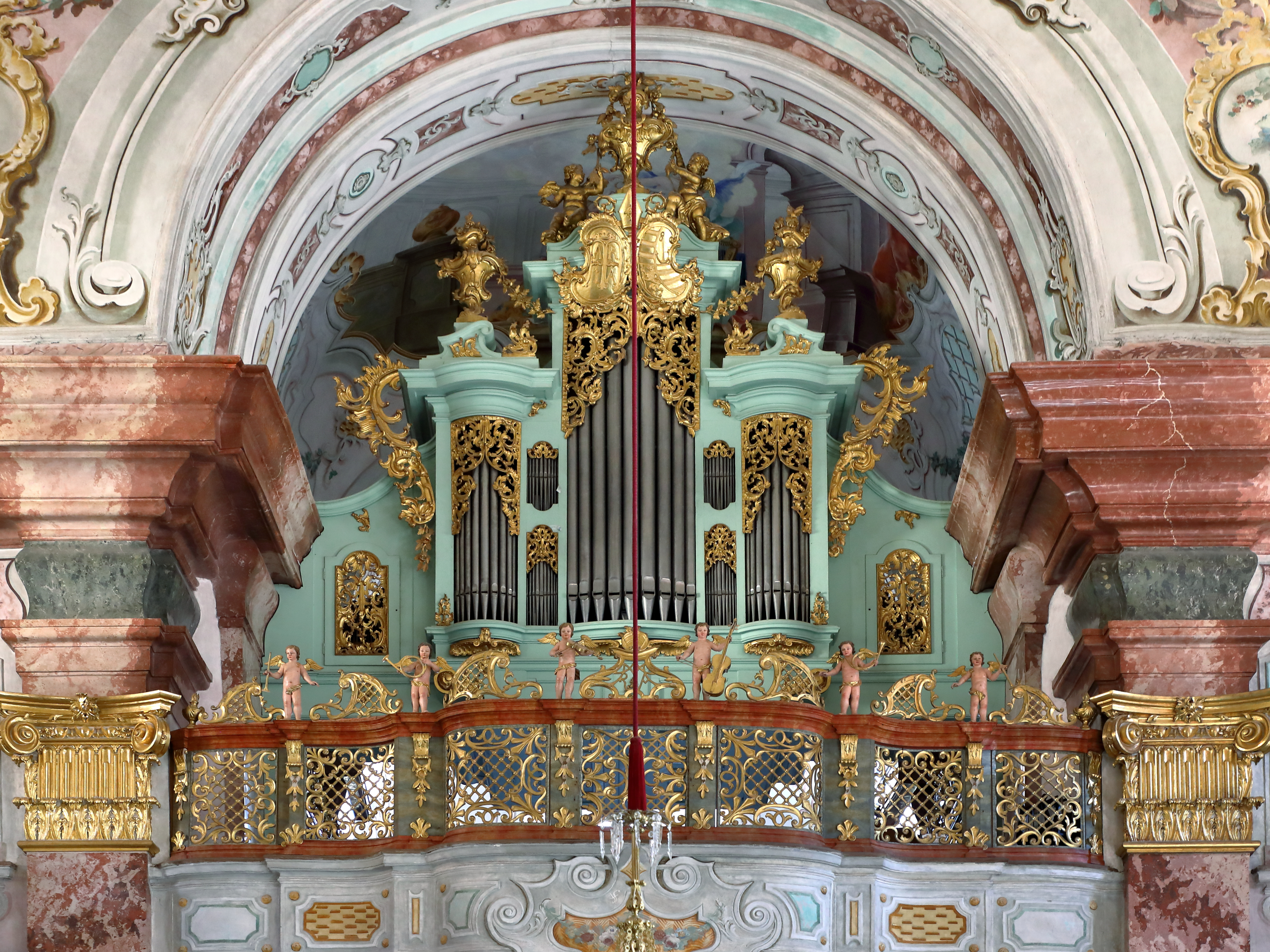
Orgel mit historischem Prospekt
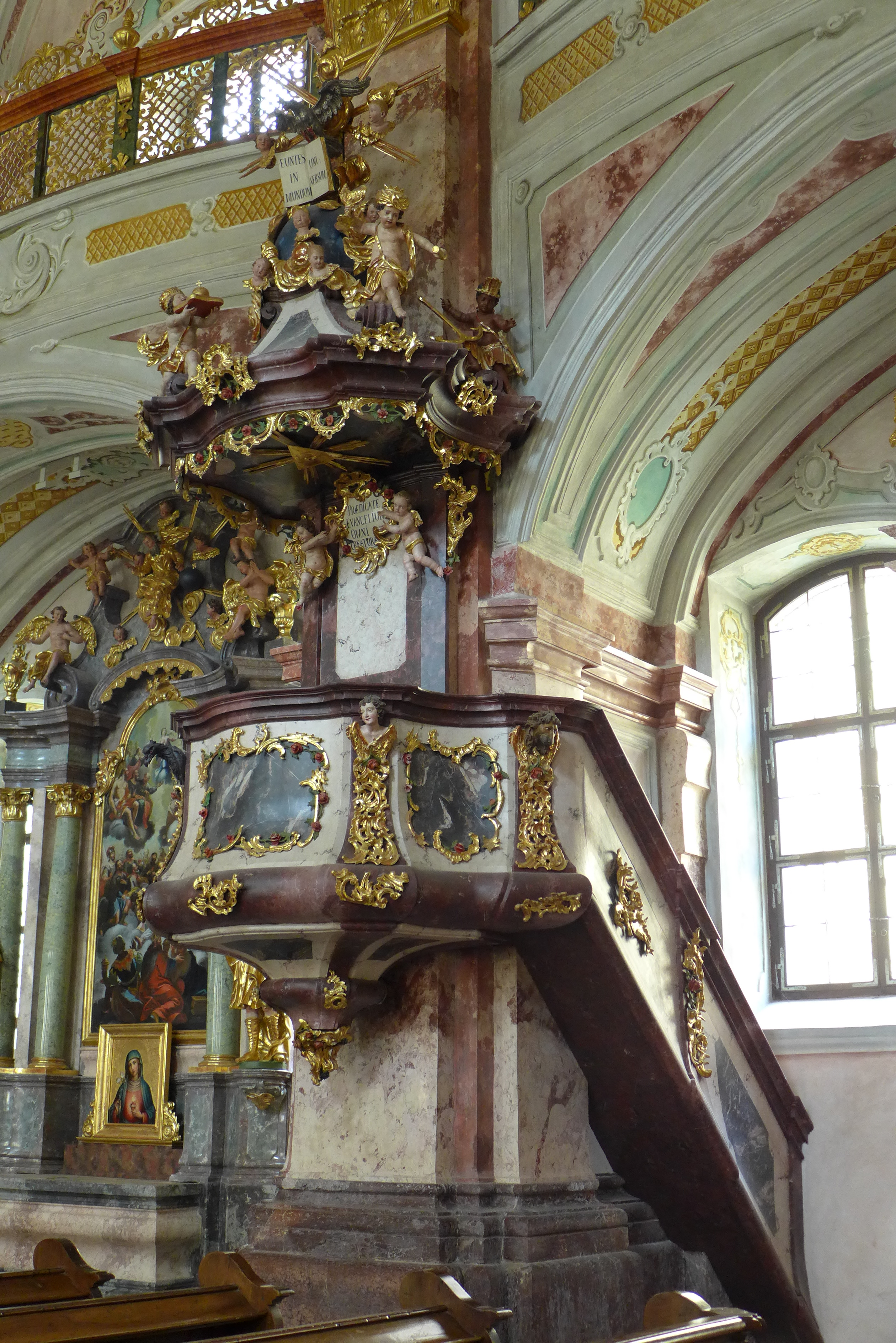
Die barocke Kanzel
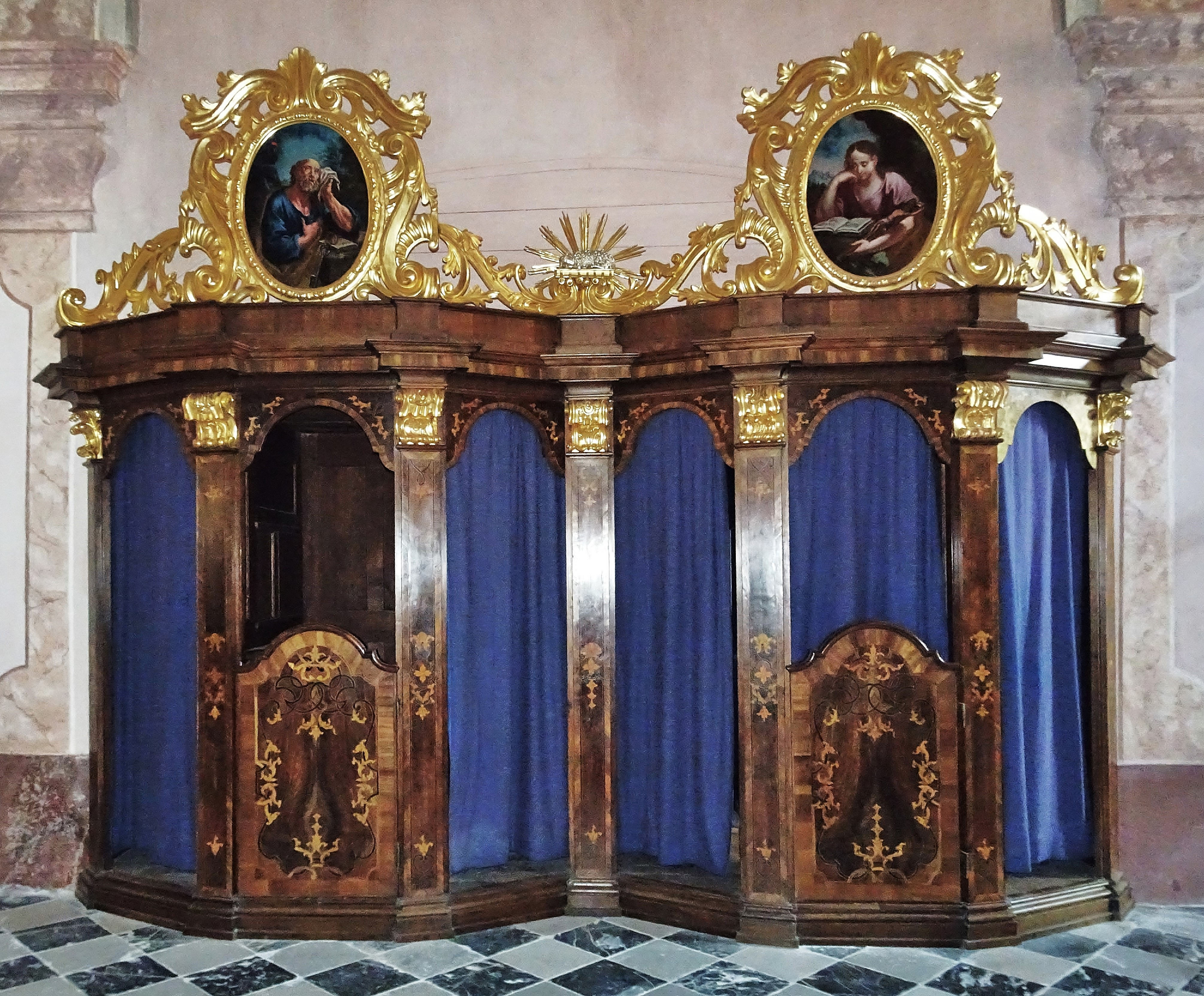
Barocker Beichtstuhl
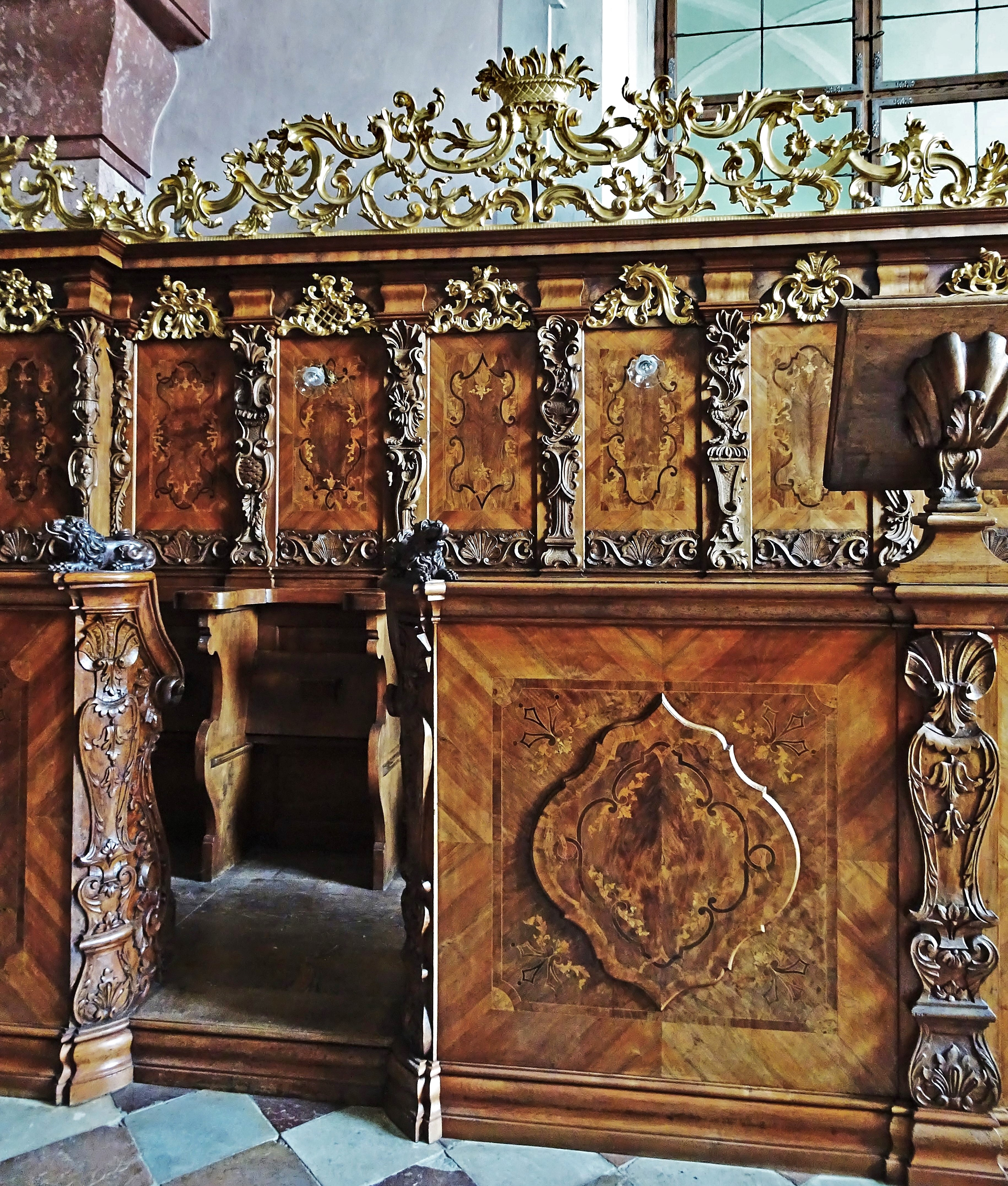
Chorgestühl auf der Orgelempore
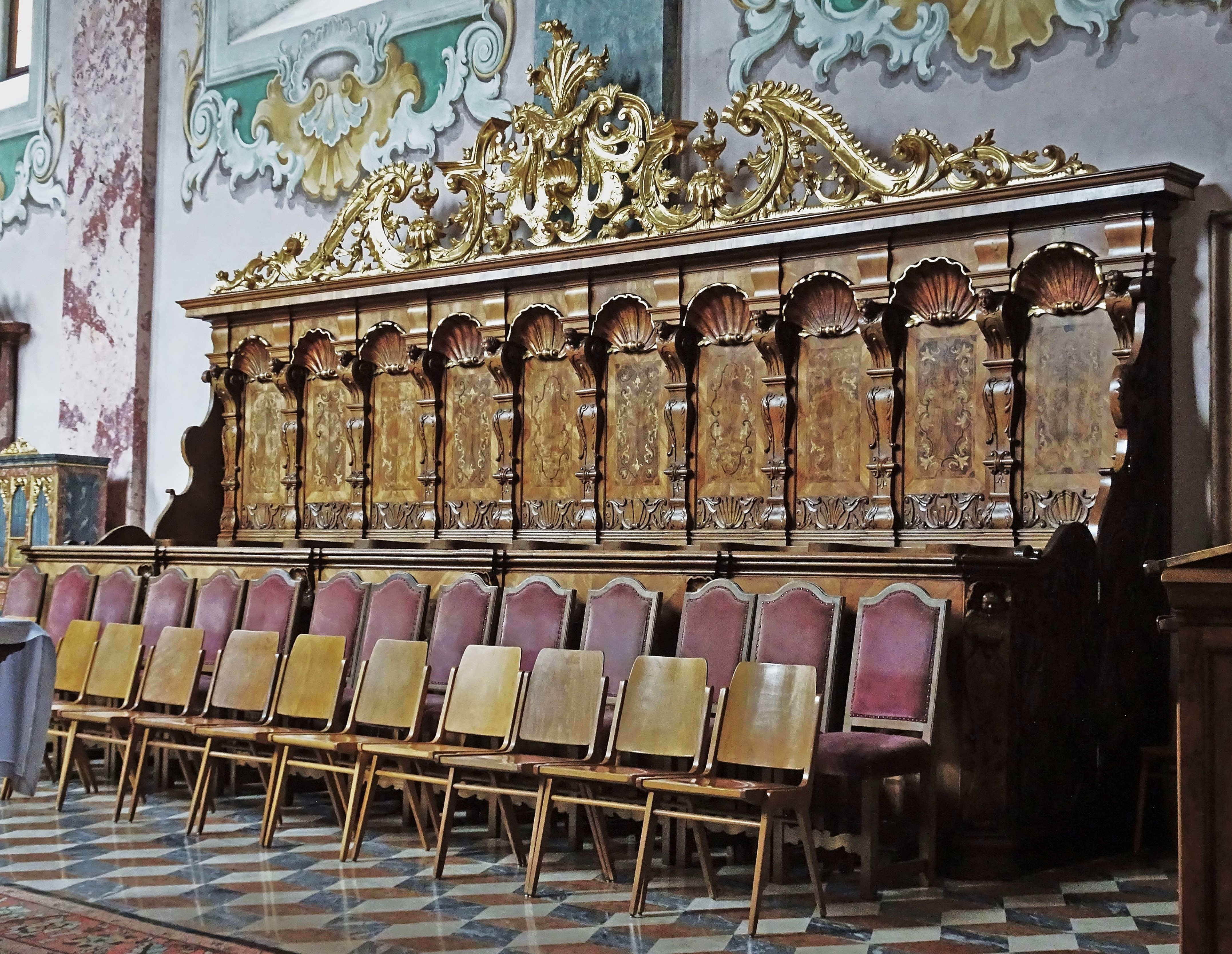
Das Chorgestühl

In der Halle unter der östlichen Empore befinden sich mehrere Grabdenkmäler, die genauer beschrieben werden: Das 1517 in einer Salzburger Werkstätte aus Rotmarmor gefertigte Grabdenkmal des 1529 verstorbenen Abtes Johann Lindenlaub ist mit einem Relief des Toten verziert. Es steht auf einem Renaissancesockel aus dem 16. Jahrhundert, hat einen barocken Rahmen und wurde nach den Kirchenneubau in der Zeit um 1740 neu aufgestellt. Der aus Rotmarmor gefertigte Wappenstein des 1605 verstorbenen Abtes Georg Freyseisen steht ebenfalls auf einem Renaissancesockel und hat eine barocke Rahmung. Das Ovalrelief mit dem Porträt stammt aus der Zeit um 1740 und wurde wahrscheinlich von Matthias Leitner angefertigt. Das von Säulen flankierte Relief mit Ganzfigur des 1682 verstorbenen Abtes Matthias Gülger steht ebenfalls auf einen Sockel. An seinem Aufsatz stehen zwei Engelsfiguren und eine Heiligenfigur, die wahrscheinlich Matthias darstellt. Das Grabmal des 1745 verstorbenen Abtes Placidus Mally hat einen reich in Muschelart verzierten Rocailleornament-Rahmen. Es zeigt die von Johann Matthias Leitner gefertigte Figur einer sitzenden Fama-Allegorie, die sich an ein Reliefporträt des Abtes lehnt. Die übrigen Steinmetzarbeiten an diesem Grabmal stammen aus dem Jahr 1754 und wurden von Andreas Zailler getätigt. Ein mit Reliefs verzierter und aus dem Jahr 1523 stammender Grabstein aus Rotmarmor trägt die Namen von vier Mitgliedern derer von Graben von Stein. Der Grabstein des 1590 gestorbenen Organisten Georg Weser zeigt ein Relief der Familie und des Auferstandenen.

#### Seitenkapellen

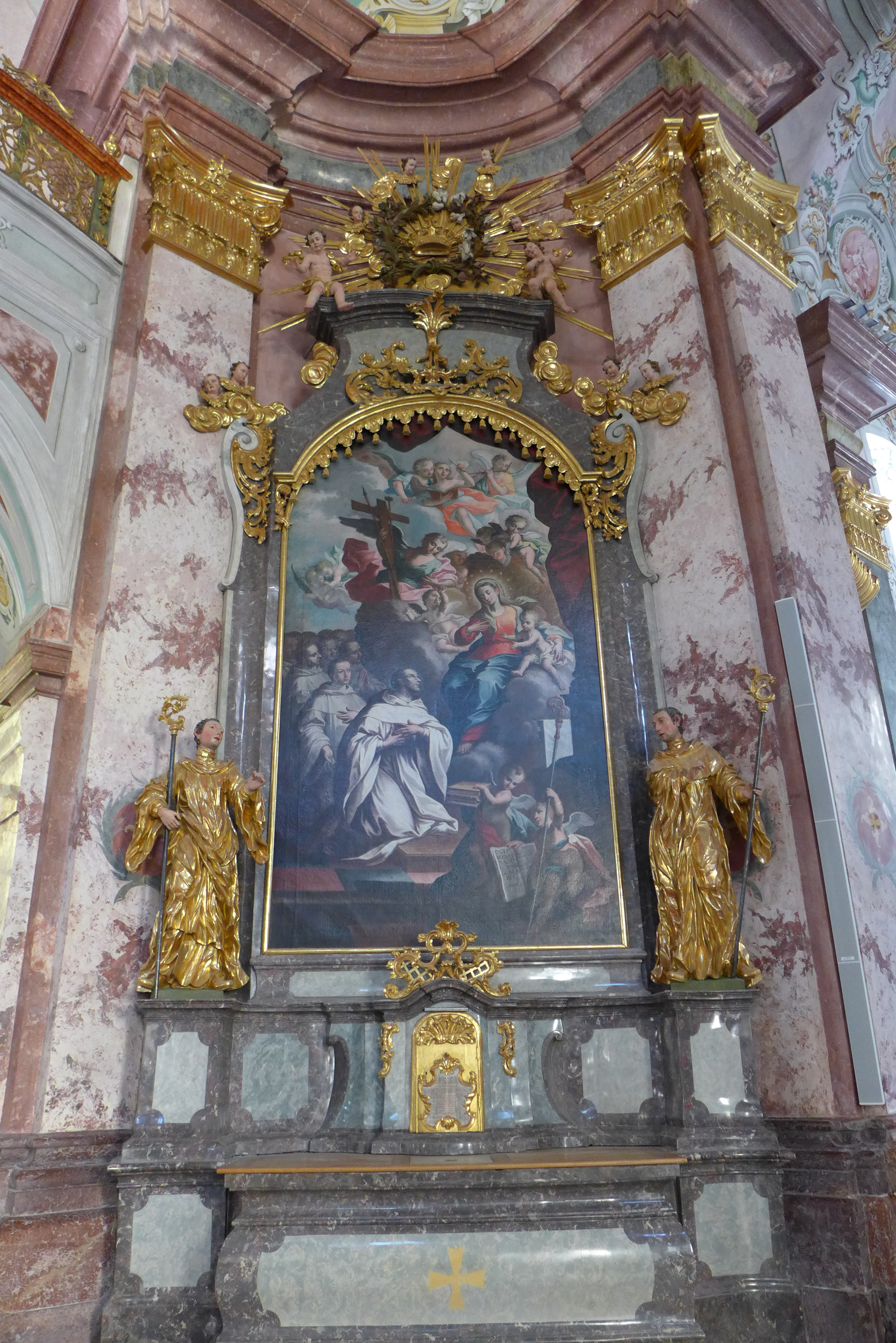
Der linke Seitenaltar

Auf jeder Seite des Langhauses sind vier Seitenkapellen mit jeweils einem eigenen Altar angebaut. Dies sind – von Westen nach Osten – auf der Südseite der Josephsaltar, der Engelaltar, der Barbara-Altar und der Sebastiansaltar. Auf der Nordseite sind dies von Westen nach Osten der Anna-Altar, der Allerheiligenaltar, der Johann-Nepomuk-Altar und der Narzissus-Altar. Die meisten der Statuen auf den Altären wurden ab 1745 von Johann Matthias Leitner geschaffen.
Das Altarbild des Josephsaltars zeigt den heiligen Joseph zusammen mit dem Jesuskind und den Johannesknaben. Auf dem Ölbild von Joseph Amonte, dem Oberbild kann man das Herz Mariä erkennen. Die Statuen stellen den Evangelisten Johannes mit den Aposteln dar. Das Anton Denk zugeschriebene Altarbild des Engelaltars stellt die Erzengel und die Neun Chöre der Engel dar, die ein gemaltes Einsatzbild des Gnadenbildes von Maria Straßengel verehren. Die Statuen zeigen die Heiligen Maria Magdalena und Dismas. Auf dem Barbara-Altar steht ein von Amonte gemaltes Altarbild, das die heilige Barbara zeigt. Die Statuen stellen die Heiligen Katharina und Margaretha dar. Das ebenfalls von Amonte gemalte Altarbild des Sebastianaltars zeigt das Martyrium des heiligen Sebastian. Die Philipp Jakob Straub zugeschriebenen Altarfiguren stammen aus dem Jahr 1742 und zeigen die Heiligen Florian und Donatus.
Der Anna-Altar trägt ein 1746 von Johann Veit Hauck gemaltes Bild, das die Anna selbdritt zusammen mit Joachim und Joseph zeigt. Die Figuren stellen die Heiligen Elisabeth und Johannes den Täufer dar. Das Allerheiligen und die heiligen drei Könige darstellende Bild des Allerheiligenaltars wird Anton Denk zugeschrieben. Die Heiligen Leopold und Oswald stehen als Statuen auf dem Altar. Joseph Amonte malte den heiligen Johannes Nepomuk und eine Ansicht des Stiftes auf das Altarbildnis des Johann-Nepomuk-Altars. Das Bild ist von zwei Bischofsstatuen flankiert. Auf dem Narzissus-Altar steht ein um 1740 von Ignaz Flurer gemaltes Bild des Narzissus. Philipp Jakob Straub fertigte die beiden Altarfiguren, die Heiligen Blasius und Valentin darstellen.

### Kapellen

#### Benediktkapelle
Die Benediktkapelle befindet sich im oberen Hof des Stiftes. Sie wurde 1229 dem heiligen Benedikt geweiht und diente bis zu ihrer Auflassung im 16. Jahrhundert als Hospiz-Kirche. Im Jahr 1981 erfolgte die erneute Weihe. Von der alten Kapelle ist die spätromanische Halbrundapsis erhalten geblieben. Die Bilder an den Wänden stammen von Giselbert Hoke. Die 1983 gemalten Werke zeigen Motive aus der Apokalypse und aus dem Hohelied der Liebe des heiligen Paulus. In der Apsis steht ein großes Christusbild. Weiter findet man im Inneren ein Bild des Jesuskindes und ein Fresko des barmherzigen Samariters. Über dem Eingangsportal stehen zwei Figuren, die Endzeit-Engel darstellen und die die Welt in die Apokalypse stürzen.

#### Grab- oder Kreuzkapelle

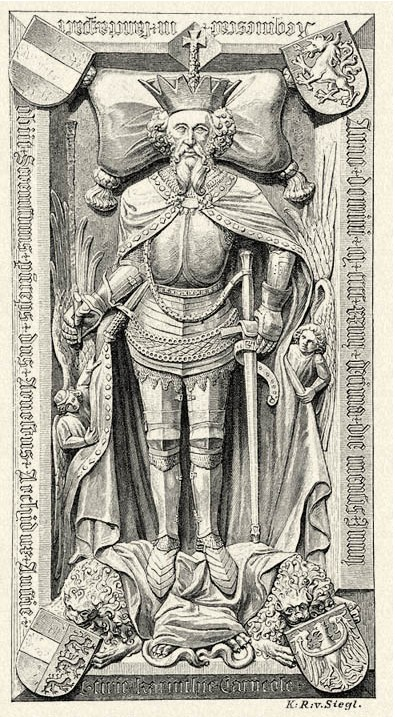
Zeichnung des Grabsteines von Erzherzog Ernst dem Eisernen aus 1891

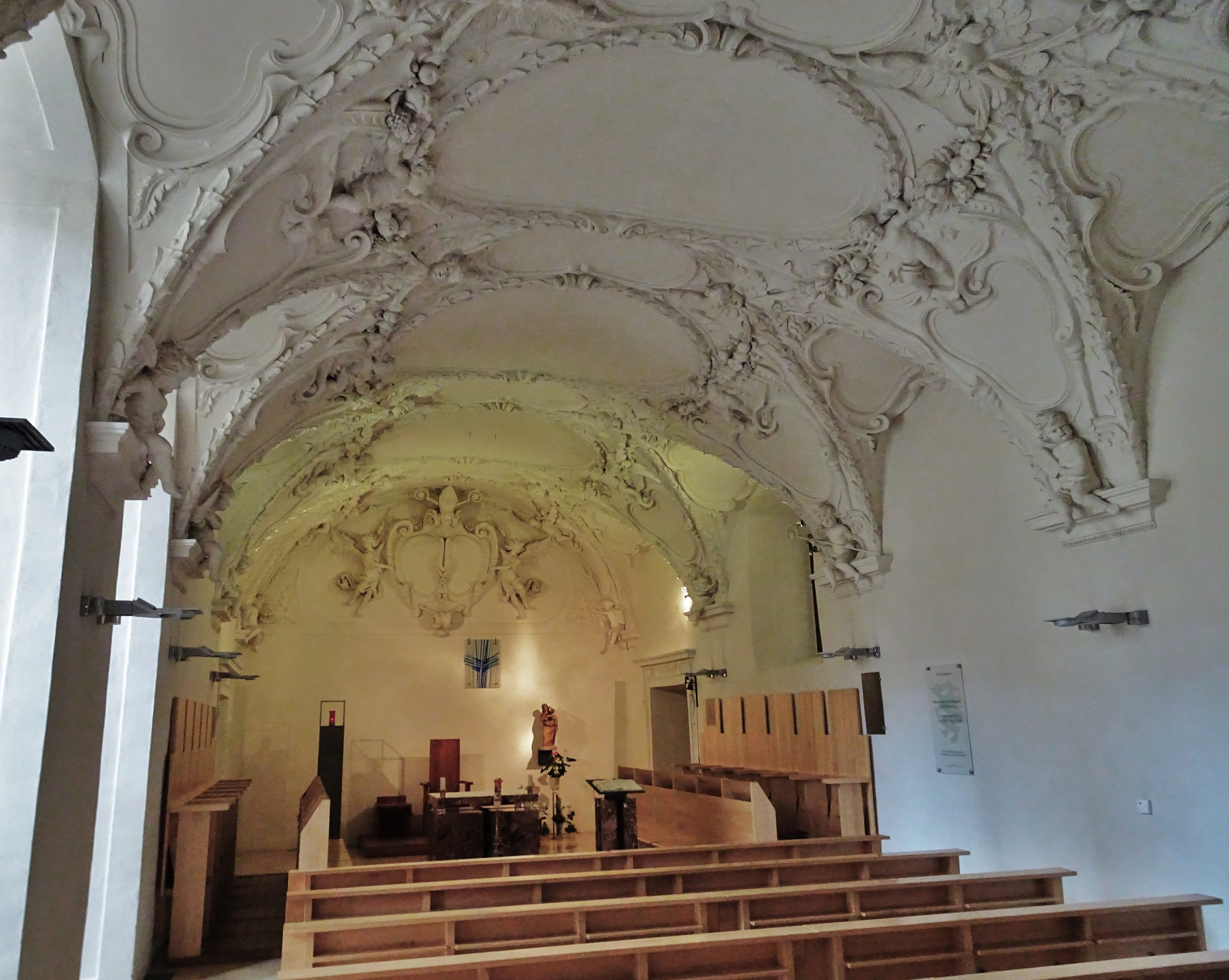
Blick in den Kapitelsaal

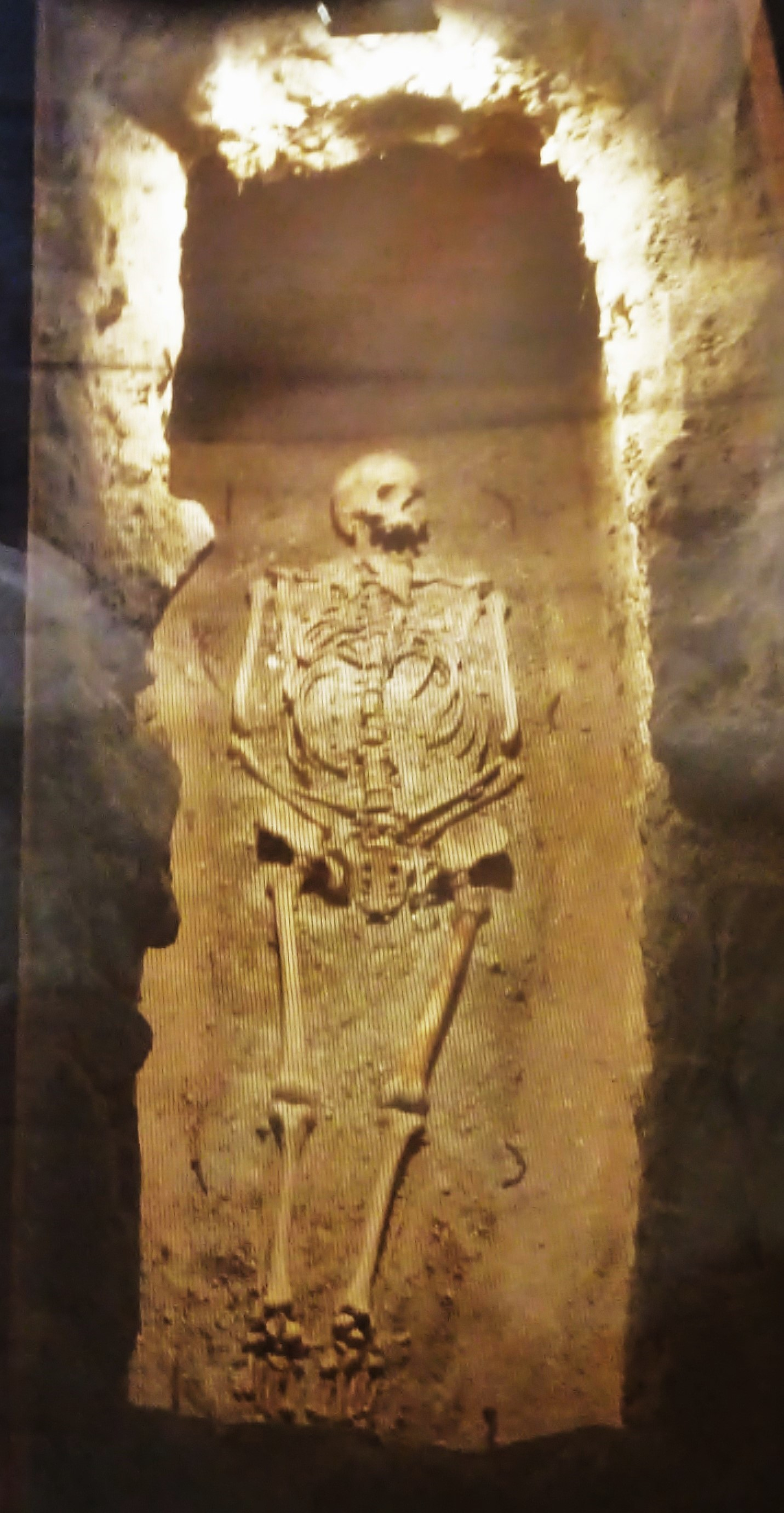
Grab Markgraf Leopold I.

Die Grab- oder Kreuzkapelle ist nördlich des Chors an die Kirche angebaut. In ihr befindet sich der um 1425 von einer Salzburger Werkstatt gefertigte rotmarmorne Grabstein des 1424 verstorbenen Erzherzogs Ernst der Eiserne. Er zeigt den Erzherzog in voller Rüstung mit dem Herzogshut auf dem Haupt und in den Ecken die Wappen der Herzogtümer Österreich, Steiermark, Kärnten und Krain. Der Grabstein befand sich ursprünglich im alten Chor und wurde 1746 in die Kapelle übersetzt. Weiter befinden sich die Reste der Tumba des Markgrafen Ottokar III. mit seiner figürlichen Grabplatte in der Kapelle. Die Tumba wurde im Jahr 1696 ursprünglich für das Kartäuserkloster Seiz gefertigt und 1827 nach Rein überführt. Weiters diente Stift Rein auch als Begräbnisstätte der Herren von Graben.

#### Kreuz- oder Dreifaltigkeitskapelle
Die heutige Kreuz- oder Dreifaltigkeitskapelle wurde um 1406 an der Stelle einer dem heiligen Stephan geweihten Krankenkapelle durch den Abt Angelus errichtet. Sie war ursprünglich eine freistehende, im weichen Stil der Gotik errichtete Kapelle mit kreuzförmigem Grundriss, die später im Barockstil um- und in den Südtrakt eingebaut wurde. Heute sind noch einige Fragmente des gotischen Baues erkennbar. Der Chor hat einen Fünfachtelschluss und ragt in die vor der Prälatur gelegene Halle hinein. Die Rippen des Gewölbes ruhen auf zarten Halbrunddiensten, deren Kapitelle das Stiftswappen tragen. In der Lavabonische findet man mit Blattmasken versehene Konsolen. Das Vierungsjoch hat Kreuzrippen, die auf Bündeldiensten mit figurierten Kapitellen aufsitzen. Von den Kreuzarmen hat nur der südliche seine ursprüngliche Form, also einjochig mit polygonalem Schluss, behalten. An den Kapellenfenstern kann man noch Reste des alten Maßwerkes erkennen. Die ursprünglichen von Pictor Johannes im Jahr 1406 gemalten Glasmalereien wurden 1926 an das Museum für angewandte Kunst in Wien, das Hessische Landesmuseum Darmstadt und an ein Museum in Luzern verkauft.
Auf dem Altar steht eine gotische Steinmadonna aus dem Ende des 14. Jahrhunderts. Der 1293 bis 1294 angefertigte Ritzgrabstein des Ulrich von Laas und seiner Frau ist Teil der Kapelle. Er zeigt das Ehepaar unter einer Architekturbekrönung. Er wurde im Jahr 1965 im Stiftsbereich aufgefunden und in die Kapelle eingemauert.

#### Marienkapelle
Die südlich an den Kircheneingang angebaute fünfjochige und langgestreckte, barocke Marienkapelle wurde am 4. Februar 2007 von Abt Petrus Steigenberger geweiht. Sie diente früher als alte Sakristei und seit einer Renovierung im Jahr 1973 als Kapitelsaal und Winterkirche (mit Fußbodenheizung). Sie ist von einer Stichkappentonne überwölbt. Die reichen Dekorationen aus Stuck an der Gewölbedecke wurden 1682 vermutlich von Alessandro Serena aus Arogno gestaltet. Die Eingänge sind mit Stuckkronen im Rocailleornament verziert. An der aus weißem Marmor gefertigten Lavabonische befindet sich die Jahreszahl 1682. Das hölzerne Portal zum Kreuzgang stammt aus derselben Zeit wie die Stuckarbeiten und ist von zwei Säulen flankiert. In der alten Sakristei stehen eine Kreuzgruppe aus dem Ende des 18. Jahrhunderts und ein großer Sakristeischrank aus der Bauzeit. Weiter beherbergt sie seit 2007 die älteste Marienstatue des Stiftes.
Unter der Kapelle wurden während Renovierungsarbeiten im Jahr 2006 die Reste des romanischen und gotischen Kapitelsaales sowie die Grabstätte von Markgraf Leopold I., Dem Starken (gestorben 26. Oktober 1129), dem Gründer des Stiftes, gefunden. Das offene Grab ist durch eine Sichtscheibe im Boden zu besichtigen.

#### Pest- oder Taufkapelle

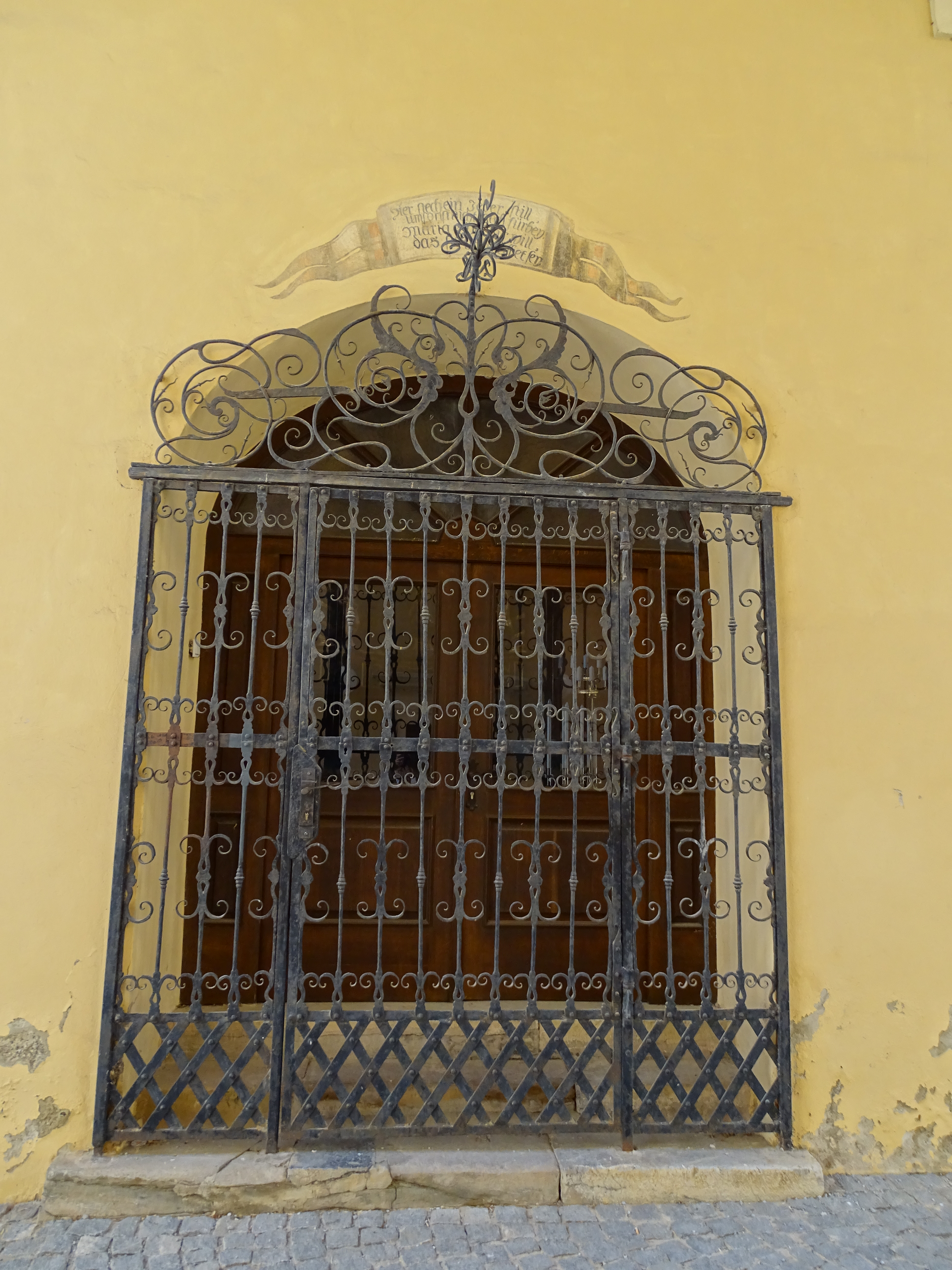
Das nördliche Eingangsportal zur Pestkapelle

Diese Kapelle wurde 1681 nördlich an den Kircheneingang angebaut. Sie hat an der nördlichen Außenmauer ein Portal mit einem schmiedeeisernen Gitter aus dem Baujahr. Der Andreas Marx zugeschriebene Kapellenaltar wurde laut einem Chronogramm im Jahr 1681 aufgestellt. Die architektonisch-ornamentalen Dekorationsmalereien stammen aus dem Jahr 1706 und wurden später erneuert.

### Stiftsgebäude und -höfe

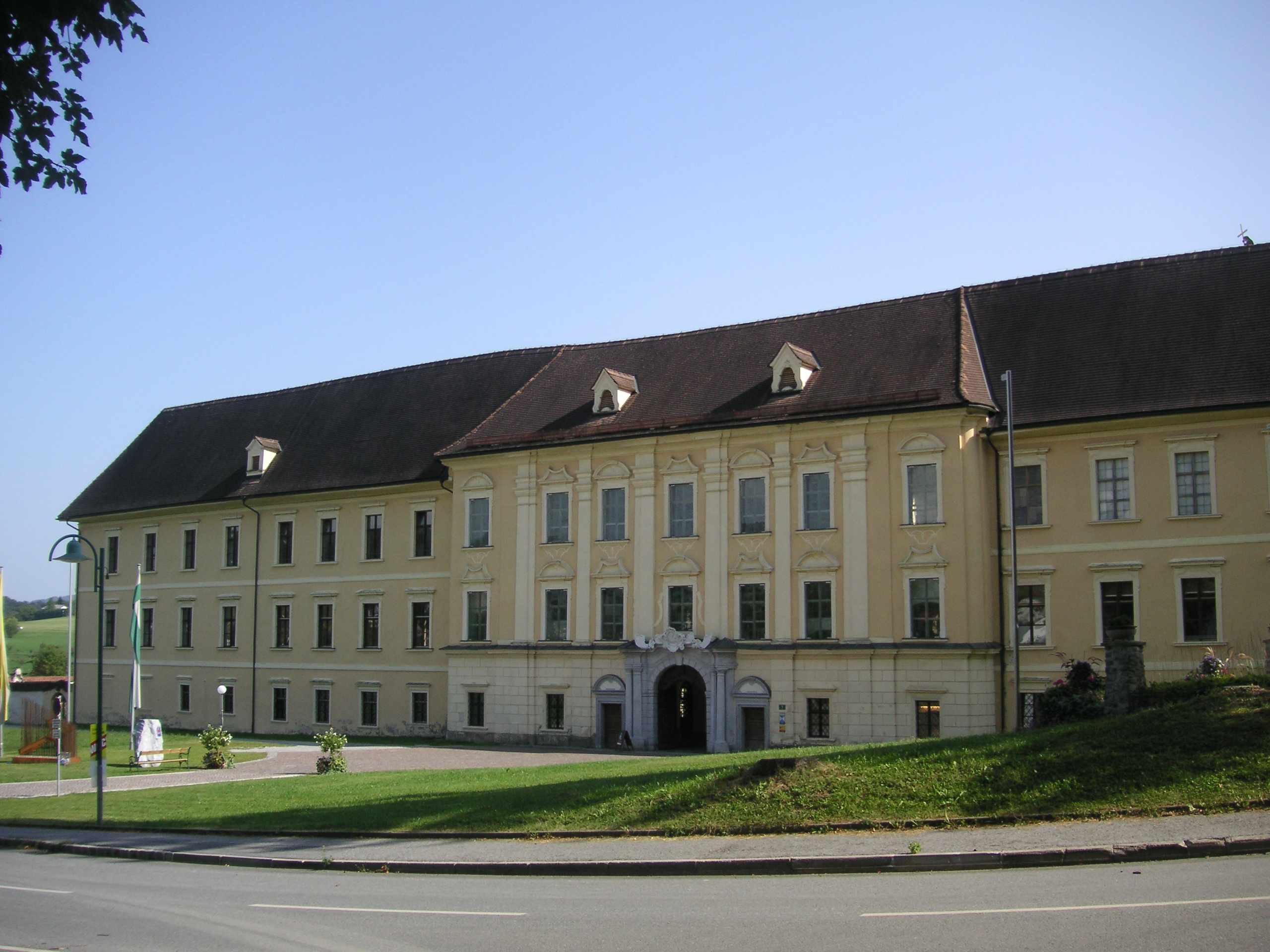
Die nördliche Fassade mit dem Einfahrtsportal und dem Mittelrisaliten

Der alte romanische und gotische Baubestand der Stiftsgebäude hat sich um den Kreuzgang und im westlichen Teil des Stiftes erhalten. Im östlichen Teil befanden sich weitere gotische Bauabschnitte, die ab 1720 in den barocken Umbau eingearbeitet wurden.

#### Nördliche Fassade

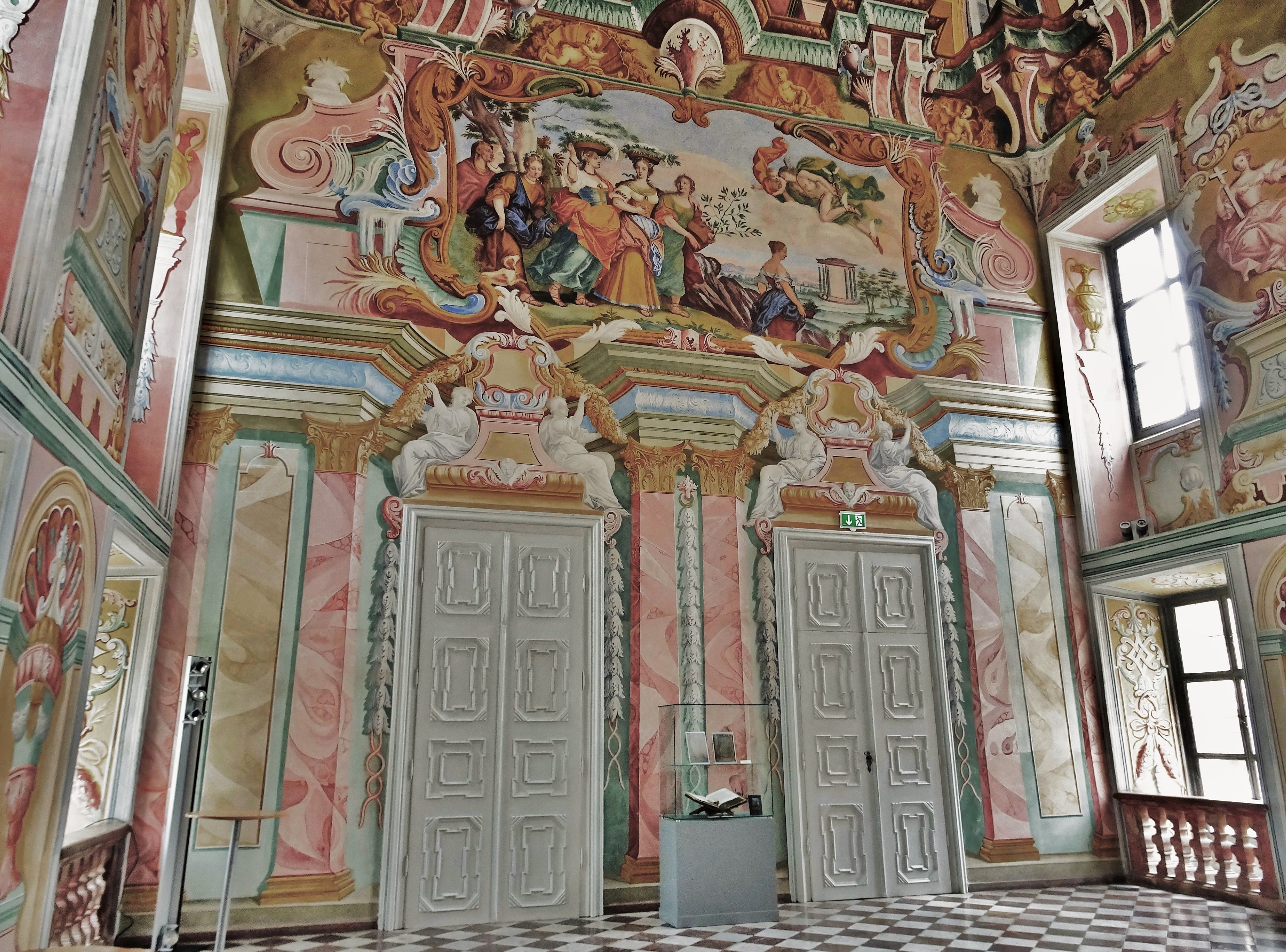
Der Huldigungssaal

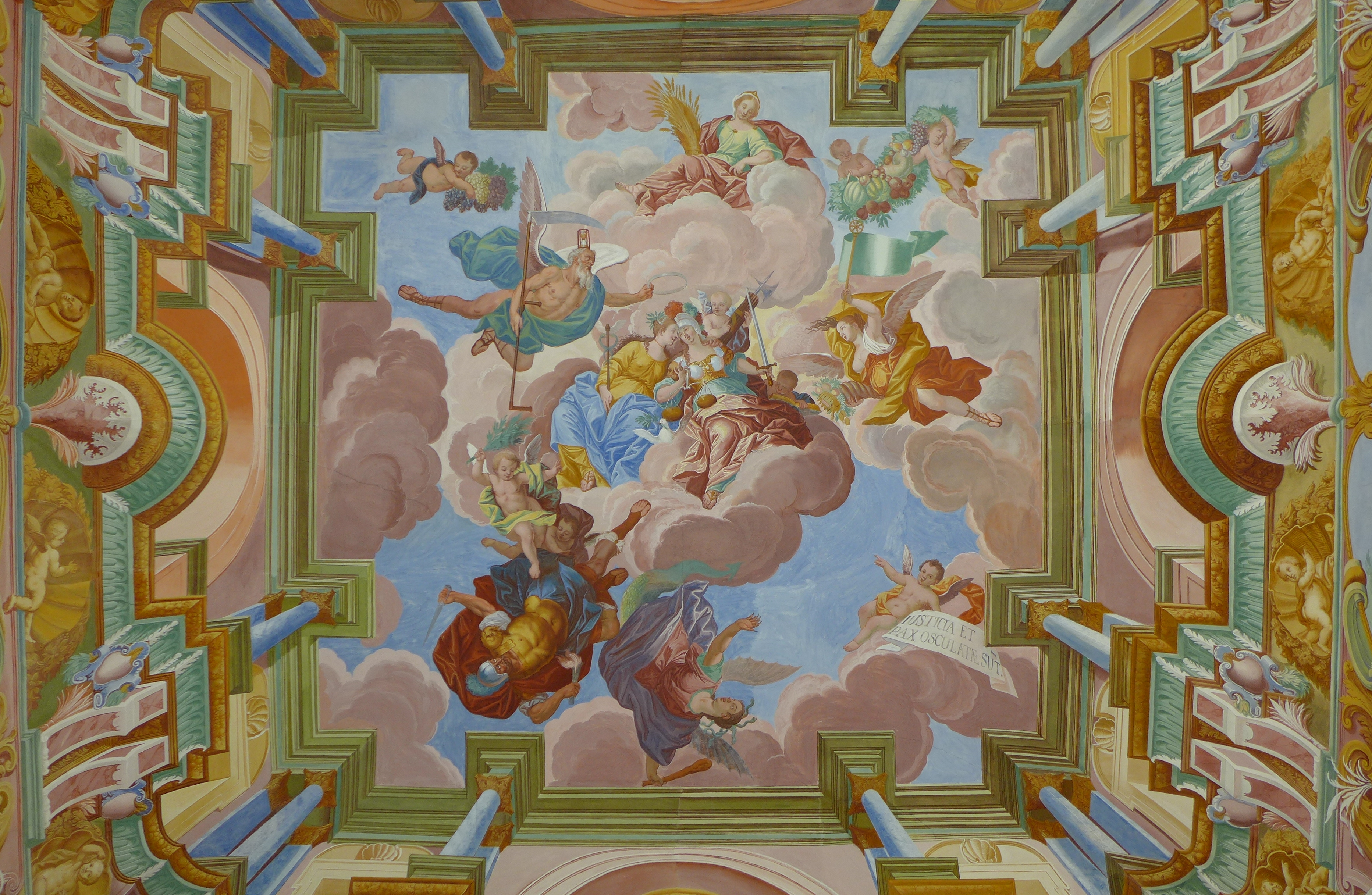
Huldigungssaal, Allegorie mit Inschrift: „Iusticia et pax osculatae sunt“, Deckenfresko von Joseph Amonte, 1740

Die nördliche lang gestreckte Fassade des Stiftes ist dreigeschoßig und hat dreißig Achsen. An der Stelle des früheren, balkonartig vorspringenden mittelalterlichen Torhauses befindet sich heute ein vortretender, siebenachsiger Mittelrisalit über dem Einfahrtsportal, der ebenfalls auf der Hofseite vorhanden ist. Das Einfahrtsportal führt in den großen Stiftshof und ist von zwei kleineren Durchgängen flankiert. Am Portal befindet sich ein 1753 von Jakob Peyer gestaltetes Relief, das den Klostergründer Markgraf Leopold I. auf einem Pferd, das Reiner Wappen und andere Wappen zeigt. Das Erdgeschoß um den Mittelrisalit ist als Sockelgeschoß mit einer Putzquadergliederung gestaltet. Die beiden oberen Geschoße sind durch in toskanischer Ordnung gestaltete Pilaster zusammengefasst. Die Fenstergiebel wechseln sich in der Gestaltungsform ab. Die dreijochige Durchfahrt des Einfahrtsportals ist von einem auf Pfeilern sitzenden Kreuzgratgewölbe überspannt. Von der Durchfahrt zweigen zwei Treppenaufgänge ab, die mit barocken Gittern aus Schmiedeeisen zu verschließen sind. Die Treppen haben Balusterbrüstungen.

#### Der Huldigungssaal
Über der Einfahrt der Nordfassade befindet sich der so genannte „Huldigungssaal“, der über beide Obergeschoße reicht. Die Freskenmalereien wurden 1740 von Joseph Amonte gefertigt. An der Decke befindet sich in einem von Andrea Pozzo beeinflussten Stil gemalte Scheinarchitektur, die einen Himmelsausblick auf Justitia und Pax umgibt. An den beiden Stirnwänden sind zum einen die Versöhnung des biblischen Patriarchen Jakob mit seinem Bruder Esau und zum anderen der griechische Gott Mercurius, der die Königstochter Herse erblickt, dargestellt. Zwischen den einzelnen Fenstern gibt es Darstellungen der christlichen Grundtugenden Fides, Spes und Caritas (dt. Glaube, Hoffnung und Liebe) und der allegorischen Darstellung der Kirche, der Ekklesia.

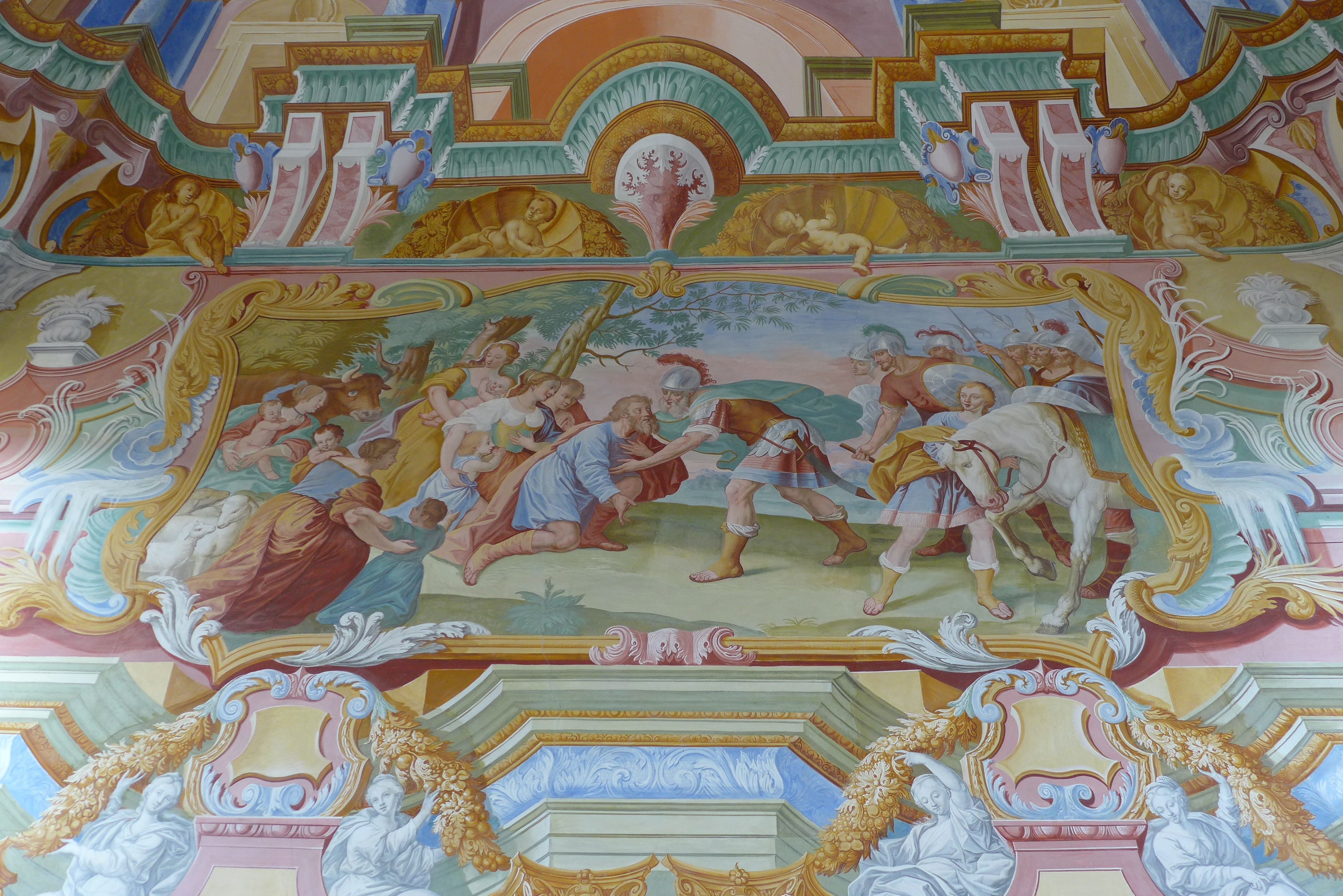
„Versöhnung zwischen Jakob und Esau“, Fresko von Joseph Amonte, 1740
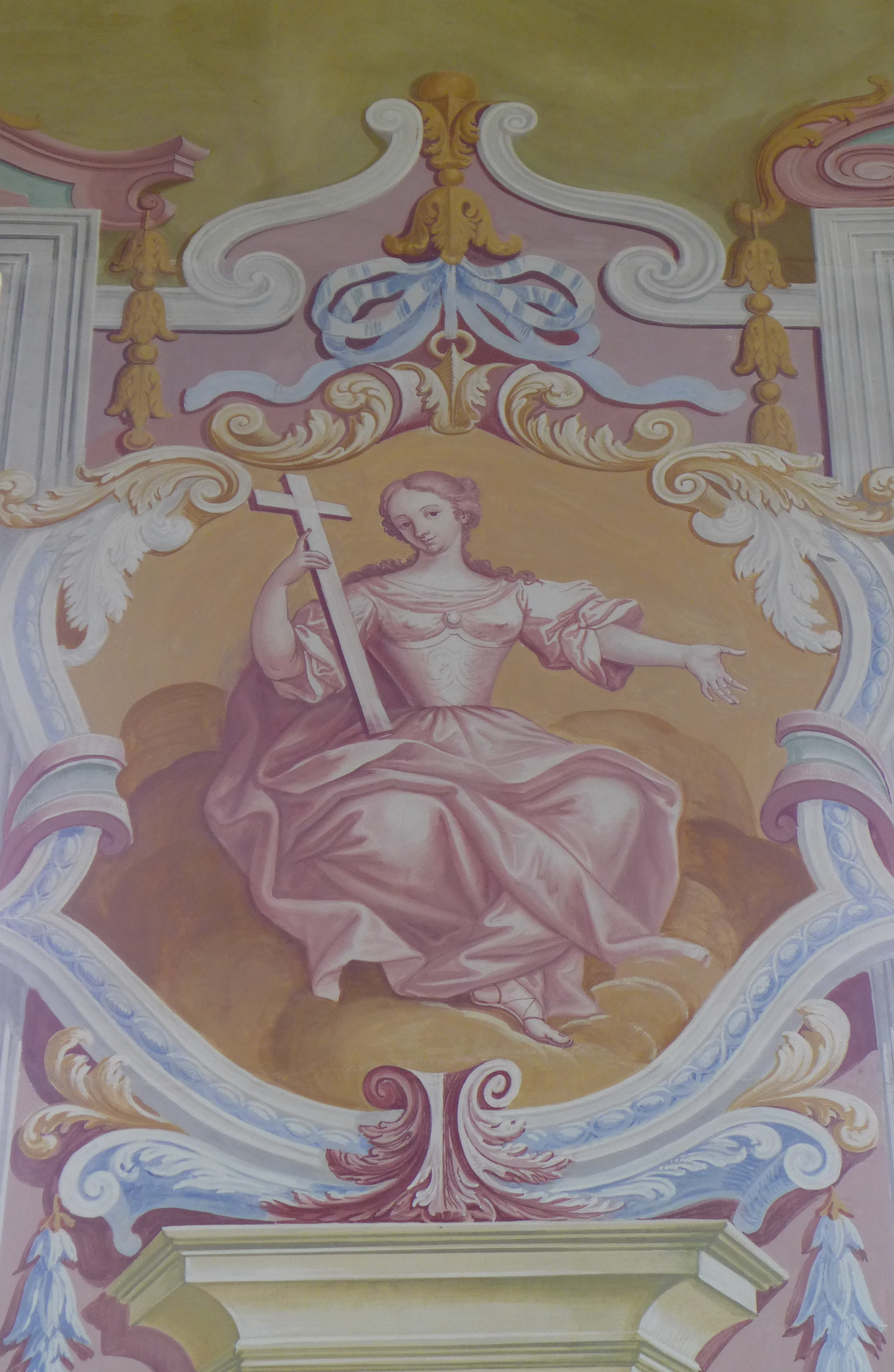
„Glaube“ („Fides“)
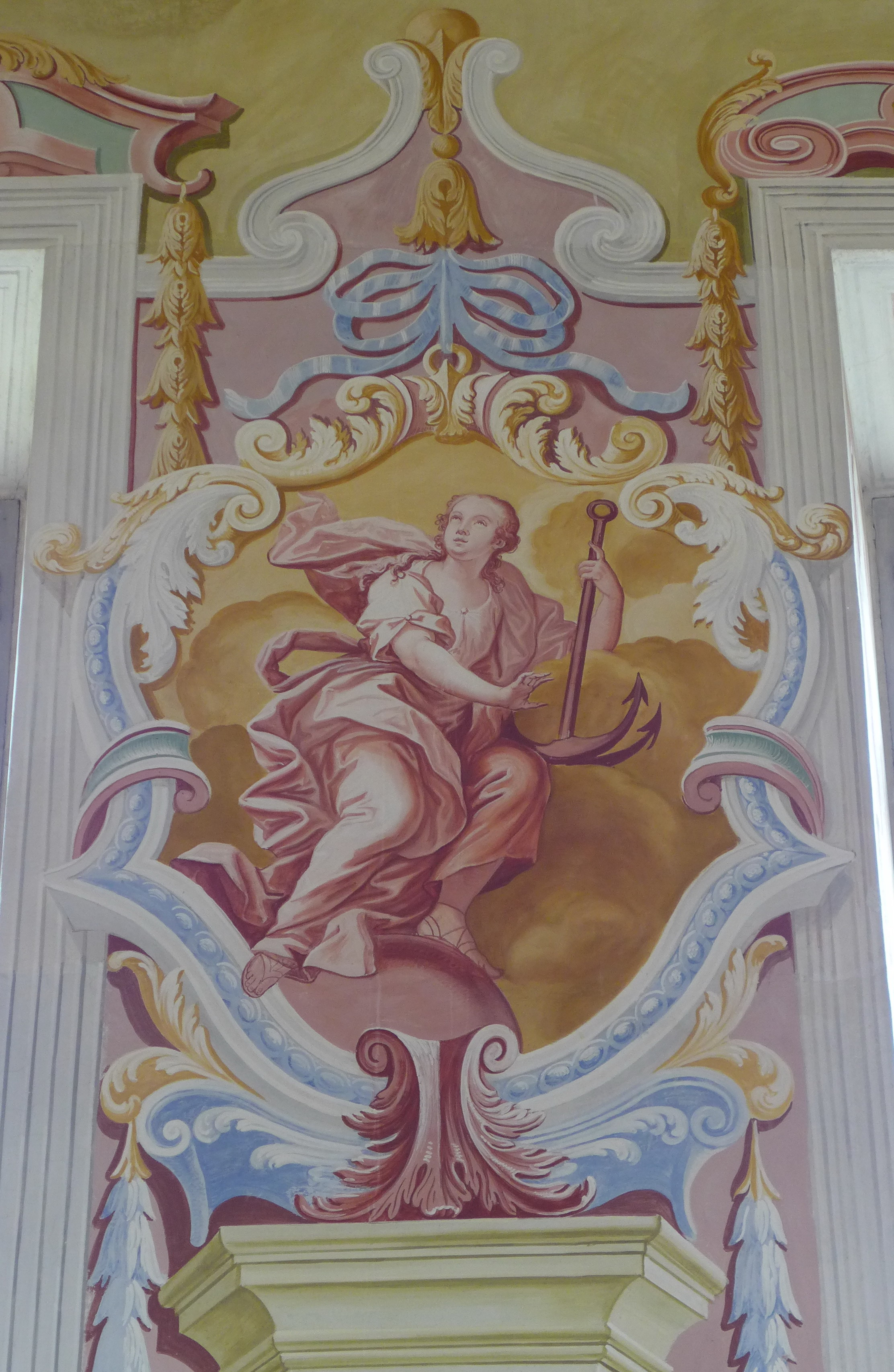
„Hoffnung“ („Spes“)
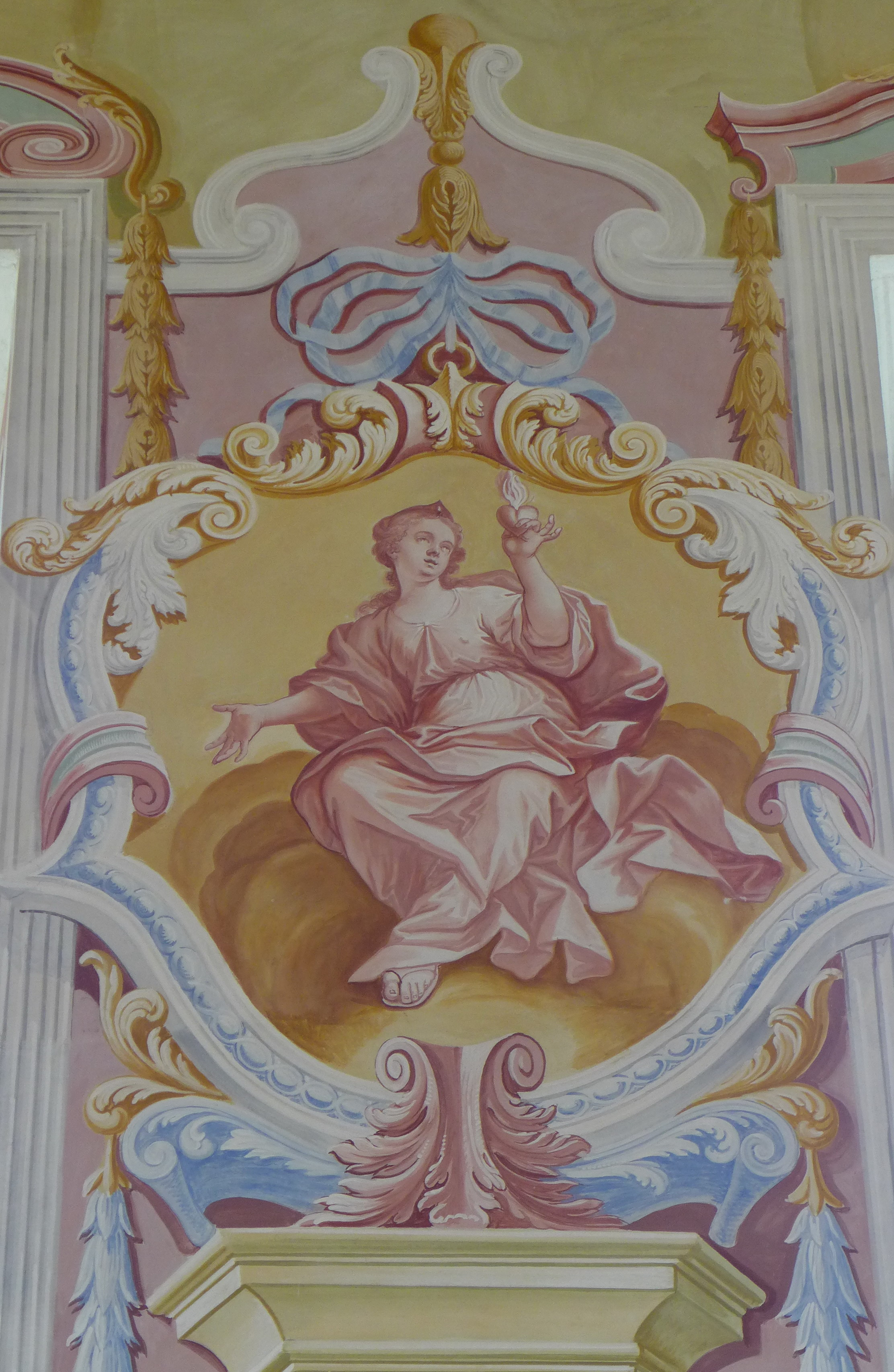
„Liebe“ („Caritas“)
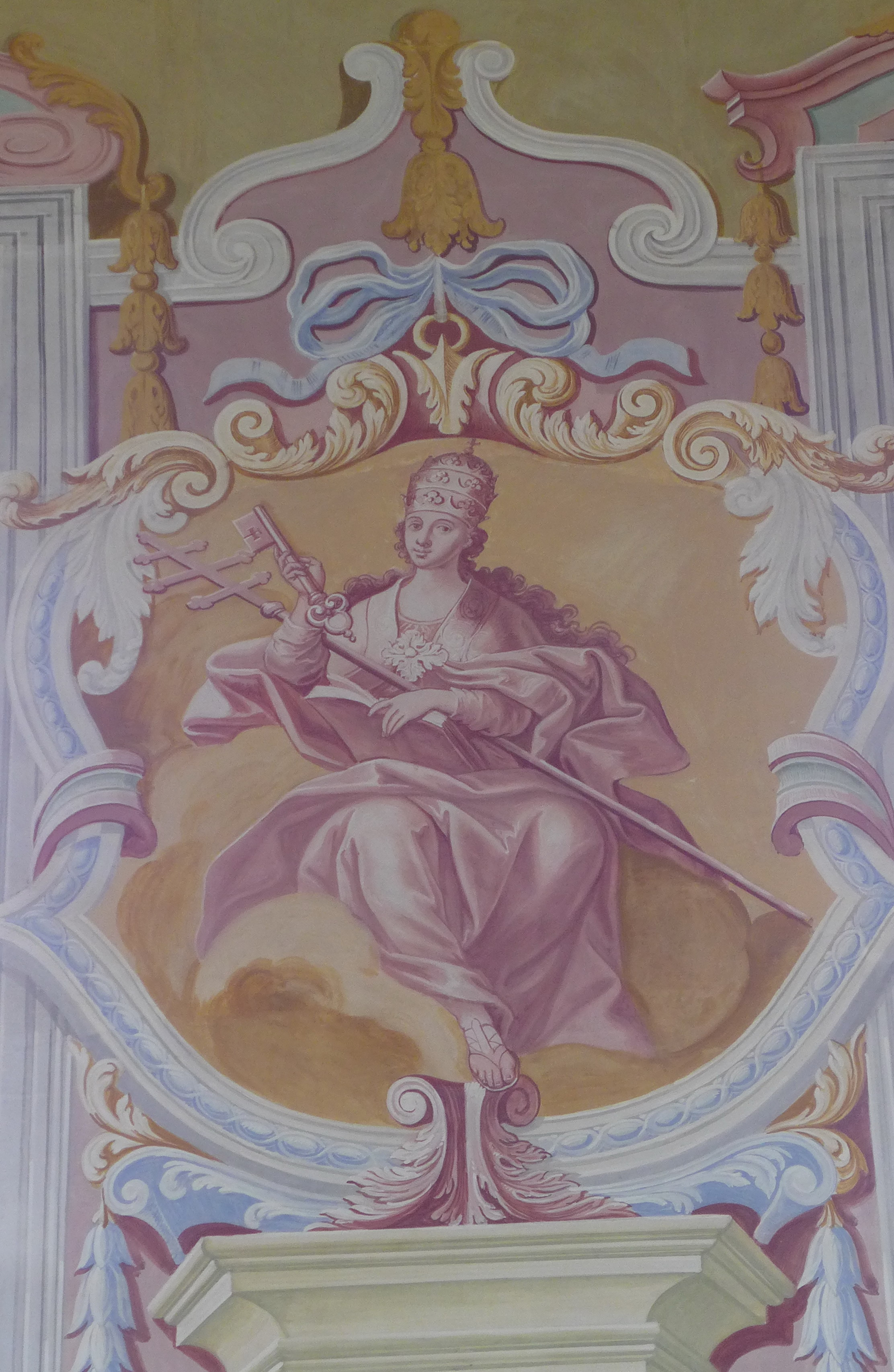
„Die Kirche“ („Ekklesia“)

Im östlichen Trakt der nördlichen Fassade befindet sich der „Steinerne Saal“, der zwischen 1973 und 1974 restauriert wurde. In die von Carlo Federigo Formentini 1725 gestalteten Stuckdecke ist ein dreiteiliges Ölbild mit Szenen aus der biblischen Rebekkageschichte eingelassen. Die Marmorierung an den Wänden stammen aus dem Jahr 1733 und wurden von Josef Leopold Khrakhl gefertigt. In den Ecken des Saals befinden sich kleine, von Amonte gemalte Bildfelder, die verschiedene Szenen aus der Abrahamgeschichte zeigen: Auf einem Bildfeld ist Abraham, der Isaak opfern will, abgebildet, auf dem zweiten ist zu sehen, wie Melchisedek die Brote an Abraham überreicht, auf dem dritten, wie Isaak den Jakob segnet und auf dem vierten, wie Jakob sein Erstgeburtsrecht an Esau verkauft. Im selben Trakt befinden sich einige andere Stuckdecken aus dem zweiten Viertel des 18. Jahrhunderts. Äußerst östlich im Erdgeschoß gibt es Stuckdecken aus der Zeit um 1680 bis 1690, die 1980 restauriert wurden.
Im westlichen Teil der Nordfassade wurden die Mauerreste des mittelalterlichen Pulverturmes verbaut und am westlichen Ende befindet sich ein Inschriftenstein des Abtes Wolfgang aus dem Jahr 1511.

#### Großer Stiftshof

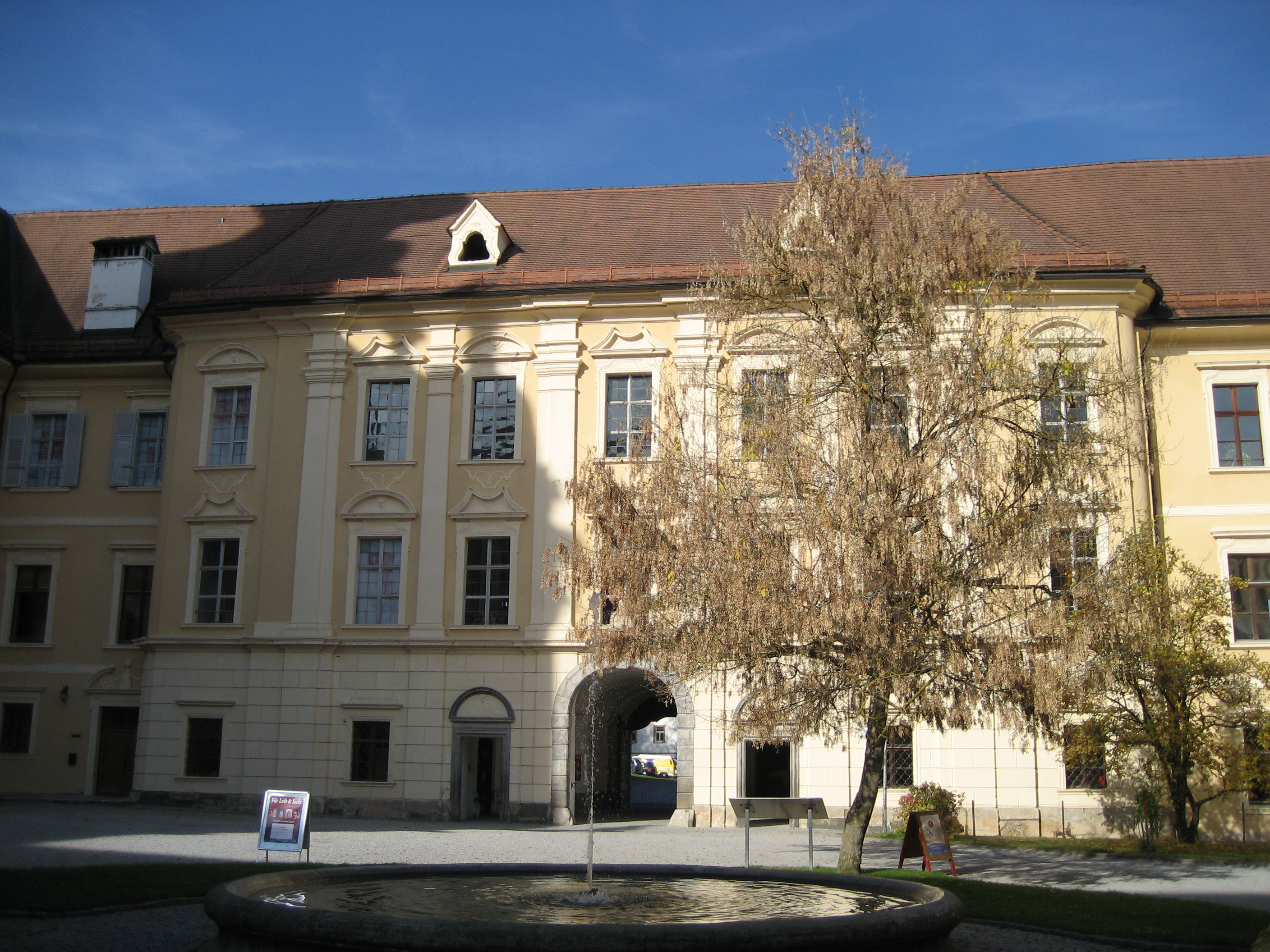
Blick vom großen Stiftshof auf die Nordfassade mit dem Einfahrtsportal

Der große Stiftshof ist direkt durch das Einfahrtsportal der Nordfassade zu erreichen und wurde unter Abt Mally einheitlich barockisiert. Über dem hofseitigen Einfahrtsportal befindet sich ein Wappen, das mit 1753 datiert ist. Alle um den Stiftshof gebauten Trakte sind dreigeschoßig; im Westen ist die eingestellte Fassade der Stiftskirche zu sehen.

#### Osttrakt

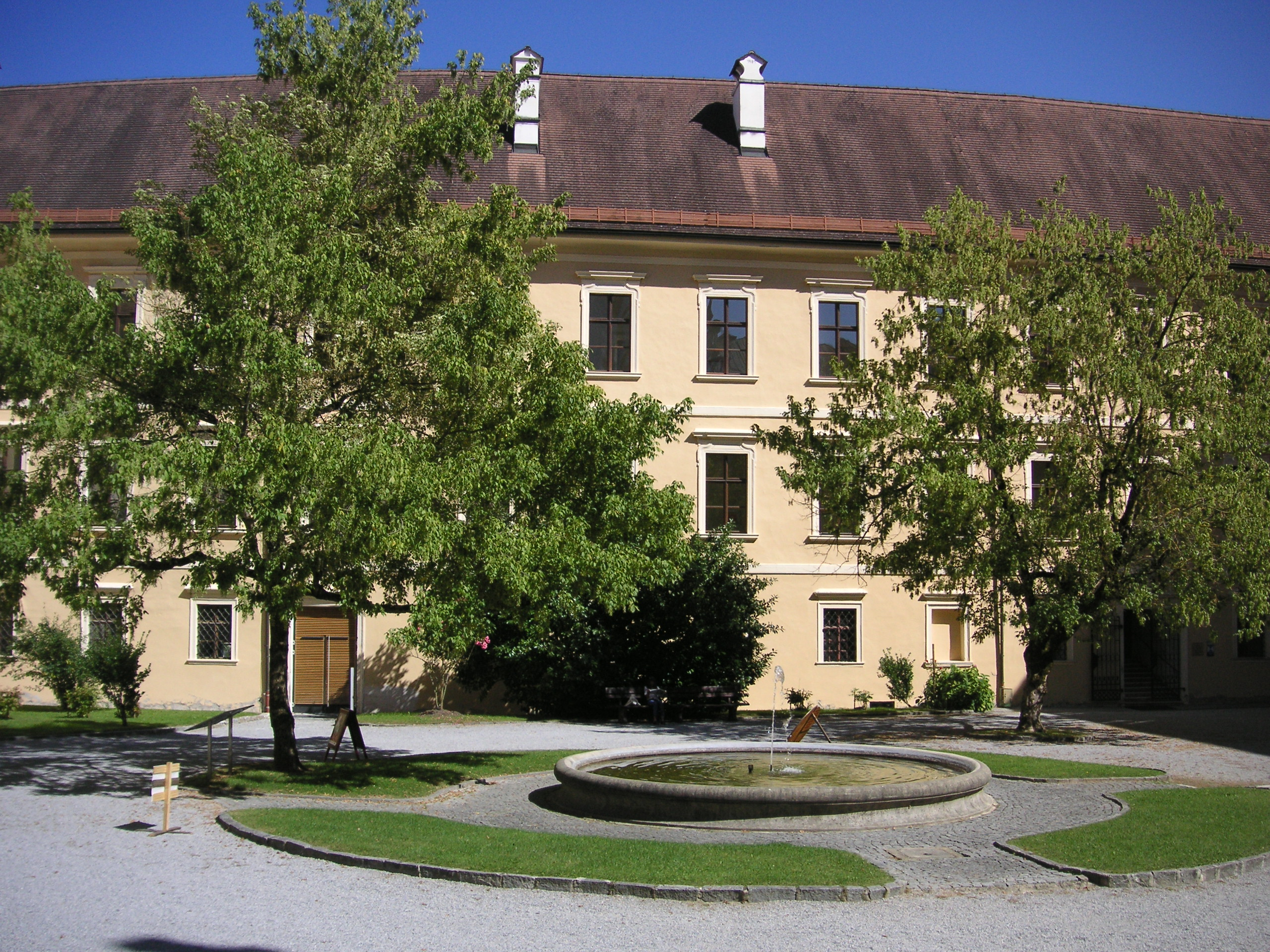
Der Osttrakt vom großen Stiftshof aus gesehen

Im südlichen Teil des Osttrakts befindet sich die Prälatur, die nach Osten hin um zwei Achsen vortritt. Vor der Prälatur steht eine provinzialrömische Löwenfigur. Nördlich des Aufgangs zur Prälatur befinden sich Teile des mittelalterlichen Abthauses, in dem heute das Archiv untergebracht ist. Der erste Raum des Osttrakts hat ein Gratgewölbe, das auf einem Mittelpfeiler ruht. Das im Jahr 1517 angebrachte Wappen des Abtes Johannes Lindenlaub ziert den Mittelpfeiler.
Vom ersten Raum führt ein Schulterbogenportal mit einer eisernen Tür und einem auf das Jahr 1497 datierten Türschloss in den nächsten langgestreckten Raum mit einem Kreuzgratgewölbe, das mit gemalten Rippen und vegetabiler Rankenmalerei geschmückt ist. Die gemalte Türrahmung mit Putte stammt aus dem Jahr 1501. Teil des Raumschmucks sind die beiden Inschriften „Fortuna“ und „Fortitudo“ und mehrere profane Jagddarstellungen. Die oberen Geschoße des Trakts haben einige barocke Stuckdecken aus dem zweiten Viertel des 18. Jahrhunderts, von denen eine ein großes Mittelrelief mit der Darstellung der Lactatio des heiligen Bernhard von Clairvaux zeigt.

#### Südtrakt
Der östliche Teil des Südtrakts hat Säulenarkadengänge, die über beide Obergeschoße reichen. Auf der Hofseite ist eine Inschrifttafel mit dem habsburgischen Wahlspruch A.E.I.O.V. und der Jahreszahl 1633 angebracht. Auf der Seite steht einen Wandbrunnen mit sandsteinernen Figuren des Christus und der Samariterin, die von Johann Matthias Leitner in der Mitte des 18. Jahrhunderts angefertigt wurden. Im östlichen Teil des Trakts befindet sich die Kreuz- oder Dreifaltigkeitskapelle.

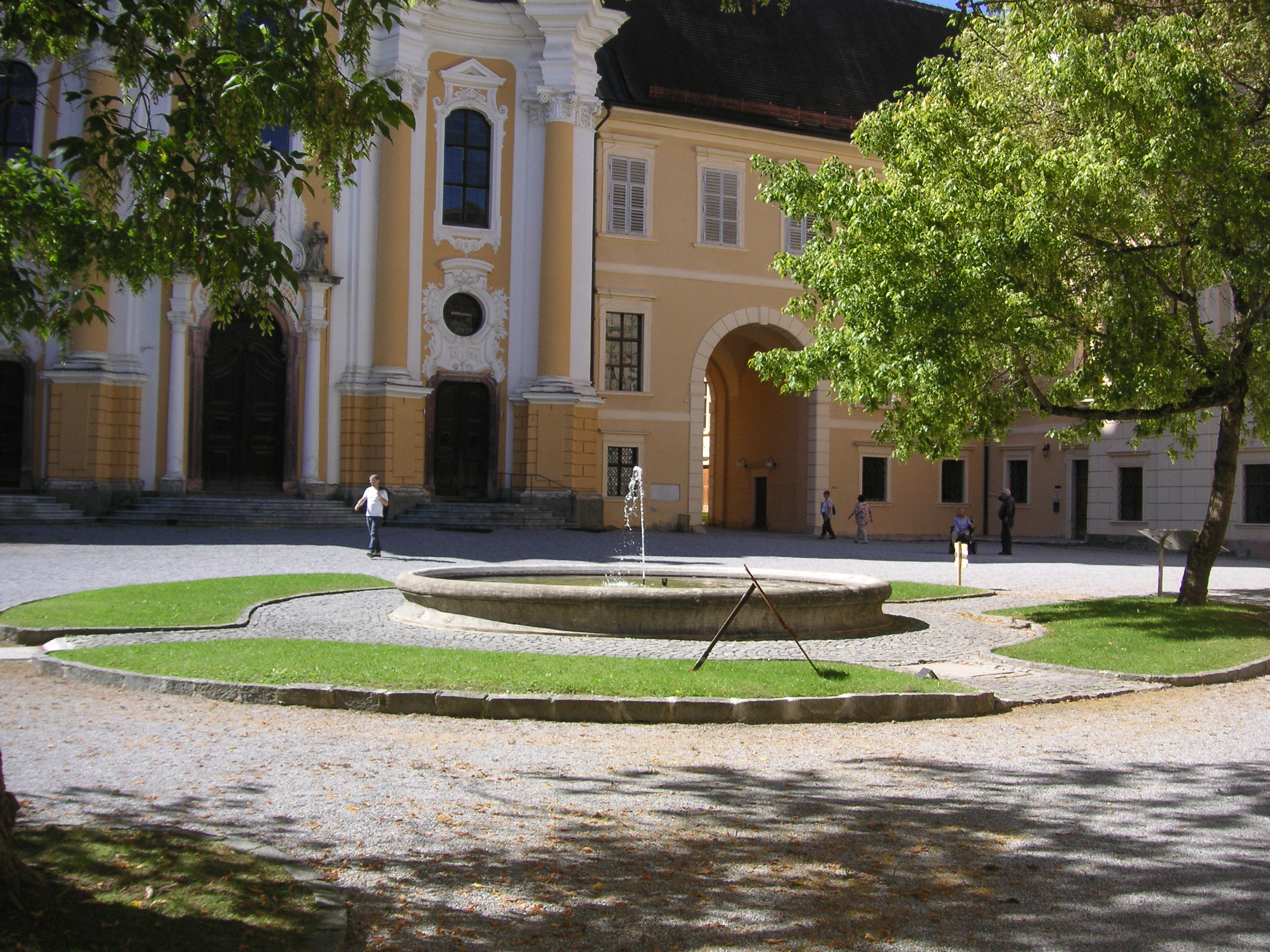
Blick vom großen Stiftshof auf den nördlichen Teil des Westtraktes. Links ist die Kirchenfassade, rechts die Durchfahrt zum Bibliothekshof erkennbar

#### Westtrakt
Den westlich des großen Stifthofes gelegenen Trakt dominiert mittig die Kirchenfassade. Am südlichen Arm ist der Wappengrabstein des Abtes Balthasar Stieber aus 1685 eingemauert. Die alte Sakristei im Erdgeschoß dient heute als Marienkapelle. Direkt über der Kapelle befindet sich der Winterchor oder Kapitelsaal, der 1979 vergrößert und umgestaltet wurde. Im nördlichen Arm führt eine Durchfahrt vom großen Stiftshof in den nördlich gelegenen Bibliothekshof. Über dieser Durchfahrt hat der Bibliothekssaal seine Räumlichkeiten.
Der „Kapitelsaal“ hat ein 1752 von Joseph Amonte gemaltes Deckenbild, das den heiligen Bernhard zusammen mit dem damaligen Konvent von Rein zeigt. Das Bild ist von vier kleinen Rundbildern umgeben, die die vier letzten Dinge darstellen. Der Altar stammt aus der Mitte des 19. Jahrhunderts, wurde aber im Stil des Barocks gestaltet. Das 1847 von Jos. Tuner gemalte Altarbild zeigt eine Madonna und den heiligen Bernhard. Auf dem Altar steht ein kleiner Barockschrein mit einer Marienikone aus der zweiten Hälfte des 17. Jahrhunderts. Ein ebenfalls von Amonte gemaltes Bildnis mit Christi am Ölberg und zwei barocke Bilder, die die Kreuzigung und die heilige Sippe zeigen, sind Teil der Saalausstattung.

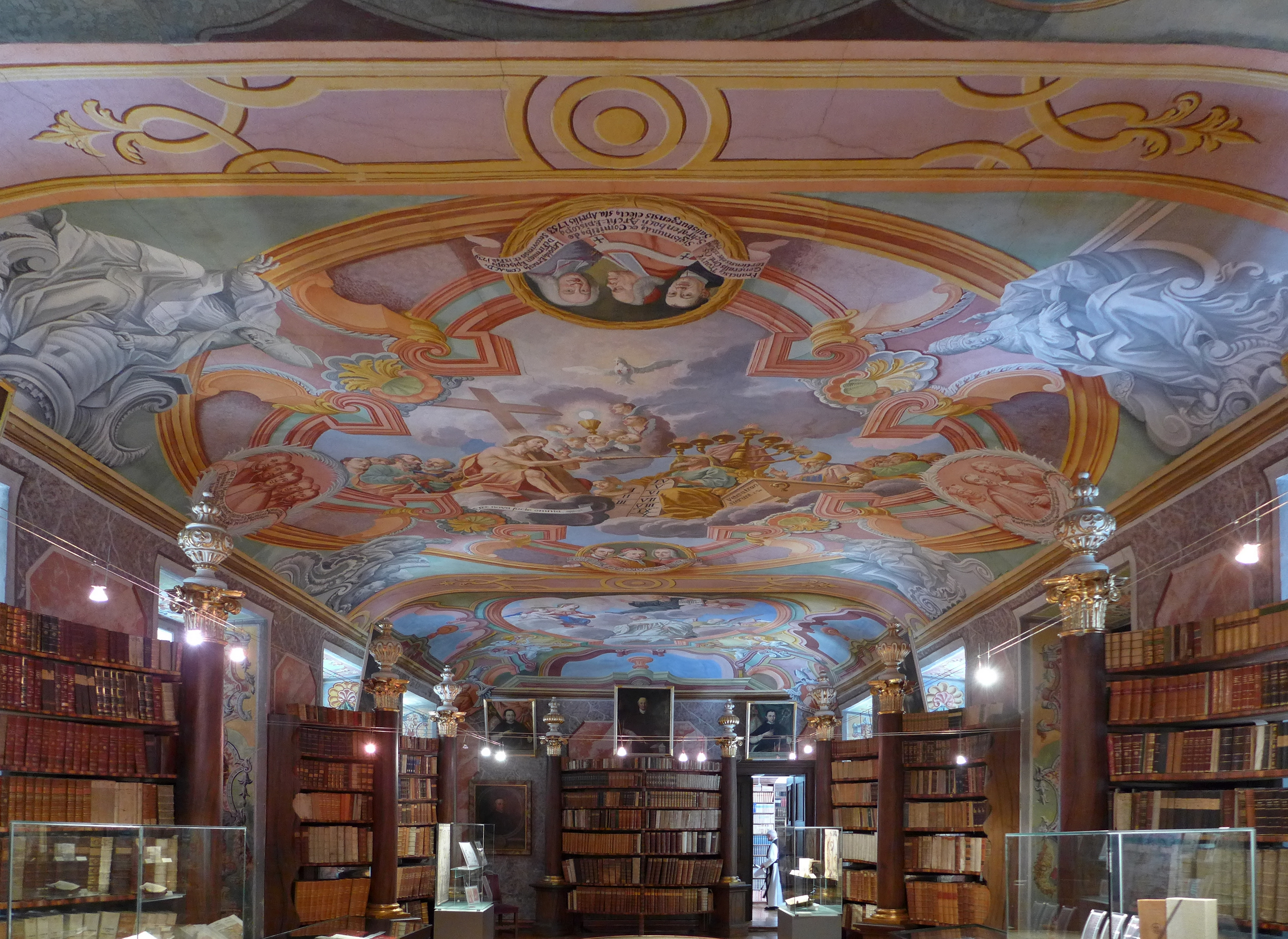
Der Bibliothekssaal mit Deckenfresken von Joseph Amonte

Der barocke „Bibliothekssaal“ über der Durchfahrt vom großen Stiftshof in den Bibliothekshof ist ein langgestreckter Raum mit Spiegelgewölbe, der durch Bücherstellagen gegliedert ist. Fresken von Joseph Amonte zieren die gesamte Decke. Im großen Mittelfeld ist Christus, wie er den Schleier von Moses Antlitz hebt, dargestellt. Die seitlichen vier Medaillons, die Märtyrer des Grazer Jesuitenordens und geistliche Würdenträger aus jener Zeit zeigen, flankieren das Bildnis. In den Saalecken sind die vier lateinischen Kirchenväter zu sehen. Im südlichen Deckenfeld befindet sich ein Medaillon mit den Büsten der regierenden Erzherzogin Maria Theresia und ihres Mannes, Kaiser Franz I. Stephan, die vom griechisch-römischen Gott Apollon und den neun Musen umgeben sind. Das nördliche Deckenfeld hat eine Darstellung der Muttergottes zusammen mit den Heiligen Benedikt und Bernhard zum Inhalt. In den Ecken des Saales gibt es Porträts der vier, aus Rein hervorgegangenen Bischöfe. Die Bücherstellagen sind mit Bildnissen von zeitgenössischen Zisterzienseräbten und des Generalabtes versehen.

#### Neue Sakristei
Die zweischiffige, „neue Sakristei“ ist südlich des Chors an die Kirche angebaut und wurde in der ersten Hälfte des 19. Jahrhunderts in ihre heutige Form gebracht. Sie wird von einem auf kräftigen Rundpfeilern ruhenden Kreuzgratgewölbe überspannt. In ihr befindet sich ein Giovanni Pietro de Pomis zugeschriebenes Bild der Mariä Himmelfahrt, das ursprünglich auf dem alten, 1622 errichteten Hochaltar stand.

#### Kreuzganghof und Kreuzgang

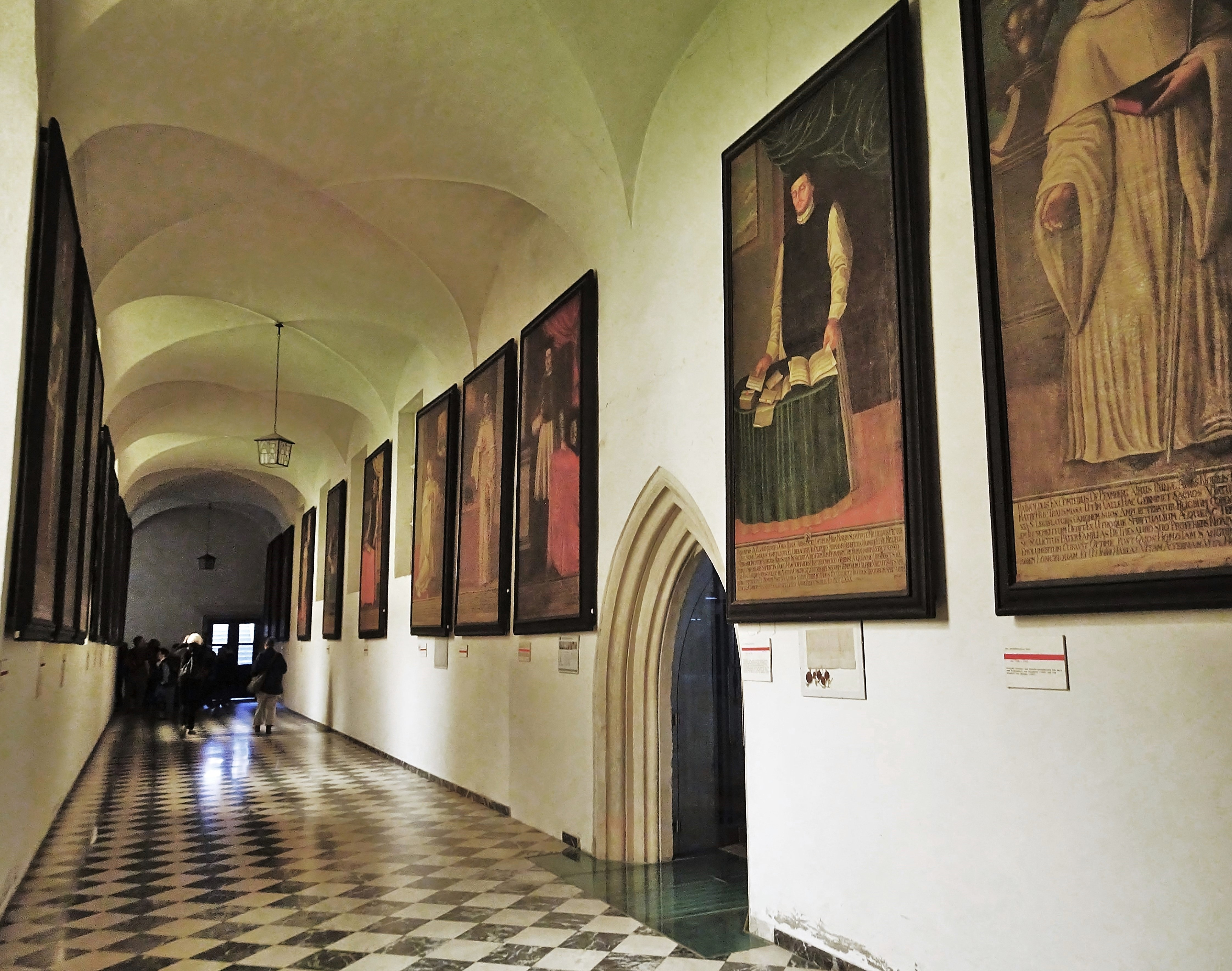
Die Äbtegalerie im südlichen Kreuzgangtrakt mit gotischem Portal zum ehemaligen Refektorium

Der Kreuzganghof liegt südlich der Stiftskirche. Ihn umschließt im Norden die Kirche und an den drei anderen Seiten der Kreuzgang. Der dreiseitige Kreuzgang hat hohe, geschlossene Gänge mit Kreuzgratgewölben und wurde unter Abt Matthias Gülger (1605–1628) in seine heutige Form gebracht. An den Außenmauern dieser Gänge haben sich einige romanische und gotische Bauelemente erhalten oder wurden später freigelegt. Dadurch lässt sich die Form der ehemaligen Klosteranlage mit Armarium, Kapitelsaal und Dormitorium im Osten, dem Refektorium im Süden und dem Konversentrakt im Westen rekonstruieren. Von dieser alten Anlage verblieb bis heute nur das später barockisierte Refektorium mit dem vermauerten gotischen Spitzbogenportal an seiner ursprünglichen Stelle. Bei diesem Portal steht auch eine geborgene romanische Säule mit Würfelkapitell. Vom westlichen Flügel des Kreuzganges führt eine Mauer mit einem 1980 versetzten Portal aus dem 17. Jahrhundert zum Wirtschaftshof. Auf dem Portal befindet sich eine Inschrift mit der Jahreszahl 1733.
Im Kreuzgang befindet sich die Äbtegalerie mit lebensgroßen Bildern der Äbte von Stift Rein. Mit dem Anbringen dieser Bilder wurde unter Abt Gülger begonnen und die Tradition wird bis heute vorgesetzt. In die Innenwände des Sommer- oder Alten Refektoriums sind im Jahr 1767 entstandene Gemälde des Joseph Adam Ritter von Mölk eingelassen. Ein runder Kachelofen aus der Zeit des Biedermeier zählt zur Ausstattung von diesem Raum.

#### Neuer Konvent
Der zwischen 1628 und 1632 vom Baumeister Bartolomeo di Bosio erbaute neue Konvent befindet sich südlich des Südtraktes und östlich des Kreuzganghofes. Es handelt sich dabei um einen einheitlich gestalteten, dreigeschoßigen Vierflügelbau. Auf der Hofseite verlaufen die von Bernhard Coletti gestalteten offenen Arkaden mit toskanischen Säulen über alle Geschoße. Der Konventtrakt ist im zweiten Obergeschoß über eine Halle mit Mittelpfeiler und dessen Lichtnische direkt mit dem Kreuzgangtrakt verbunden. Zwischen 2002 und 2003 wurde der Konvent renoviert und die Fassade in einem „Englisch-Rot“ genannten Farbton, welcher bereits zuvor das Bauwerk zierte, neu gestrichen.
Die Zellentüren in den beiden Obergeschoßen wurden im zweiten Viertel des 18. Jahrhunderts mit portalartigen Putzrahmen versehen. In jedem Türaufsatz findet man ein vermutlich von Joseph Amonte gemaltes Ovalbild mit nach Stichvorlagen gestalteten Zisterzienserheiligen. Ein nach Art Hans Adam Weissenkirchers gemaltes Bildnis des heiligen Hieronymus mit Stuckrahmung (um 1690) ist in der Halle zum Kreuzgang zu sehen. Im Neuen Konvent beim Neuen Refektorium über der nordseitigen Küche befinden sich zwei im Jahr 1752 von Joseph Amonte gemalte Ansichten des Stiftes vor und nach dem barocken Umbau.

#### Oberer Hof oder Wirtschaftshof

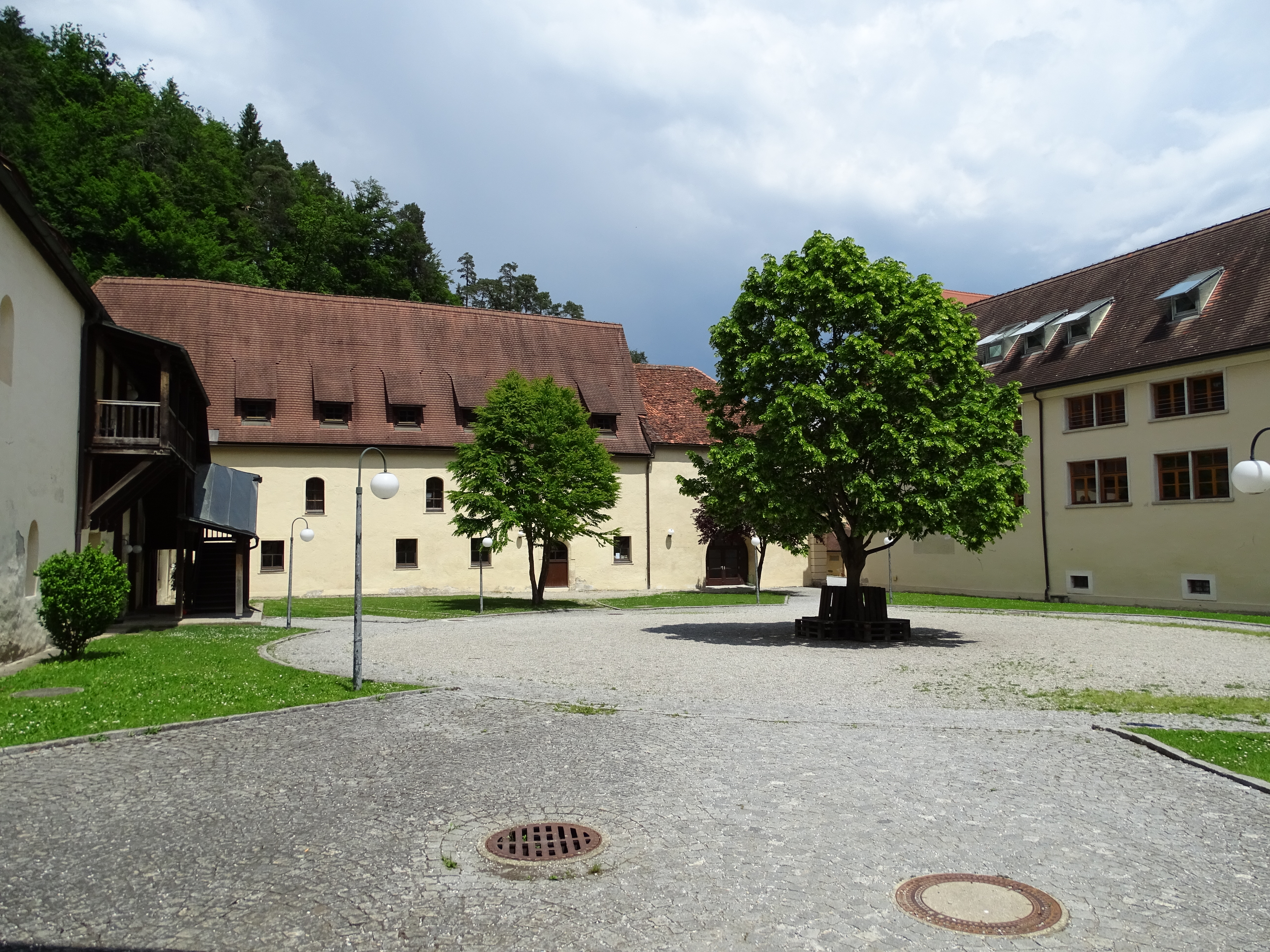
Der Wirtschaftshof

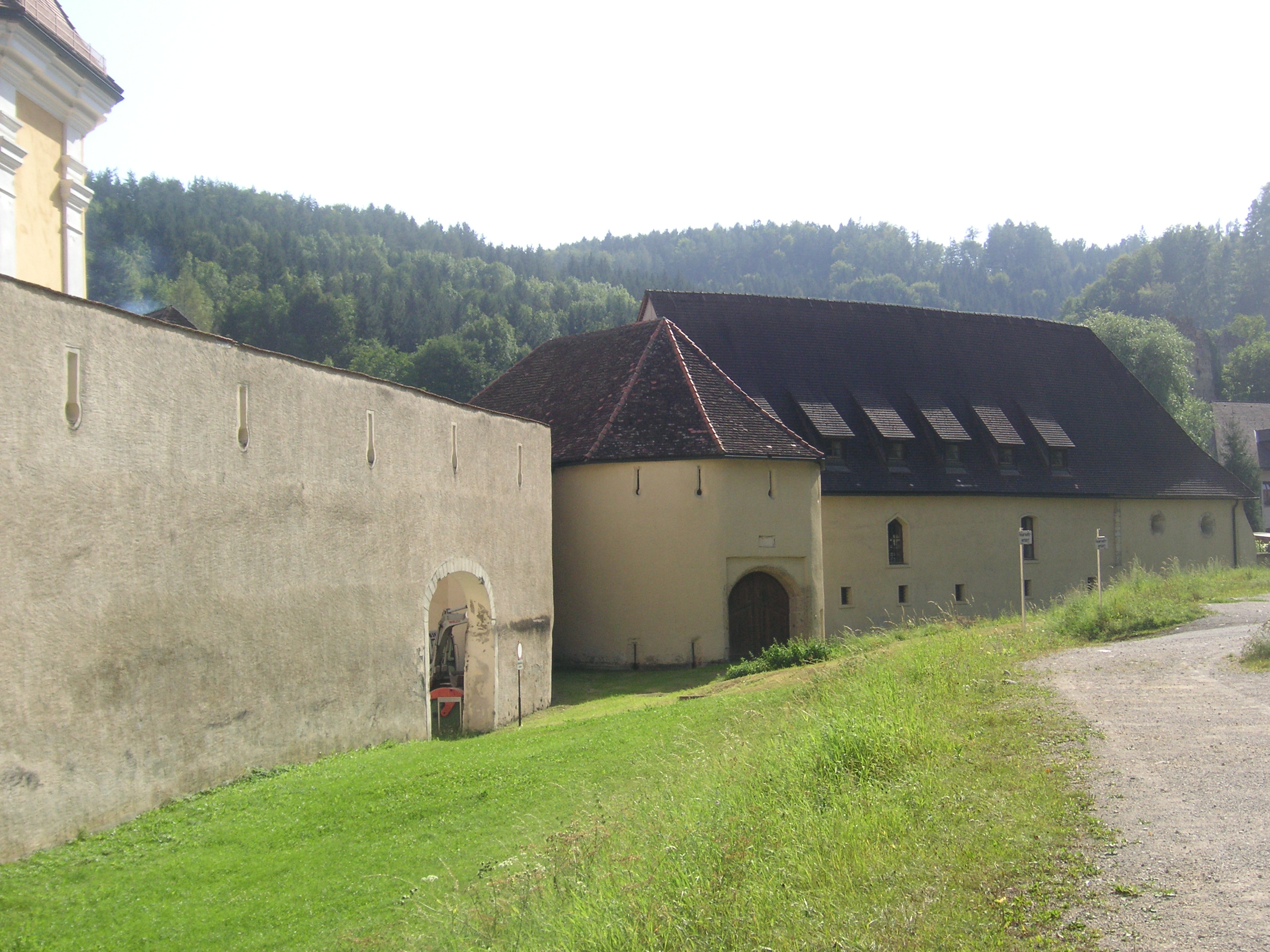
Die gotische Wehrmauer, die Klosterpforte mit Turm sowie das ehemalige Hospiz

Der obere Hof oder Wirtschaftshof befindet sich im westlichen Teil der Klosteranlage. Die unregelmäßig um den Hof gruppierten Gebäude weisen noch zahlreiche romanische und gotische Bauelemente der ursprünglichen Klostergebäude auf. Bis zur Barockisierung des Klosters befand sich im nordöstlichen Teil des Hofes die Stiftspforte. Das Gebäude wurde erst ab dem 18. Jahrhundert als Wirtschaftshof genutzt. Ab 1977 adaptierte man die Gebäude um den Hof für Unterrichtszwecke, wobei zum Teil ältere Bauabschnitte freigelegt wurden. Die Hofeinfahrt hat einen geschwungenen, barock gestalteten Aufsatz.
Die mittelalterliche Klosterpforte im Nordosten des Hofes hat ein auf das Jahr 1480 datiertes Vorwerk. Von diesem Vorwerk erstreckt sich eine gut erhaltene, hohe und mit Schießscharten versehene gotische Wehrmauer bis hin zur barocken Nordfassade des Klosters. Im Turm der Pforte befindet sich ein gotisches Fresko aus dem Ende des 15. Jahrhunderts, das die Kreuzvision des heiligen Bernhard zeigt. Die Architekturmalereien um das Fresko stammen aus dem 16. Jahrhundert.
Westlich des Turmes steht das ehemalige Hospiz mit zwei romanischen Rundfenstern. Direkt an das Hospiz schließt ein nach Süden verlaufender Gebäudetrakt mit zum Teil romanischem Mauerwerk an, der früher das Fremdenspital beherbergte. Dieser Trakt im Westen des Wirtschaftshofes hat hofseitig zwei romanische Rundbogenfenster und einige schlichte spätgotische Fenstergewände. Die 1229 dem heiligen Benedikt geweihte spätromanischen Hospiz-Kirche wurde im 16. Jahrhundert aufgelassen und 1981 erneut geweiht. Von der alten Kapelle ist die Halbrundapsis erhalten geblieben.
Vom ursprünglichen, zum südlich des Hofes gelegenen Turm führenden Trakt, der unter Abt Bernhard (1265–1282) als Pfründnerspital errichteten und später mehrfach erweitert wurde, ist nur mehr eine hofseitige Mauer erhalten geblieben. Der gotische Turm im Süden wurde 1479 erbaut und hat ein auf das Jahr 1516 datiertes Fenster im Obergeschoß. Er steht neben einem gotischen Torbau, an dem ein unter Abt Wolfgang erbauter und im 16. Jahrhundert erweiterter Trakt anschließt. Dieser fungierte als Gerichtstrakt und hat im Erdgeschoß eine ehemalige Kapelle mit drei Schlusssteinen. Auf diesen sind das Haupt Christi, die Leidenswerkzeuge und die Jahreszahl 1505 abgebildet. Über dem heute vermauerten Kapelleneingang befand sich bis 1950 ein gotisches Fresko mit Schutzmantelmadonna aus der Zeit um 1505, das bei einer versuchten Abnahme zerstört wurde. Die Obergeschoße auf der Hofseite des Trakts stammen aus jüngerer Zeit.

#### Weitere Stiftsgebäude

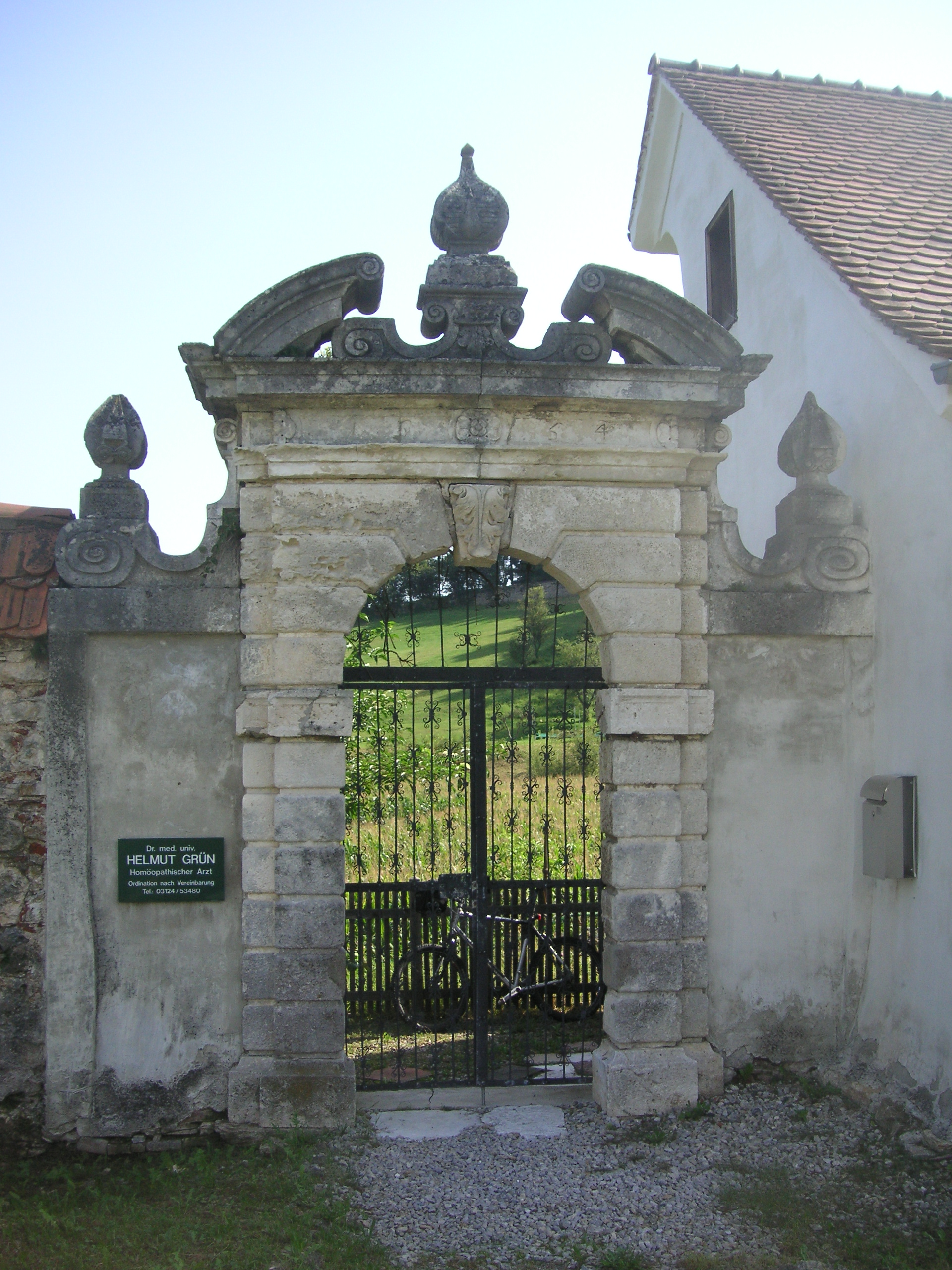
Das nördliche Portal des Stiftgartens

Westlich des Wirtschaftshofes stehen die ehemalige Mühle und ein gotischer Rundturm mit Resten einer Wehrmauer, die zum ehemaligen Kornspeicher führt. Der Kornspeicher wurde 1271 erbaut und nach 1480 erneuert. Er ist heute nur mehr als Ruine erhalten. Etwas erhöht darüber steht das ehemalige Schaffnerhaus. Die ehemalige Bäckerei existiert heute nicht mehr, da sie abgebrochen wurde.
Östlich der Stiftsanlage liegt der große ummauerte Stiftsgarten. Er hat im nördlichen Teil ein Portal aus dem Jahr 1654 mit einem schmiedeeisernen Gitter aus derselben Zeit. In einer Nische der Mauer ist ein Römerstein eingemauert, auf dem drei Nymphen abgebildet sind.
Vor dem Stift steht die Stiftstaverne. Diese ist im Kern spätgotisch und wurde im 17. Jahrhundert in ihre gegenwärtige Form gebracht.